# Cologne
Pour les articles homonymes, voir Cologne (homonymie).
« Koln » et « Köln » redirigent ici. Pour les autres significations, voir Koln (homonymie).
 (décembre 2024).
Si vous disposez d'ouvrages ou d'articles de référence ou si vous connaissez des sites web de qualité traitant du thème abordé ici, merci de compléter l'article en donnant les références utiles à sa vérifiabilité et en les liant à la section « Notes et références ».
Cologne (en allemand Köln /kœln/ ; en kölsch Kölle) est une ville de l'Ouest de l'Allemagne, en Rhénanie-du-Nord-Westphalie.
Quatrième ville d'Allemagne par sa population, elle est une destination touristique connue pour sa cathédrale, classée au patrimoine mondial de l'Unesco, son carnaval, ses nombreux musées, son eau de Cologne, mais elle est également le centre de la région métropolitaine Rhin-Ruhr, une des plus grandes aires urbaines du monde, et l'une des trois villes de la Région métropolitaine Cologne-Bonn avec Bonn et Leverkusen.
La ville de Cologne, outre son poids historique, culturel et artistique, est un pôle important de la chimie, de l'automobile, des médias, de l'événementiel et de la formation universitaire.

## Géographie

### Situation et climat
L'espace urbain s'étend sur 405,16 km2 (230,25 km2 sur la rive gauche du Rhin, 174,87 km2 sur la rive droite). Seules les villes de Berlin et Hambourg et quatre villes de Saxe-Anhalt et de Brandebourg ont une plus grande zone urbaine en Allemagne.
La ville est située dans la baie de Cologne (de), un littoral en forme d'entonnoir façonné par le cours du fleuve entre les pentes du pays de Berg et de l'Eifel après son passage par le massif schisteux rhénan, position protégée qui confère à l'agglomération un climat relativement doux. La ville se trouve dans une vaste zone de transition entre un climat océanique tempéré et un climat continental avec des hivers doux (moyenne de janvier : 2,4 °C) et des étés modérément chauds (moyenne de juillet : 18,3 °C). Les précipitations annuelles moyennes sont de 798 mm, ce qui correspond à la moyenne allemande.
| Mois          | jan. | fév. | mars | avril | mai  | juin | jui. | août | sep. | oct. | nov. | déc. | année |
| ------------- | ---- | ---- | ---- | ----- | ---- | ---- | ---- | ---- | ---- | ---- | ---- | ---- | ----- |
| T. min. moy.  | −0,7 | −0,9 | 1,7  | 3,6   | 7,7  | 10,7 | 12,8 | 12,3 | 9,6  | 6,2  | 2,5  | 0,6  | 5,5   |
| T. moy. (°C)  | 2,2  | 2,8  | 6,1  | 8,9   | 13,3 | 16   | 18,2 | 18   | 14,6 | 10,4 | 5,7  | 3,4  | 10    |
| T. max. moy.  | 5,2  | 6,6  | 10,5 | 12,7  | 14,2 | 19   | 21,3 | 23,7 | 23,7 | 14,6 | 9    | 6,2  | 14,5  |
| Ensol. (h)    | 43   | 58   | 98   | 134   | 150  | 163  | 158  | 146  | 118  | 82   | 46   | 36   | 1 238 |
| Préc. (mm)    | 60,4 | 46,6 | 62,5 | 50,5  | 72,4 | 87,6 | 86   | 65,3 | 69,3 | 61,7 | 63,2 | 70,7 | 796,2 |
| J. avec préc. | 11,9 | 9,3  | 12,5 | 10,2  | 10,4 | 11,6 | 11,2 | 9,4  | 10,7 | 10,5 | 11,9 | 12,9 | 132,5 |

### Population
Avec presque 1,087 million habitants en 2019, Cologne est la plus grande ville du Land, devant Düsseldorf et Dortmund, et la quatrième ville d'Allemagne par sa population, derrière Berlin, Hambourg et Munich.
Traversée par le Rhin, son agglomération de plus de deux millions d'habitants constitue le sud de l'aire métropolitaine Rhin-Ruhr, au cœur de la mégalopole européenne.
La ville est assez cosmopolite : en 2019, 19,4 % de sa population est de nationalité étrangère, avec notamment une importante minorité kurde. En 2009, environ 400 000 chrétiens et 120 000 musulmans vivent à Cologne.

### Subdivisions
Cologne est subdivisée en neuf arrondissements municipaux (Stadtbezirke) numérotés de 1 à 9, et 86 quartiers (Stadtteile) :
1. Innenstadt : Altstadt-Nord, Altstadt-Süd, Neustadt-Nord, Neustadt-Süd, Deutz
2. Rodenkirchen : Bayenthal, Godorf, Hahnwald, Immendorf, Marienburg, Meschenich, Raderberg, Raderthal, Rodenkirchen, Rondorf, Sürth, Weiß, Zollstock
3. Lindenthal : Braunsfeld, Junkersdorf, Klettenberg, Lindenthal, Lövenich, Müngersdorf, Sülz, Weiden, Widdersdorf
4. Ehrenfeld : Bickendorf, Bocklemünd/Mengenich, Ehrenfeld, Neuehrenfeld, Ossendorf, Vogelsang
5. Nippes : Bilderstöckchen, Longerich, Mauenheim, Niehl, Nippes, Riehl, Weidenpesch
6. Chorweiler : Blumenberg, Chorweiler, Esch/Auweiler, Fühlingen, Heimersdorf, Lindweiler (de), Merkenich, Pesch, Roggendorf/Thenhoven, Seeberg, Volkhoven/Weiler, Worringen
7. Porz (de) : Eil, Elsdorf, Ensen, Finkenberg, Gremberghoven, Grengel, Langel, Libur, Lind, Poll, Porz, Urbach, Wahn, Wahnheide, Westhoven, Zündorf
8. Kalk : Brück, Höhenberg, Humboldt/Gremberg, Kalk, Merheim, Neubrück, Ostheim, Rath/Heumar, Vingst
9. Mülheim (de) (anciennement Mülheim-am-Rhein) : Buchforst, Buchheim, Dellbrück, Dünnwald, Flittard, Höhenhaus, Holweide, Mülheim, Stammheim

### Économie
De nombreuses entreprises siègent à Cologne, notamment dans :
- la chimie, avec 150 entreprises dans la région de Cologne[10], dont Lanxess, siège allemand ;
- l'aéronautique, avec l'Agence européenne de la sécurité aérienne ;
- l'automobile avec la division européenne du constructeur automobile américain Ford, la division sportive Toyota team Europe, chargée de la mise au point des véhicules de compétition (rallye, Formule 1), le fabricant allemand de moteurs et de machines Deutz AG, l'équipementier japonais Yazaki, qui y possède son siège européen, ainsi que Citroën, DAF, Mazda, Volvo, Renault, et Renault Trucks[11].
- les médias : l'audiovisuel avec les chaînes de télévision RTL Television, WDR, VOX, Super RTL, N-tv et Brainpool ; la radio avec la Deutsche Welle, Deutschlandradio ; l'édition, avec Taschen ; des éditeurs de musique (p. ex. EMI Group) ; la presse avec le groupe M. DuMont Schauberg, qui publie le Kölner Stadt-Anzeiger, la Kölnische Rundschau et le journal régional Express.
- les assurances : DEVK, DKV (Ergo), Generali Deutschland, Gen Re, Gothaer Group, Axa, Scor et d'autres ;
- l'informatique, avec Pixum, Microsoft ; Electronic Arts, siège allemand depuis 2001[12] ;
- le transport, avec la compagnie aérienne Lufthansa, ainsi que l'entreprise postale UPS, qui y a son principal site de transit européen ;

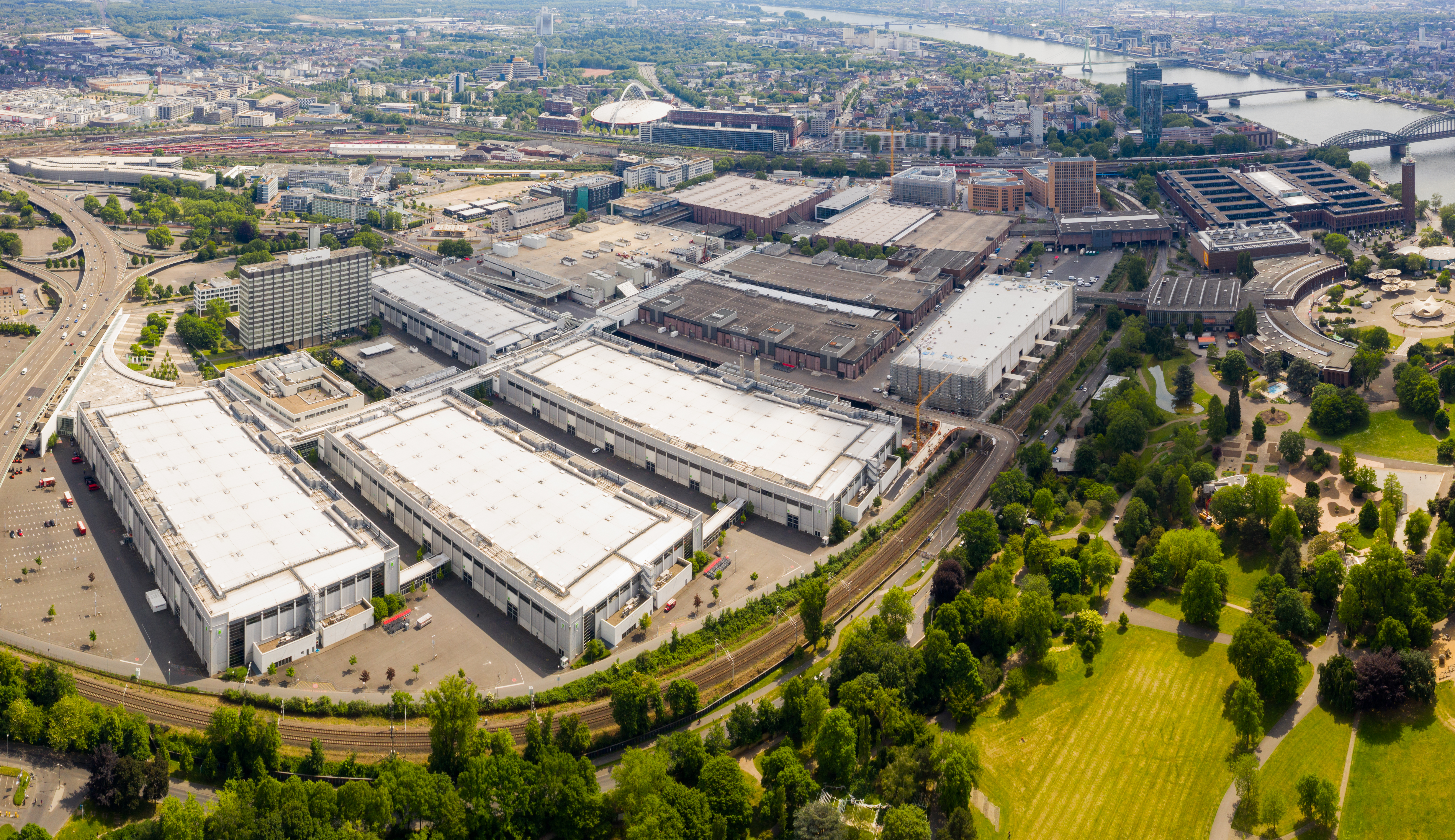
Salles d'exposition de la Koelnmesse.

- l'agroalimentaire, avec Intersnack ;
- des dizaines de salons internationaux comme la Gamescom et Photokina, dans des domaines multiples ont régulièrement lieu, notamment au parc des expositions de Cologne : sport, deux-roues (Intermot), meubles, alimentaire, habillement, vétérinaires, dentistes, décoration, photo, communication, etc.[13] La société Koelnmesse est l'entreprise qui organise et gère environ les 80 salons, expositions et événements invités chaque année. Jusqu'à 2000 conférences et autres événements ont lieu chaque année, pendant et en dehors des foires commerciales, sur plusieurs sites d'exposition, dont ceux de Deutz et de Mühlheim.

### Enseignement, formation et recherche

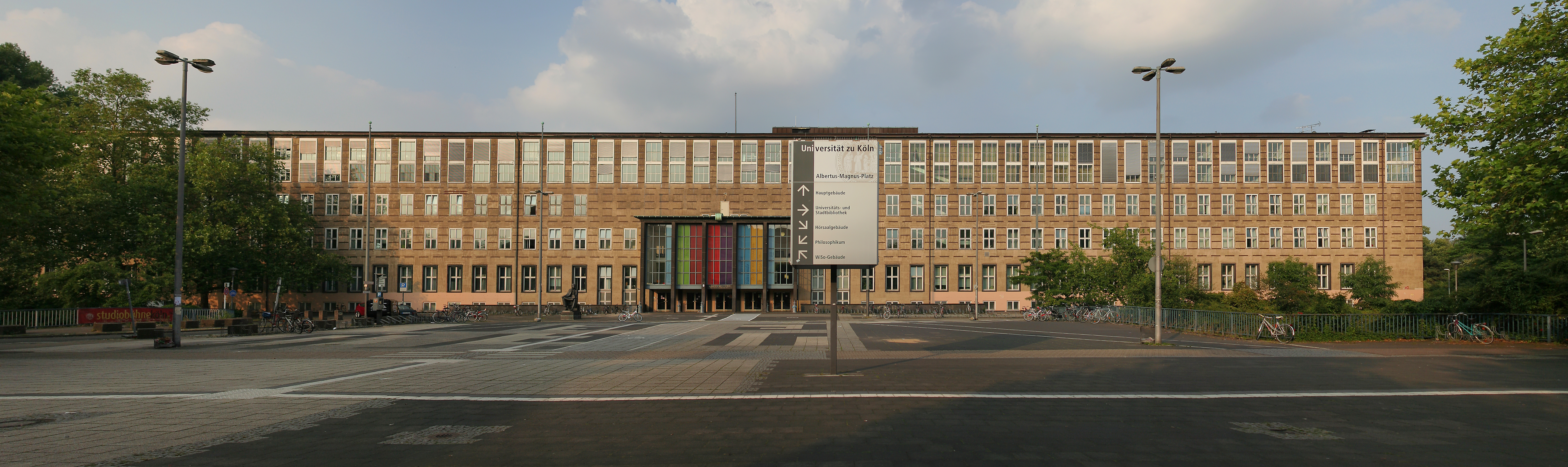
Bâtiment de l'Université à Lindenthal.

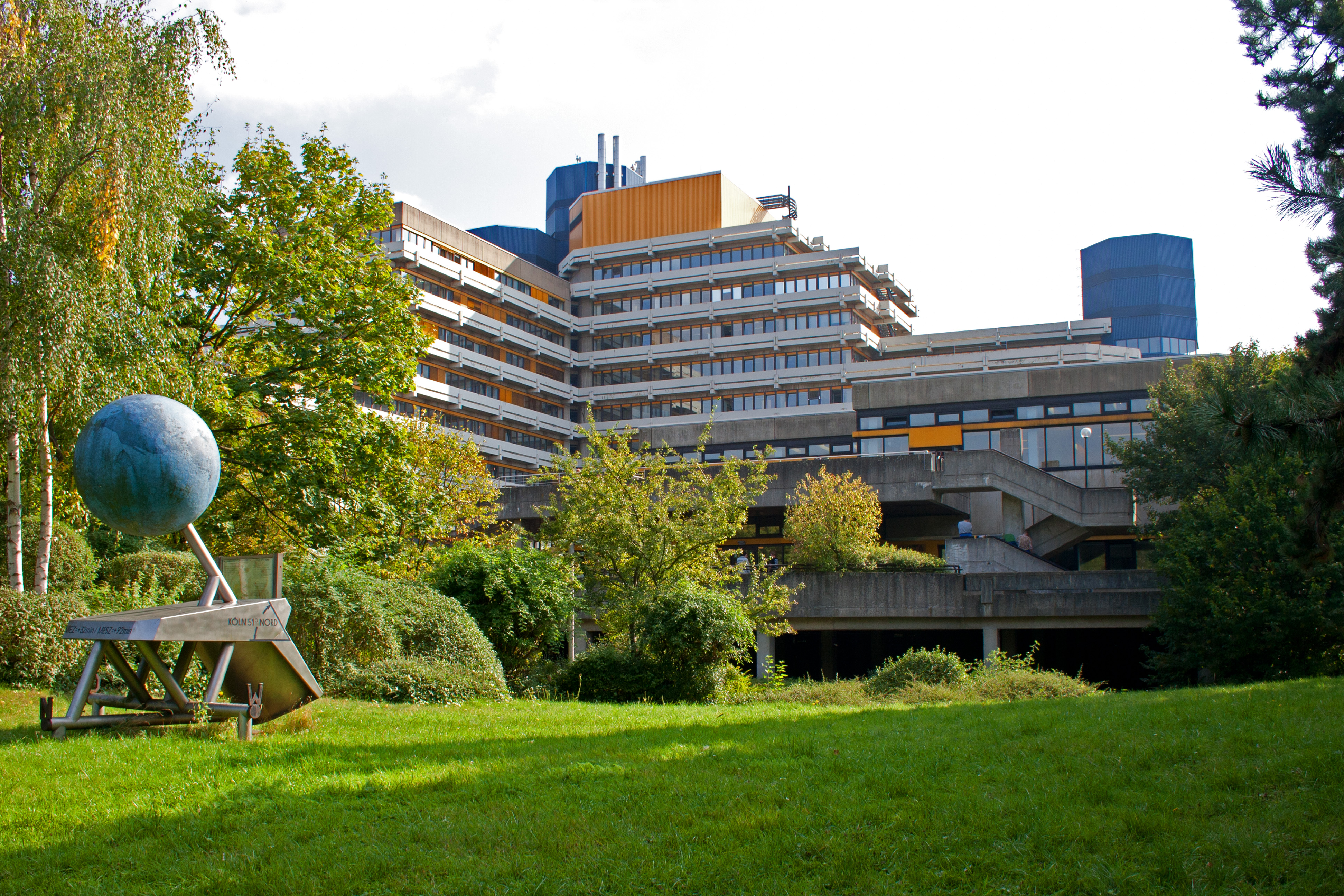
La Fachhochschule Köln sur le campus de Deutz.

L'université de Cologne, fondée au XIVe siècle, reste une des plus importantes d'Allemagne avec environ 48 000 étudiants.
Par ailleurs, la Technische Hochschule Köln, fondée en 1971, est la plus grande Fachhochschule (université des Sciences appliquées) d'Allemagne, avec 27 000 étudiants.
En 2018, Cologne compte 24 instituts universitaires et 4 grandes écoles d'enseignement supérieure (6 publics, 19 privés et 1 confessionnel) avec les spécialités les plus variées, dont 14 ont leur siège à Cologne. Avec environ 100 000 étudiants, Cologne est avec Berlin, Munich et Hambourg l'une des quatre plus grandes villes universitaires d'Allemagne.
Les instituts de recherche ne sont pas en reste avec notamment :
- l'Institut Max-Planck de biologie du vieillissement ;
- l'Institut Max-Planck pour l'étude des sociétés ;
- l'Institut Max Planck pour la recherche sur la sélection végétale (en) ;
- le Centre allemand pour l'aéronautique et l'astronautique ;
- le Centre des astronautes européens.

Le Wissenschaftsrat (WR), conseil scientifique consultatif allemand, a son siège à Cologne.

### Transports

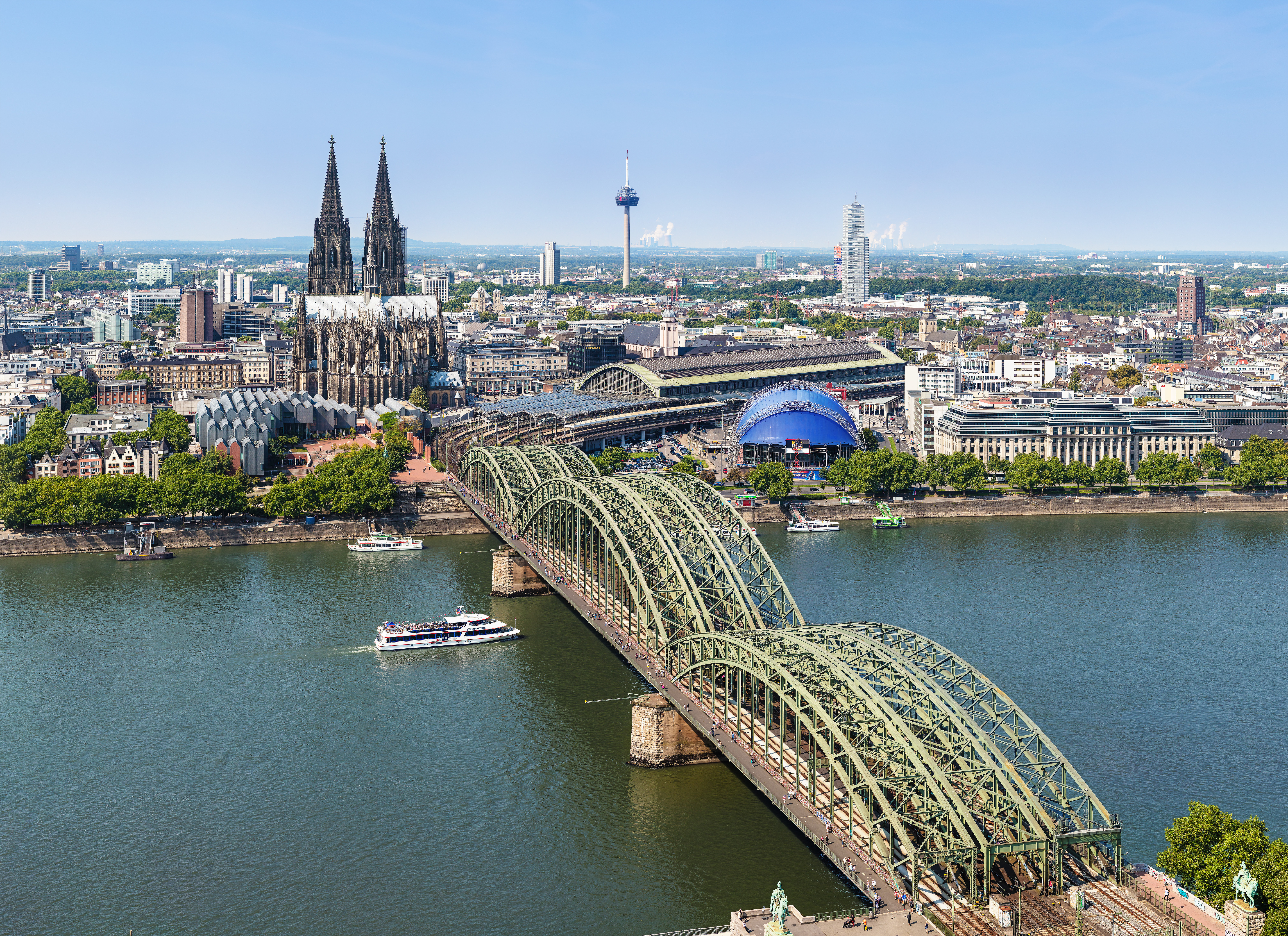
Panorama du centre-ville, de gauche à droite : Vieille-ville, Kölner Philharmonie, Museum Ludwig, Cathédrale, Pont Hohenzollern, Gare centrale de Cologne, Musical Dome. En arrière-plan, la tour Colonius et la Kölnturm à MediaPark (août 2017).

Cologne est très bien desservie par les transports publics avec un réseau dense de métro léger.
- Métro léger de Cologne.

Cologne possède plusieurs gares :
- Gare centrale de Cologne ;
- Gare de Cologne Messe/Deutz ;
- Gare de Cologne Ehrenfeld ;
- Gare de l'aéroport de Cologne/Bonn.

La connexion au réseau express régional S-Bahn est assurée par le réseau S-Bahn Rhin-Ruhr de la région métropolitaine.
Cologne est sur le réseau des trains Thalys qui relient la France, la Belgique, les Pays-Bas et le nord-ouest de l'Allemagne. Par ailleurs, la ligne à grande vitesse Cologne - Rhin/Main, d'une longueur de 177 km, mise en service en 2002, permet de relier Cologne à Francfort-sur-le-Main.
Cologne possède un aéroport : l'aéroport Konrad-Adenauer de Cologne/Bonn, situé à 12 km de Cologne et à 16 km de Bonn. C'est le hub des compagnies UPS et FedEx. Il dessert 115 destination dans 35 pays.
La ville de Cologne possède un boulevard périphérique (en). Celui-ci a été construit à la fin du XIXe siècle et au début du XXe, il est aujourd'hui encore complété et élargi. Son développement est issu des travaux d'architectes urbains tels que Karl Henrici (de), Josef Stübben et Fritz Schumacher.

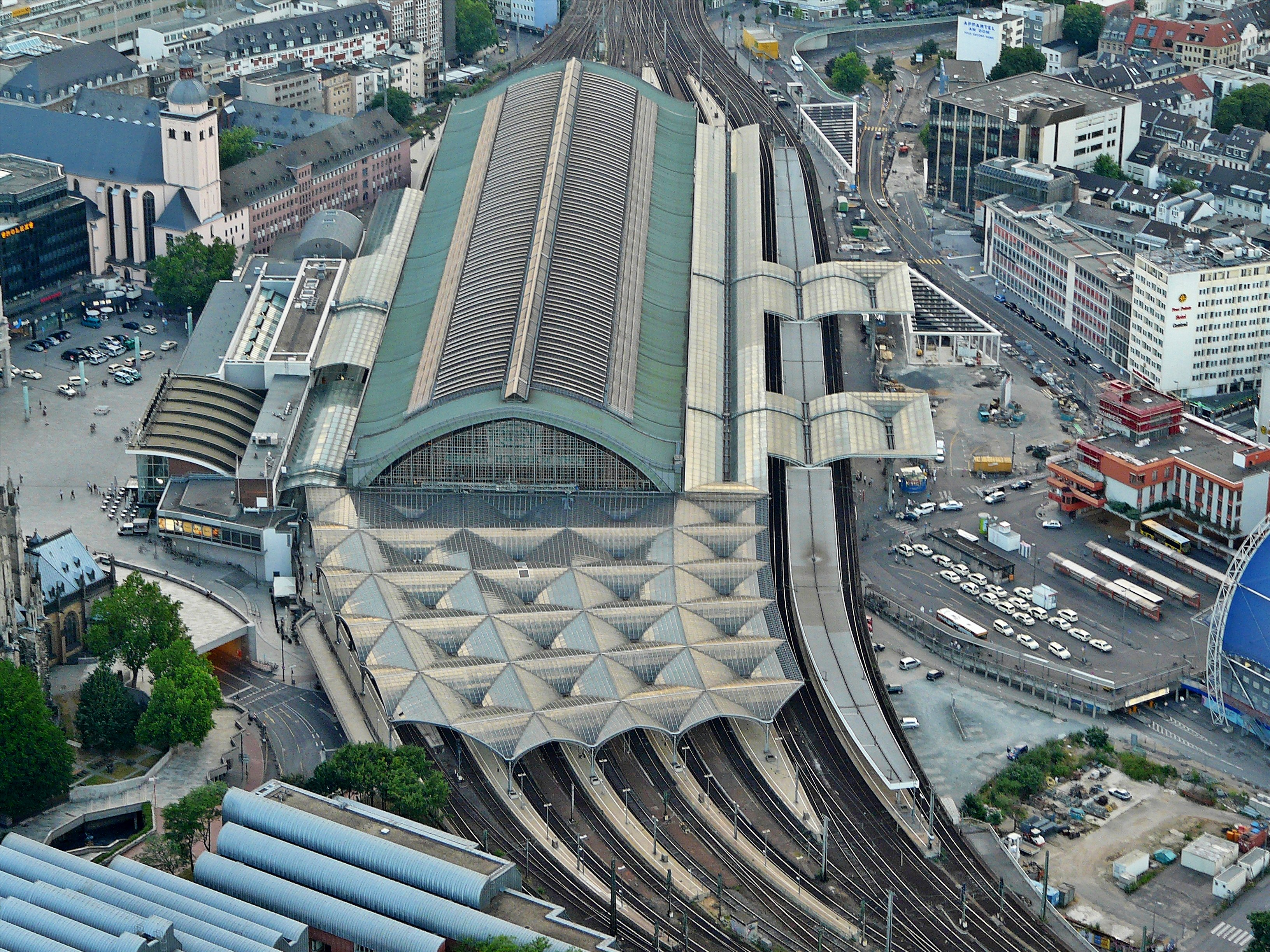
La gare centrale vue du ciel.
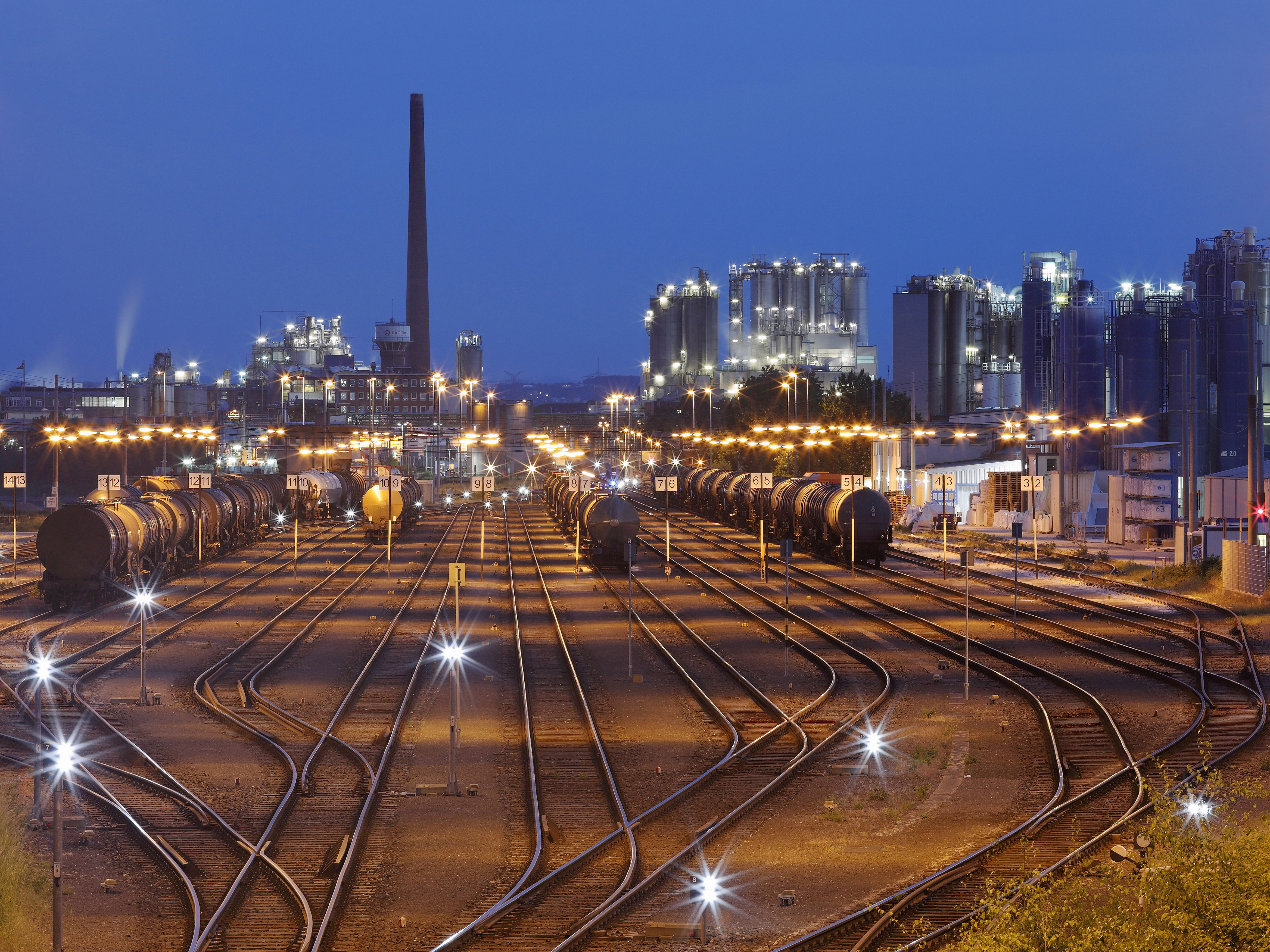
Gare de triage de Cologne à Godorf. À l'arrière-plan, la raffinerie de LyondellBasell. Mai 2018.
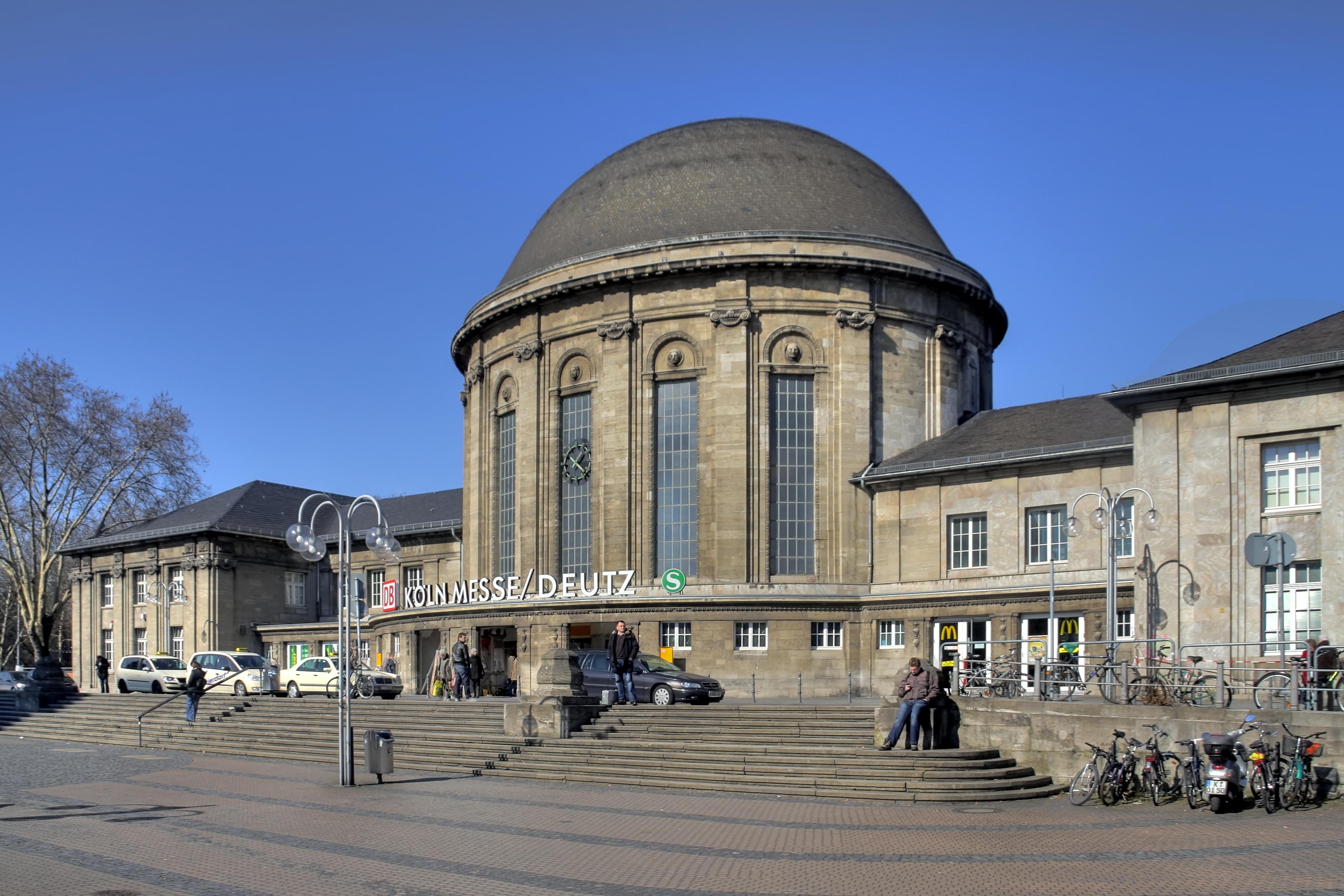
Gare de Cologne Messe/Deutz, un accès au parc des expositions.

#### Transport fluvial

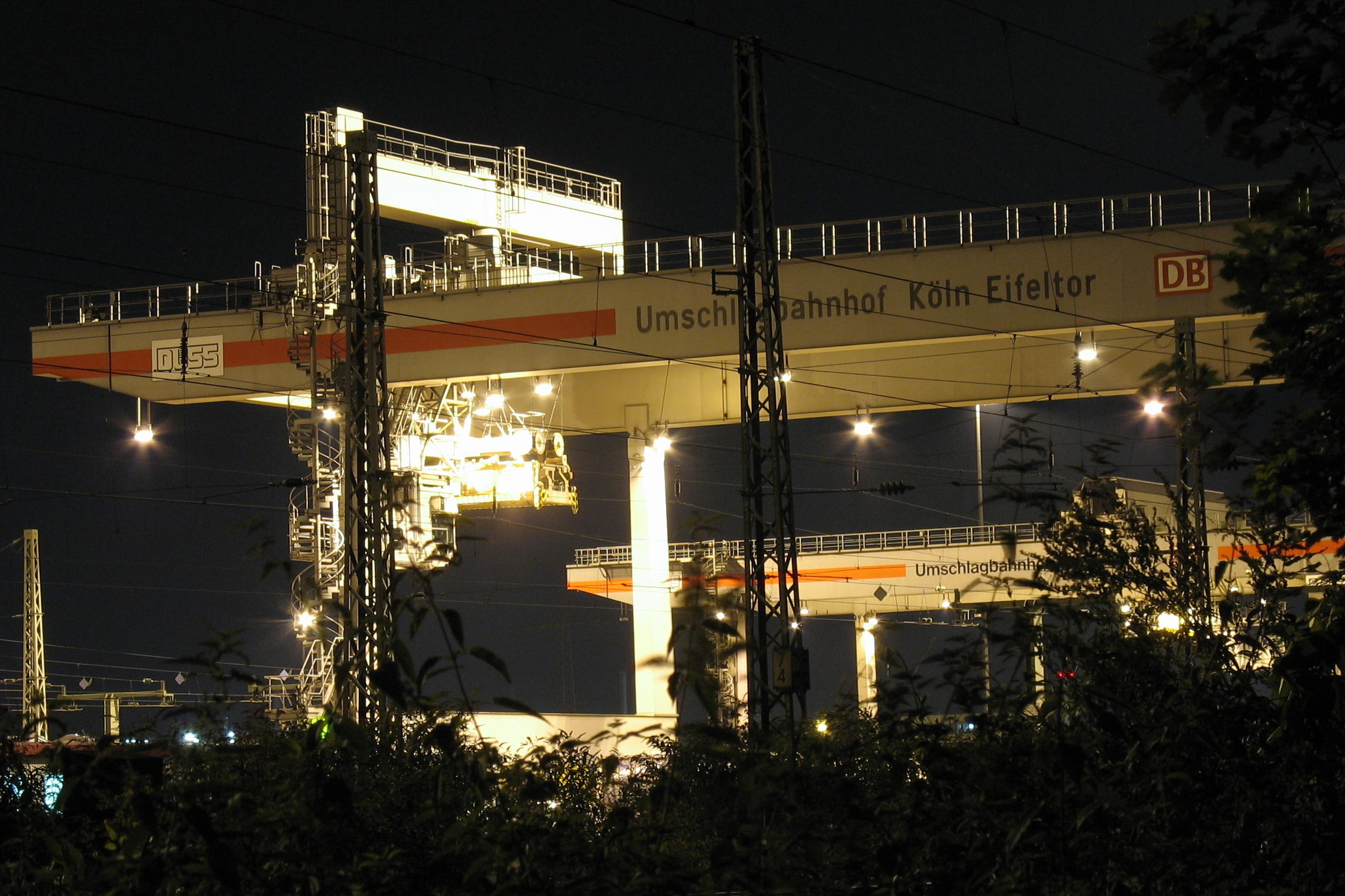
Pont roulant de la gare Köln Eifeltor.

Traversée par le Rhin, la ville est un lieu de passage historique de la navigation fluviale en Rhénanie. Les ports intérieurs de Cologne (de) sont le second ensemble portuaire intérieur d'Allemagne avec un trafic de marchandises de 12,8 millions de tonnes en 2015.
La gare de marchandises de Köln Eifeltor (de) située sur la rive gauche du Rhin est le plus grand site d'Allemagne destiné au transport combiné.

### Cologne et le Rhin

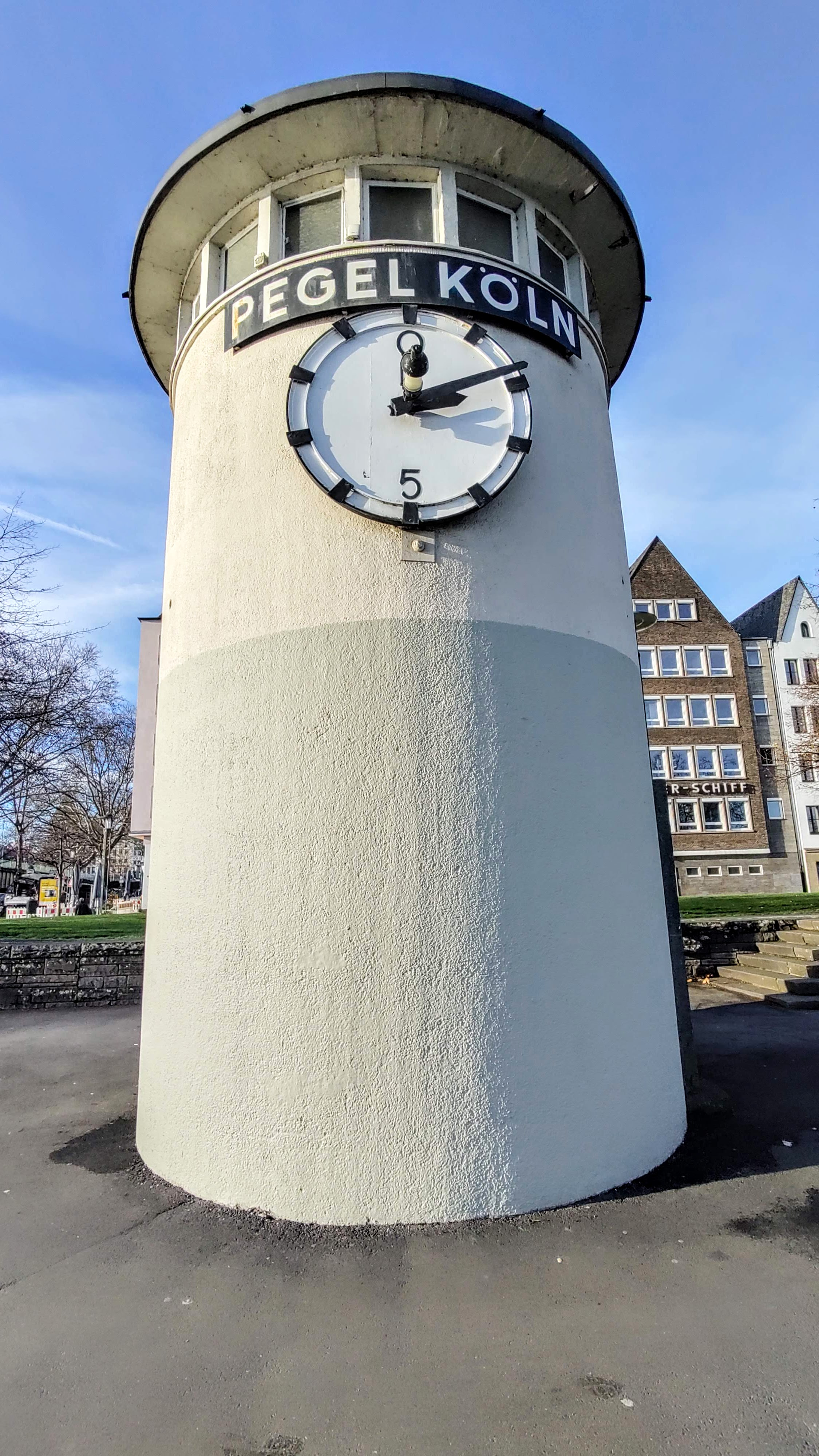
Pegel Köln, la station limnimétrique de Cologne. L'horloge limnimétrique indique la hauteur d'eau, la grande aiguille est pour les mètres, la petite pour les décimètres. Ici, 2.10 m.

Cologne a été touchée à plusieurs reprises par des inondations. En temps normal, la hauteur d'eau du Rhin est de 3,48 mètres et le débit normal du fleuve est en moyenne de 2 000 m3/s. Mais celui-ci varie avec le niveau des eaux, et peut aller de 690 m3/s (niveau de 0,81 m en 2003) à 10,800 m3/s (niveau de 10,69 m en 1995). La plus grave inondation enregistrée a eu lieu en février 1784, lors d'une élévation des températures après l'hiver long et froid de 1783-84. Le Rhin était gelé, et la fonte des neiges et des glaces ont entraîné un niveau record de 13,55 mètres. Les inondations et les lourds blocs de glace dérivants ont dévasté les berges et tous les navires. En plaine inondable, les bâtiments et les fortifications ont été détruits, et il y eut 65 morts. Les masses d'eau et de glace ont complètement détruit la ville de Mülheim am Rhein.
Au XXe siècle, les inondations de 1926, 1993 et 1995 ont atteint des niveaux d'eau jusqu'à 10,69 mètres. Depuis 2005, on utilise des murs de protection fixes ou mobiles pour protéger la ville jusqu'à un niveau d'eau de 11,90 mètres. Le Rhin a eu plusieurs fois de basses eaux : le 20 septembre 2003 au matin, le niveau du Rhin est tombé à 0,8 mètre, battant le record de 1947. Record à nouveau battu en octobre 2018, où le niveau de l'eau n'était que de 0,67 m le 23 octobre. Cependant, le niveau de 0 mètre signifie que le chenal de 150 mètres de large au milieu du fleuve a encore un mètre de profondeur. La navigation intérieure a dû accepter des restrictions mais n'a pas été complètement interrompue, comme sur l'Elbe.

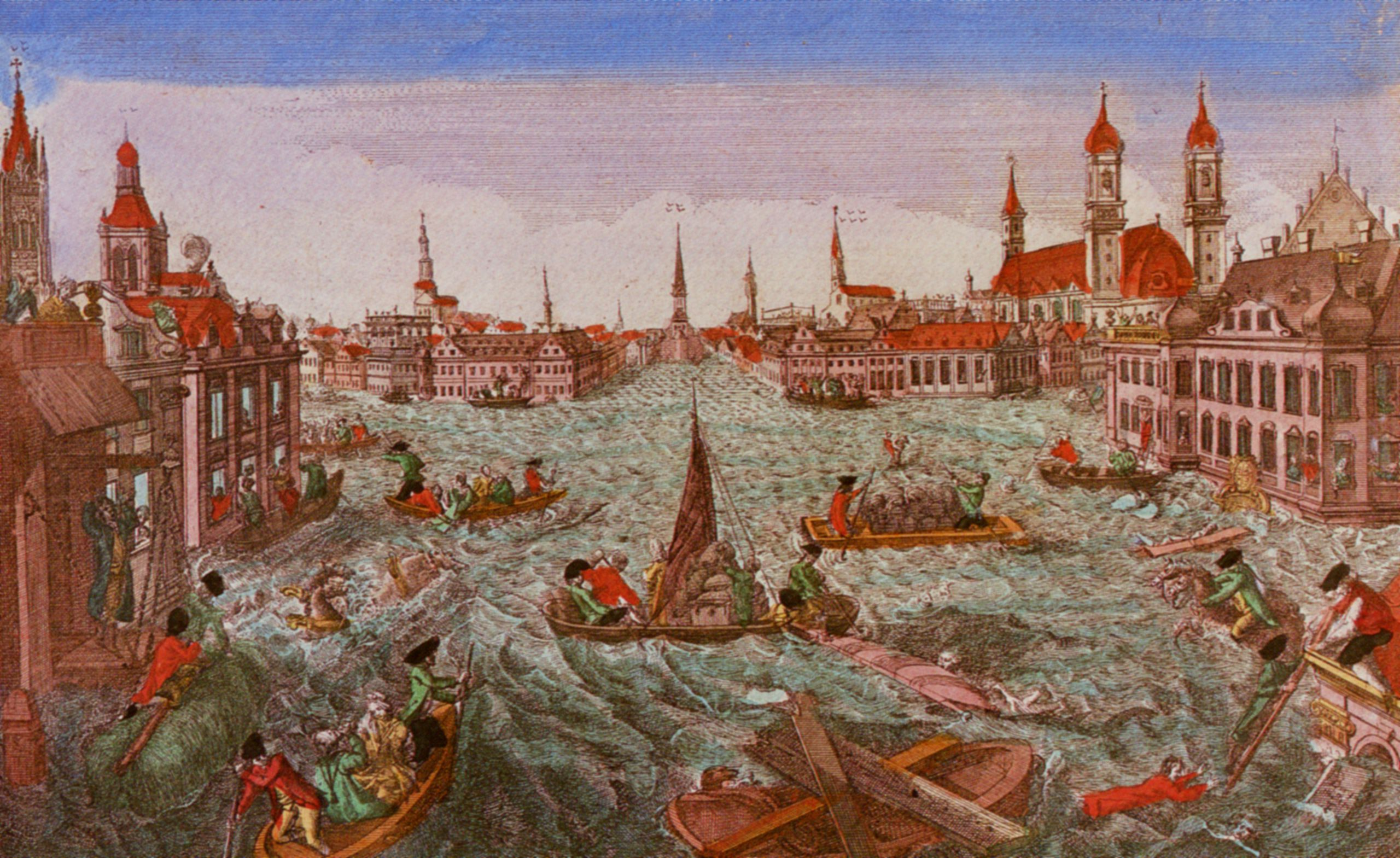
Inondation de 1784, la plus dévastatrice.
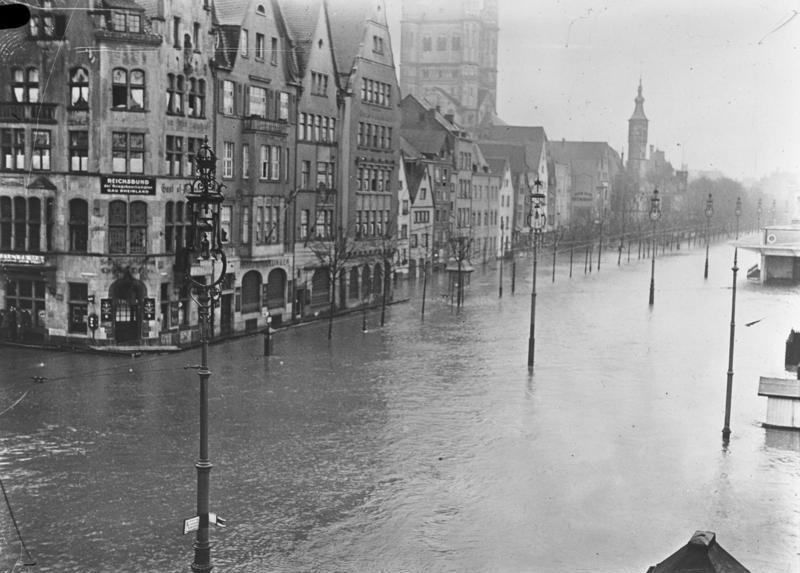
Inondation de novembre 1930.
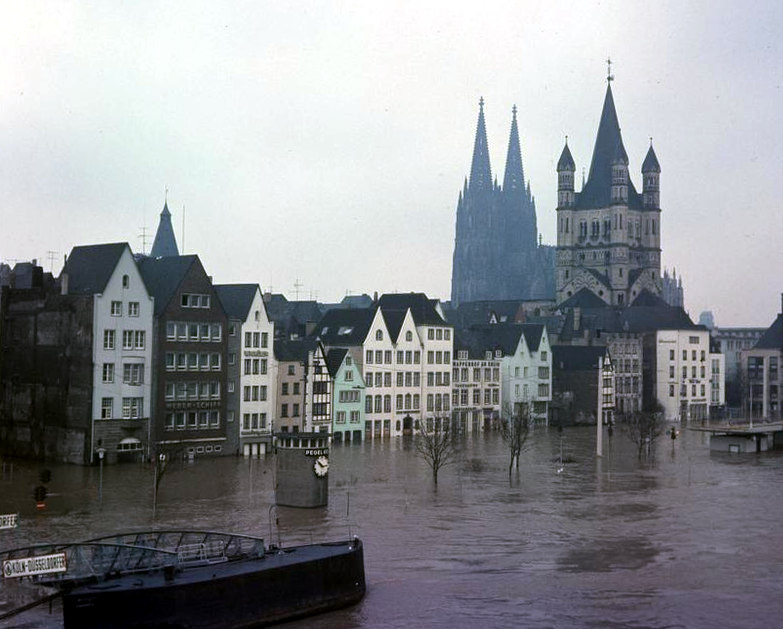
Inondation de février 1970. Le limnimètre a les pieds dans l'eau.
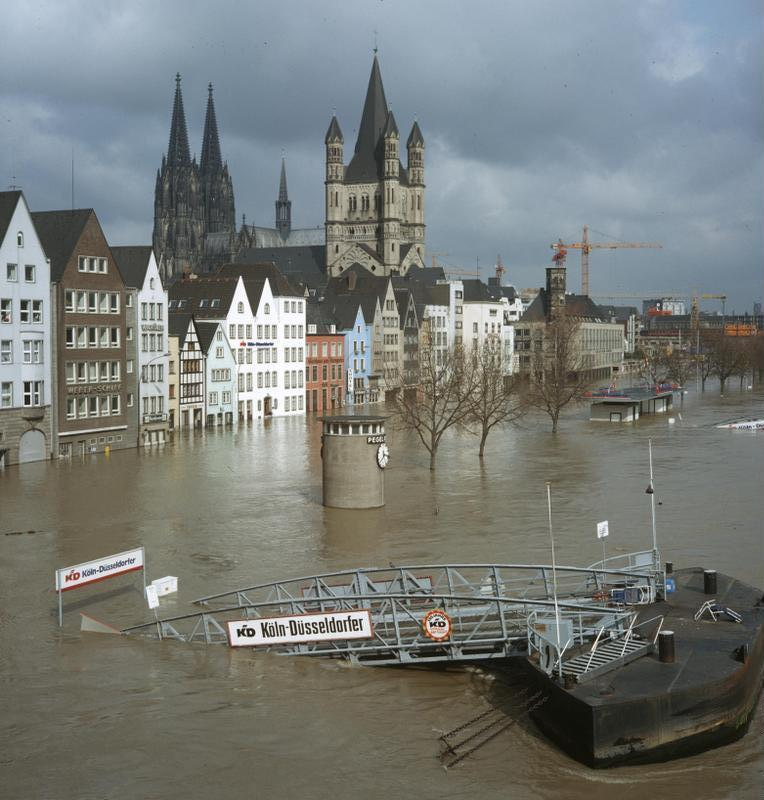
Inondation d'avril 1983.
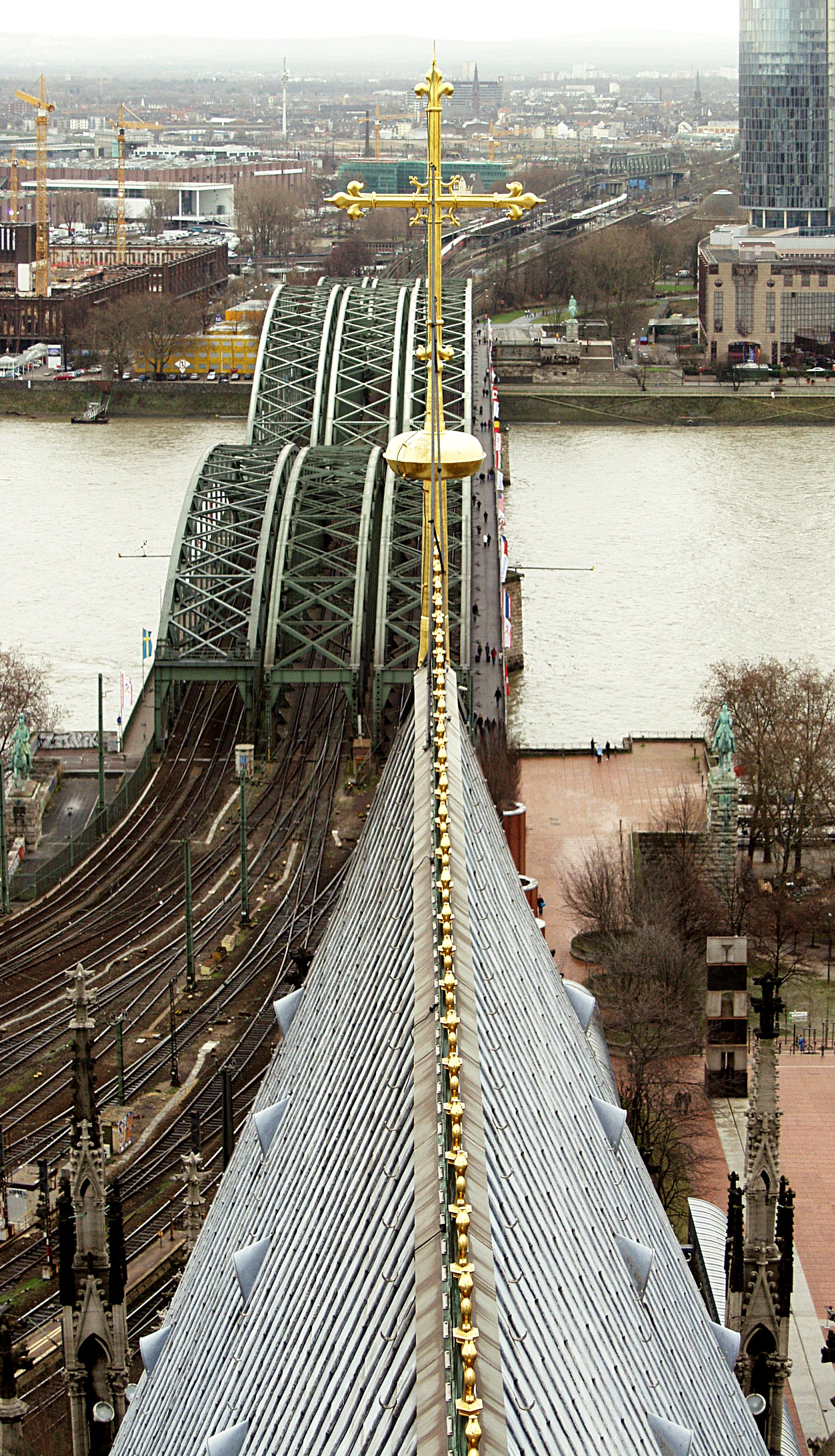
Vue du pont Hohenzollern depuis le toit de la cathédrale : l'alignement du pont et de la cathédrale est bien visible.

Cologne dispose d'un certain nombre de ponts sur le Rhin (du nord au sud) :
- le pont de Mülheim, qui relie Riehl et Mülheim,
- le Zoobrücke, qui relie la B55 A au réseau autoroutier de la rive droite et qui tire son nom de sa proximité avec le Zoo de Cologne sur la rive gauche,
- le pont Hohenzollern, pont ferroviaire et piéton, entre Cologne et Deutz,
- le Deutzer Brücke, qui relie Deutz au centre-ville,
- le Severinsbrücke qui relie Deutz au Rheinauhafen,
- le Südbrücke, pont ferroviaire et piéton, réservé aux trains de fret,
- le pont de Rodenkirchen qui intègre la Bundesautobahn 4 et le périphérique de Cologne.

## Histoire

### Fondation et période antique

Cologne romaine au temps de Constantin.

Cologne est la plus ancienne des grandes villes allemandes. Les Sicambres ont habité dans la région de Cologne, avant la colonisation par l'empire romain qui y installe un camp en 38 av. J.-C.. Les romains en firent la capitale de la province de Germanie inférieure, 

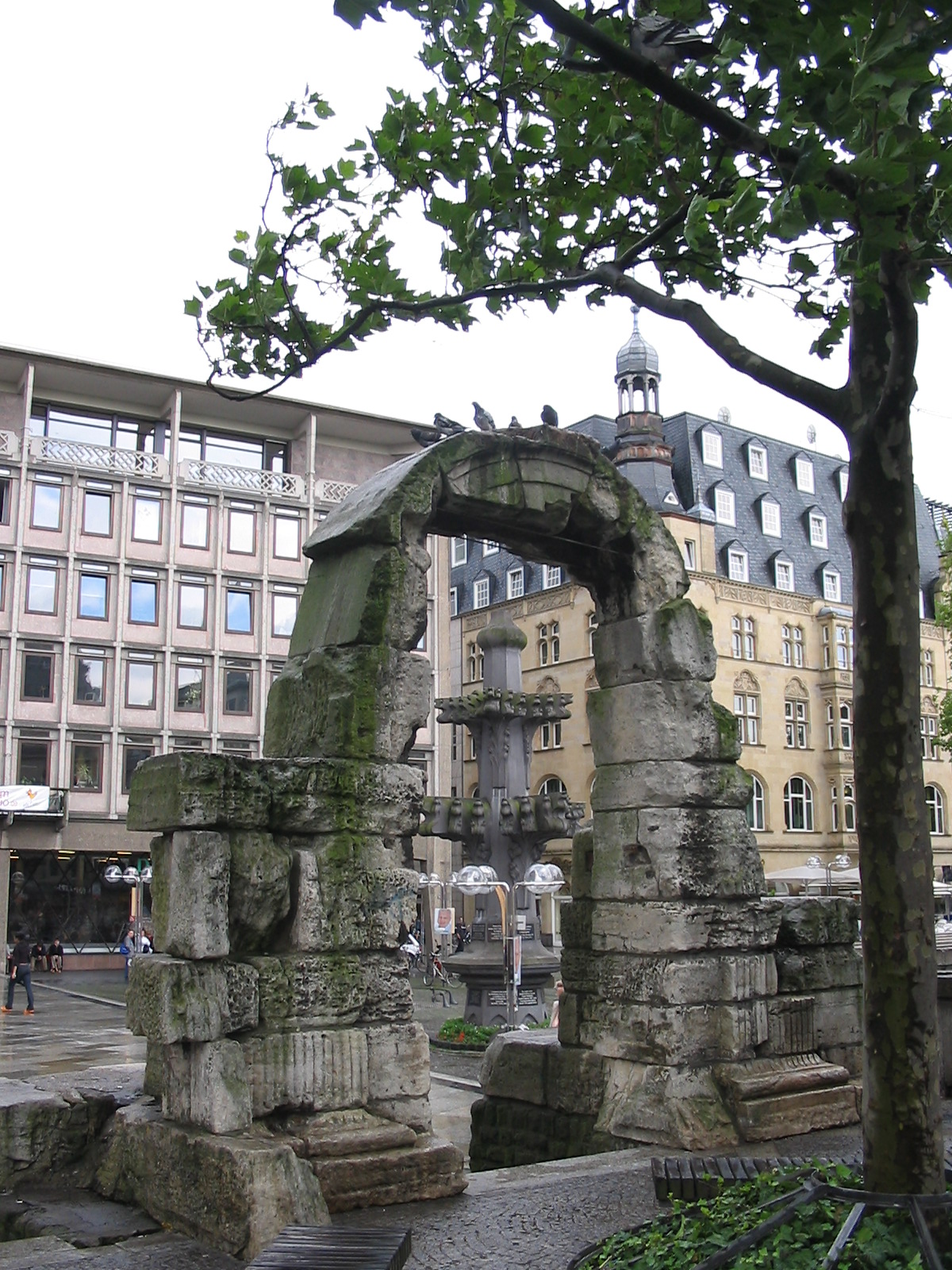
Vestiges antiques, près de la cathédrale : portique latéral d'une porte romaine de la ville.

La ville doit son nom de Cologne à l’impératrice romaine Agrippine, épouse de l'empereur Claude, qui éleva son lieu de naissance au rang de colonie en l'an 50, sous le nom de Colonia Claudia Ara Agrippinensium (Agripina sur la table de Peutinger). Les Romains y tenaient une garnison et des voies romaines convergeaient vers un pont de bateaux sur lequel transitait un important commerce avec toutes les régions de la Germanie. Le nom Köln a varié au fil du temps, sous les formes Coelln, Colne, Collen, Coellne ou Coellen, avec parfois un k ; jusqu'en 1919, son nom officiel est Cöln.
En raison de son importance stratégique sur le Limes rhénan et de la présence de l'armée — grande consommatrice de produits et de techniques — et de la clientèle germanique, l’endroit attira de nombreux marchands et devint un foyer d’artisanat et de commerce.
Des monnaies romaines découvertes suggèrent que l'approvisionnement en eau de la ville depuis les hauteurs les plus proches existait depuis environ 30 après J.C. Probablement vers 80 après J.C., la ville est équipée d'un des plus longs aqueducs romains connus, l'aqueduc de l'Eifel.
Centre militaire, capitale de l'Empire des Gaules, la ville fut la résidence de l'empereur gaulois Posthumus de 260 à 268, et le lieu de l'usurpation éphémère de Silvanus en 355.
Les Romains introduisirent le christianisme à Cologne, qui devint siège épiscopal à partir du IVe siècle. La première mention d'un évêché est de 313.
La ville garde quelques vestiges de son passé romain :
- la mosaïque de Dionysos et la mosaïque des Philosophes dans le Musée romain-germanique,
- des restes de remparts romains,
- des vestiges de l’aqueduc de l'Eifel qui amenait l’eau d'une source distante d'une centaine de kilomètres jusqu’à la ville,
- des vestiges d'un entrepôt romain qui peuvent se visiter dans la crypte de l'église Saint-Martin.

En  508 à la mort de Clodéric, dernier roi franc de Cologne, Clovis lui succède et intègre la ville dans l'Austrasie.

### Moyen Âge
Électorat de Cologne 953-1288

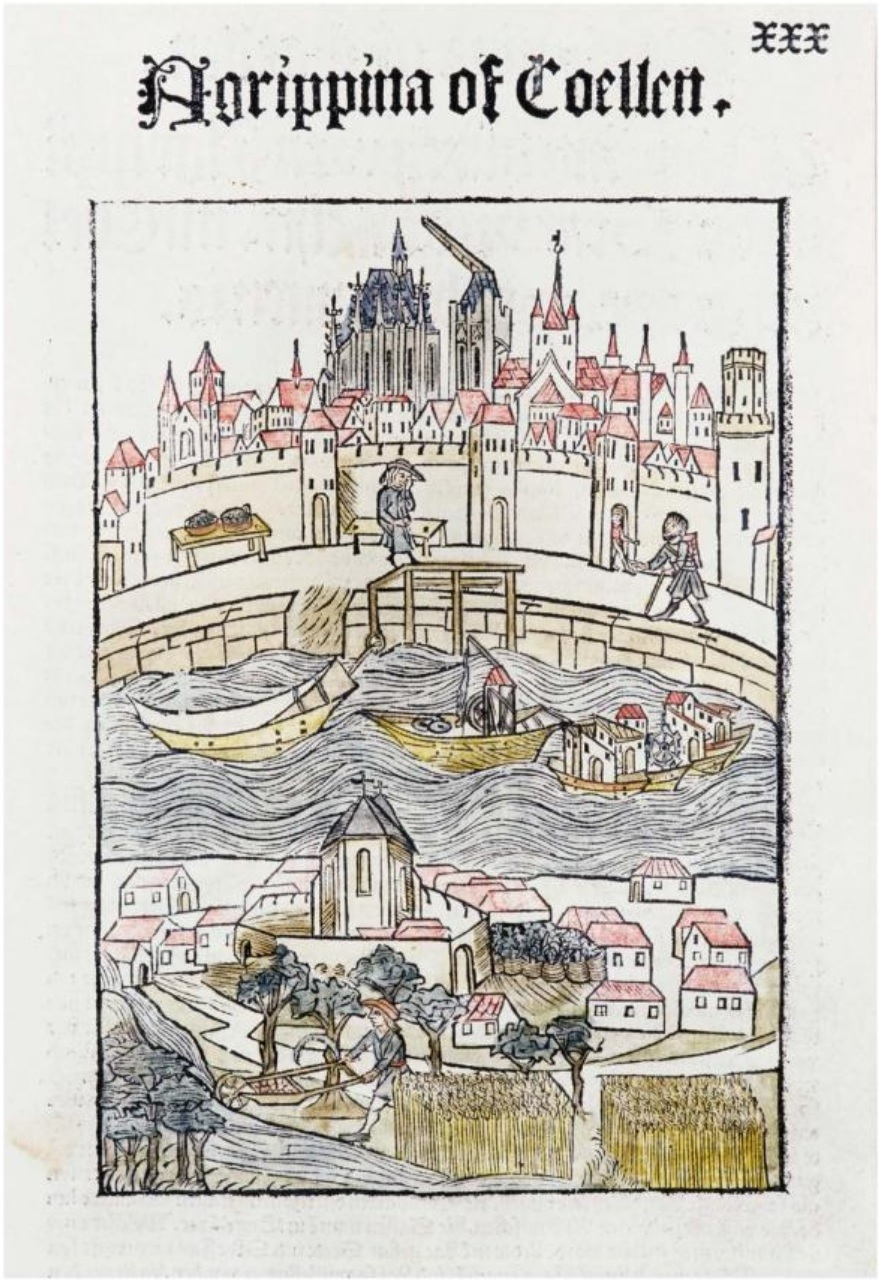
Cologne en 1499.

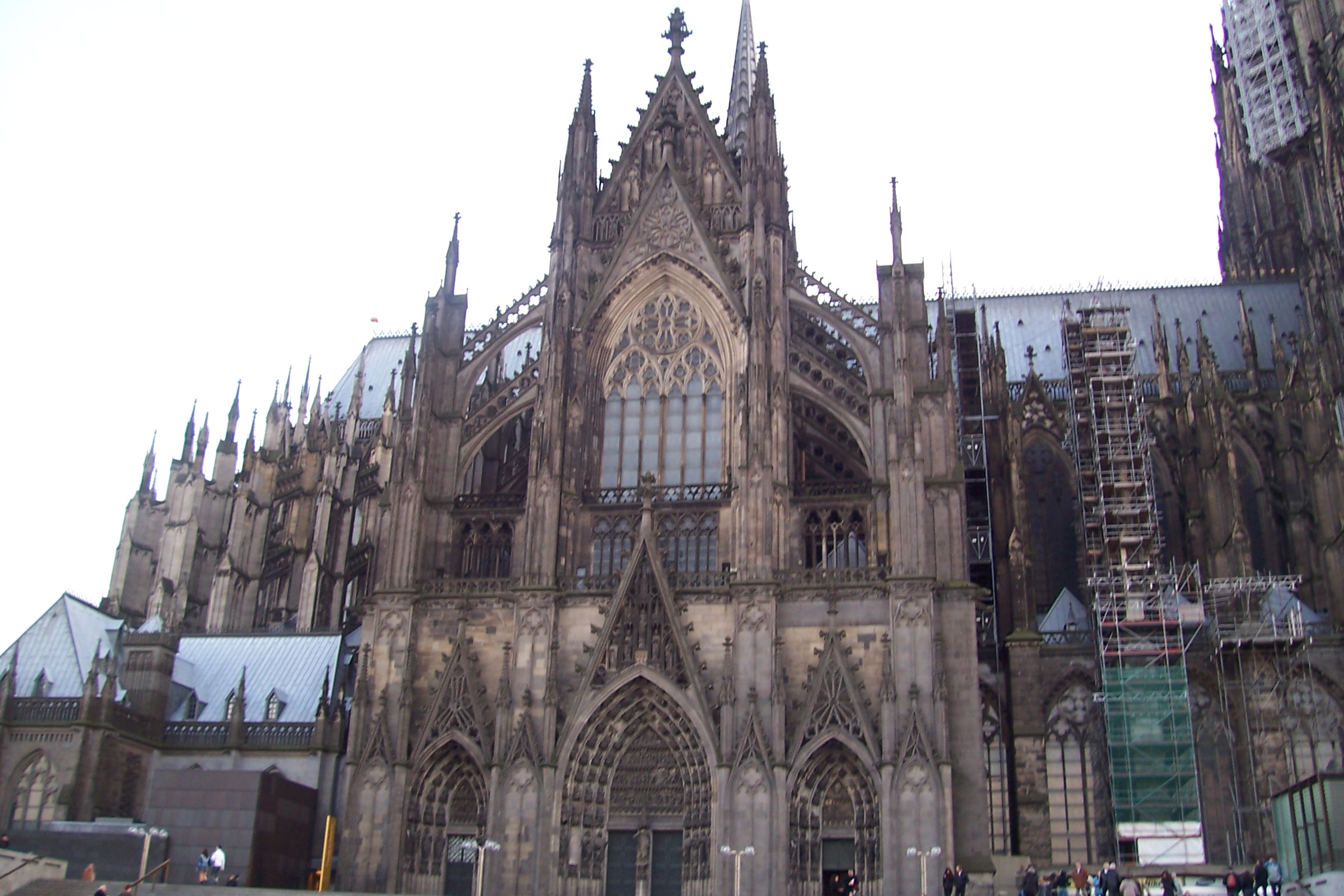
Le transept de la cathédrale de Cologne, vue nord depuis la gare.

Sa situation géographique favorable dans la vallée du Rhin en fait depuis le Moyen Âge un carrefour important en Europe.
En 785 la ville est transformée en archevêché après sa conquête par les Francs et reçoit les reliques des trois rois mages en 1164, amenés à Cologne depuis Milan. Ce transfert par l'archevêque Rainald von Dassel fait de la ville une destination importante pour les pèlerins. Pour accueillir les reliques, est fabriquée une châsse dorée et est construite la cathédrale qui couronne actuellement la ville ; elle fut commencée en 1248 et consacrée en septembre 1322.
Sous les Ottoniens, Cologne tient un rôle important en rapprochant le Saint-Empire de l'Empire byzantin, puisque l'impératrice Théophane, originaire de Grèce et épouse d'Otton II, y réside en tant qu'administratrice impériale. À partir du Xe siècle, des fondations sont initiées par des monastères et aboutissent à l'édification des églises romanes de Cologne. Puis, la ville devient un centre spirituel, sous l'impulsion d'archevêques politiquement influents : en effet, l'archevêque de Cologne est prince-électeur de l'Électorat de Cologne, fondé au milieu du Xe siècle.
Au haut Moyen Âge, Cologne est la plus grande ville de l'espace germanophone en Europe, avec environ 40 000 habitants, de sorte que ses fortifications sont agrandies à plusieurs reprises. De 1180 à 1250, l'enceinte de la ville (futur boulevard périphérique (en) de Cologne) est pourvue de douze châteaux-portes et 52 tours défensives, et la fortification du Rhin de 22 portes. Elle dépasse alors les dimensions de l'enceinte de Philippe Auguste à Paris. Les douze portes, sept énormes portes à deux tours, trois tours-portes et deux petites portes à deux tours, intégrées dans l'enceinte semi-circulaire de la ville, étaient destinées à évoquer la Jérusalem céleste.
Le 7 mai 1259, la ville reçoit le droit d'étape, un privilège d'entreposage qui permet d'intégrer à l'économie de la cité les marchandises passant par Cologne, que ce soit par voie fluviale ou par voie de terre : les marchands de passage doivent faire halte, décharger leurs marchandises et les proposer à la vente durant trois jours. Seuls les invendus peuvent ensuite suivre leur chemin.

### Renaissance
Saint-Empire (Ville libre) 1288-1797

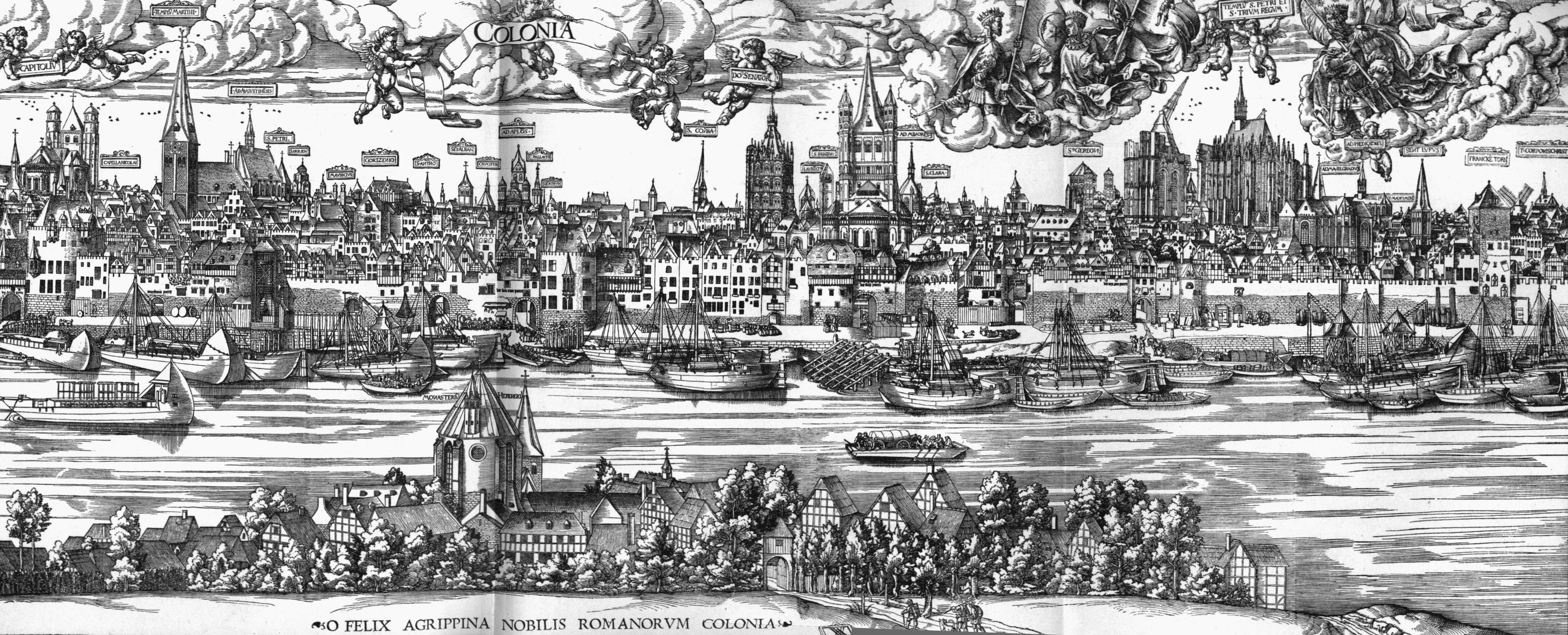
Cologne en 1531, gravure d'Anton Woensam.

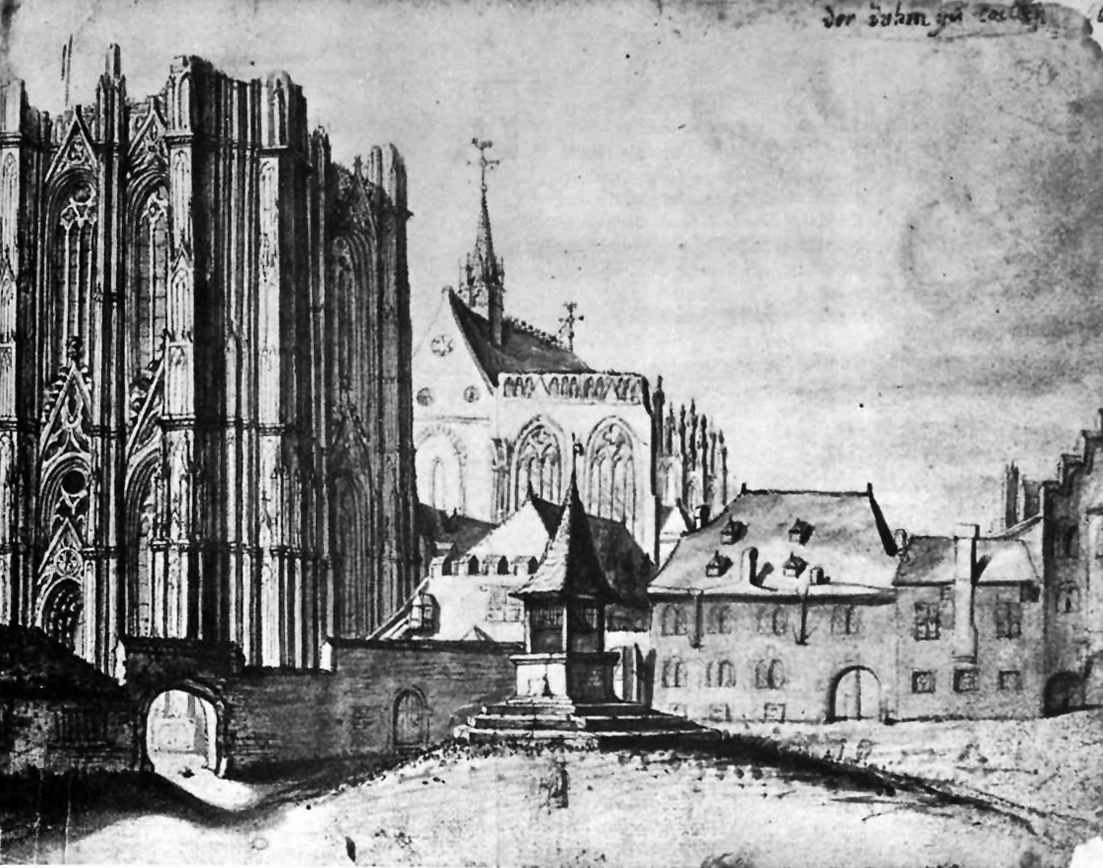
Cathédrale inachevée, vers 1665.

En 1288, après la bataille de Worringen, Cologne ne fait plus partie des territoires où s'exerce l'autorité temporelle de l'archevêque. et se proclame ville libre.
La chartreuse de Cologne est fondée en 1334. L'université de Cologne est fondée en 1388 par l'archevêque de Cologne. Elle est ainsi parmi les plus anciennes au monde et la ville devient un important centre culturel.
De tradition catholique, Cologne subit les 23 et 24 août 1349 le pogrom de la nuit de la Saint-Barthélémy (Bartholomäusnacht), le quartier juif est incendié et ses habitants massacrés pour la plupart.
L'archevêque de Cologne est l'un des sept princes-électeurs de l'Empereur du Saint-Empire romain germanique depuis la Bulle d'or promulguée en 1356 par Charles IV.
Archevêché, membre de la Ligue hanséatique, elle acquiert le statut de ville libre d'Empire en 1475.
À partir de 1500, la ville de Cologne fait partie du cercle impérial du Bas-Rhin-Westphalie, tandis que ses environs, soit l'Électorat de Cologne passent en 1512 au cercle électoral du Rhin.
En 1560, la construction de la cathédrale est interrompue, et au XVIe siècle, le siège de l'archevêché est disputé entre les partis catholiques et protestants, donnant lieu à une guerre de 1583 à 1588, dénommée guerre de Cologne.
La guerre de Trente Ans qui, de 1618 à 1648, ravage une très grande partie des territoires allemands, laissent cependant la ville indemne. En partie parce que la ville a acheté sa tranquillité, à l'abri des sièges et des conquêtes, en payant en espèces aux troupes de passage. Cologne tire d'ailleurs parti économiquement de la guerre grâce à la production et au commerce des armes. Elle devient également le refuge de dirigeants catholiques qui tenteront, depuis Cologne, de reprendre les territoires perdus au profit de la Suède ou d'autres puissances protestantes. Enfin, des financiers de Cologne s'impliquent dans la guerre de Trente Ans en tant que grands créanciers des puissances catholiques.
Dans les années 1680, s'organise un mouvement de protestation contre le népotisme rampant, la fraude et la corruption du gouvernement de la ville. Le meneur est Nikolaus Gülich, (né le 30 octobre 1644, † 23 février 1686). Le peintre Johann Michael Hambach en est un disciple enthousiaste, et, lorsque la rébellion est réprimée en 1686 par l'ancien gouvernement, Hambach est tenu pour responsable par le conseil municipal et l'empereur considéré comme l'un des insurgés ("einer der Tumultuanten", Merlo 1895).

### Époque moderne
République cisrhénane (Roer) 1797-1802

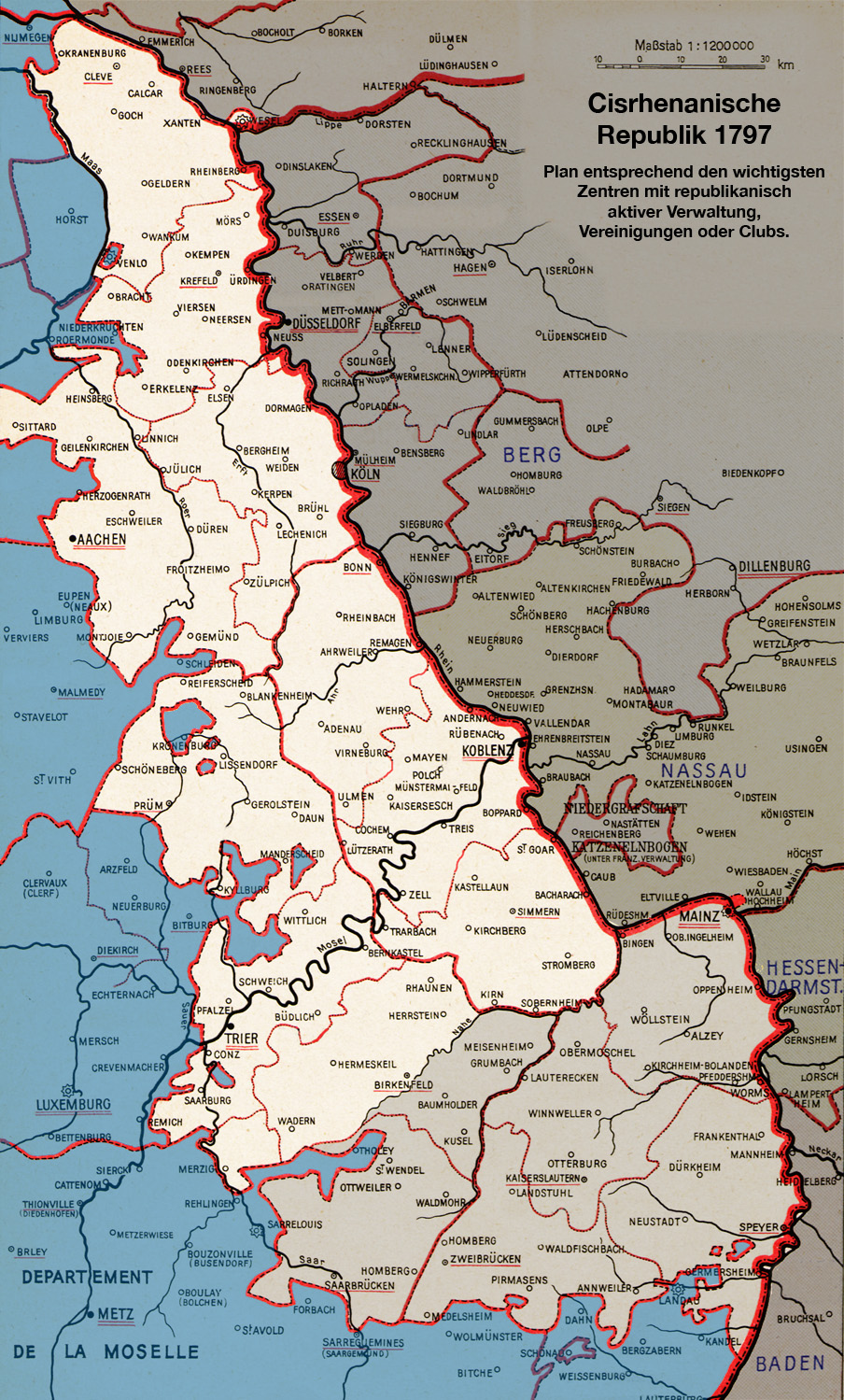
La république cisrhénane en 1797.

L'histoire de la ville impériale libre s'achève avec l'entrée des troupes révolutionnaires françaises le 6 octobre 1794 lors des guerres de Coalitions. La ville, qui a tenté de rester neutre, est cédée sans combat au commandant de l'aile gauche de l'armée du Rhin, Jean-Étienne Championnet. Elle fait partie trois ans plus tard du département Roer lors de la création de celui-ci au sein de la République cisrhénane.
 République française (Roer) 1802-1804
La République cisrhénane est annexée en 1801 à la république française et le restera jusqu'à la chute du Premier Empire en 1814.
En 1803 est créée la Chambre de commerce et d'industrie de Cologne, la première en pays allemand, dans la foulée de la création des CCI sous l'ère napoléonienne. De cette période date aussi la numérotation des rues de la ville.
 Empire français (Roer) 1804-1815
En 1812, la ville reçoit le titre de « Bonne ville de l’Empire français ».
Durant vingt ans, Cologne reçoit l'influence réformatrice française et l'Université de Cologne est supprimée. Une nouvelle université de Cologne sera fondée en 1919 par la ville de Cologne et est aujourd'hui une des plus importantes d'Allemagne.
 Royaume de Prusse (province de Juliers-Clèves-Berg) 1815-1822
En 1815, le congrès de Vienne place la ville sous domination prussienne qui devient le chef-lieu de la province de Juliers-Clèves-Berg.
Les Prussiens récupèrent en 1815 une ville à l'administration modernisée et à l'économie florissante : sous l'influence française, un système monétaire inextricable a été simplifié — le franc et le centime resteront utilisés jusqu'en 1848 —, les guildes supprimées, l'immigration des Juifs et des protestants autorisée, qui apportèrent une main-d'œuvre qualifiée dans le textile, toutes mesures qui favorisent l'investissement dans les entreprises de la région. La vente des biens du clergé, confisqués en 1802 (11 collégiales, 19 églises, 70 monastères, 150 couvents et chapelles) a également un impact économique ; la plupart des biens sont rachetés, non pas par des Juifs ou des protestants, mais par des bourgeois et des financiers de Cologne.

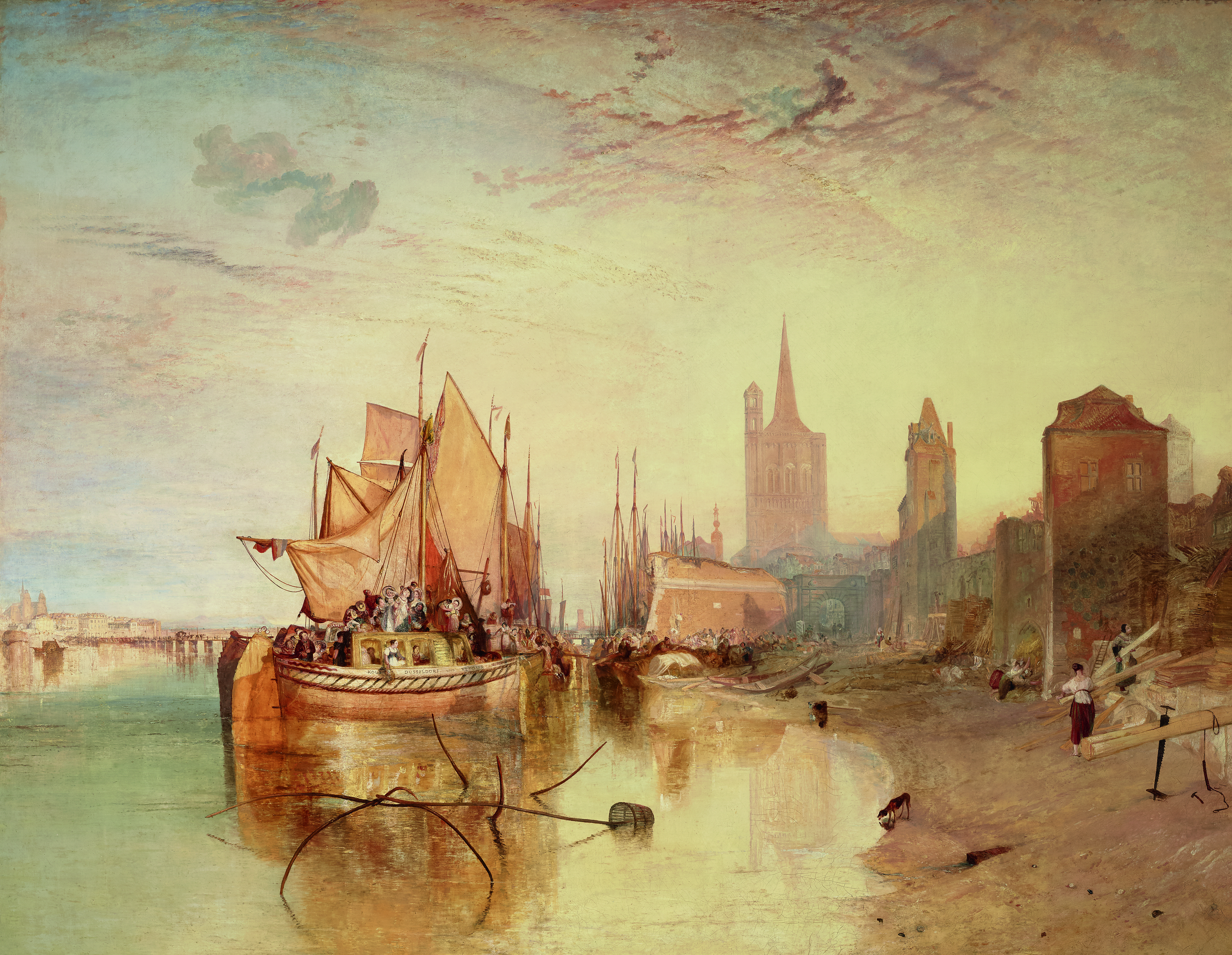
Cologne, l'arrivée d'un paquebot, soirée
William Turner, 1826
Frick Collection, New York.

 Royaume de Prusse (province de Rhénanie) 1822-1918
En 1822, la ville devient chef-lieu de district de la province de Rhénanie.
Le peintre anglais William Turner voyage le long du Rhin en 1817 et à nouveau en 1826, année où il réalise le tableau Cologne, l'arrivée d'un paquebot: soirée, conservé à la Frick Collection à New York.
En 1842 la construction de la Cathédrale est reprise et la dernière pierre de la cathédrale est apportée à la tour sud, en présence de l'empereur Guillaume Ier, le 15 octobre 1880. Victor Hugo l'évoque la même année dans ses lettres fictives de récit de voyage Le Rhin.
Entre 1855 et 1859 sont construits les ponts Dombrücke et Hohenzollernbrücke, puis la gare centrale.
Dès 1871, l'Empire allemand revoit profondément le système défensif de la ville. Des forts sont érigés en grand nombre en 1873 autour de l’agglomération par Hans Alexis von Biehler, ainsi que la forteresse de ceinture de Cologne.

### XXesiècle
République de Weimar 1918-1933
Cologne est occupée après la Première Guerre mondiale par les forces alliées durant les années 1920, notamment le British Army of the Rhine (« Armée britannique du Rhin »), comme toute la Rhénanie
En 1925 le constructeur automobile Ford commence à produire à Cologne; c'est aujourd'hui le plus grand employeur de Cologne.

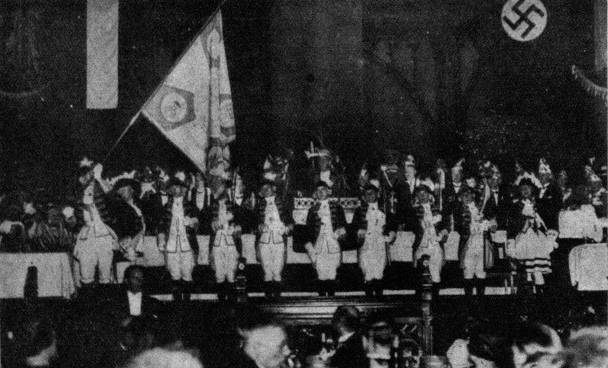
Soirée du pays organisateur pendant le mondial d'espéranto, 1933.

En 1933, au début du Troisième Reich, la ville de Cologne accueille le 25e congrès mondial d'espéranto, langue dont l'objectif est la communication internationale.
 Reich allemand 1933-1945

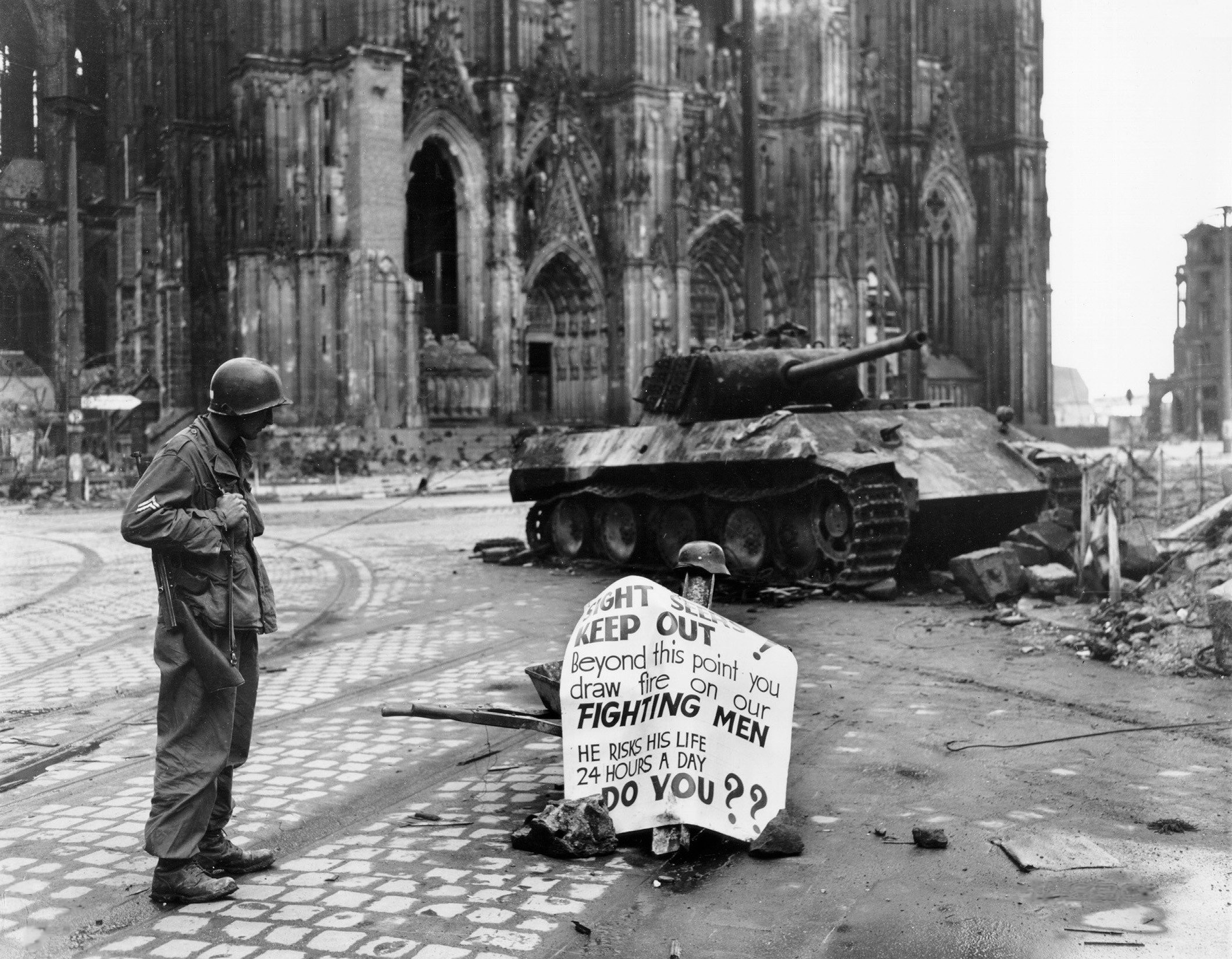
Cologne en avril 1945.

Durant la Seconde Guerre mondiale, le 30 mai 1942, les Alliés effectuent leur premier 1 000 Bombers' Raid sur la ville. C'est le début d'une offensive de trois ans sur les grandes villes allemandes. Selon le général Arthur Harris, il fallait briser le moral et le potentiel industriel de l'ennemi par des bombardements stratégiques massifs.
- 31 mai 1942 : bombardements aériens massifs (486 morts)
- 28 juin 1943 : bombardements aériens massifs (4 377 morts, et plusieurs centaines supplémentaires les jours suivants) ; le centre-ville est complètement détruit
- 21 avril 1944 : bombardements (664 morts)
- 28 octobre 1944 : bombardement (630 morts)
- 2 mars 1945 : bombardement (500 morts)

 Allemagne occupée 1945-1949

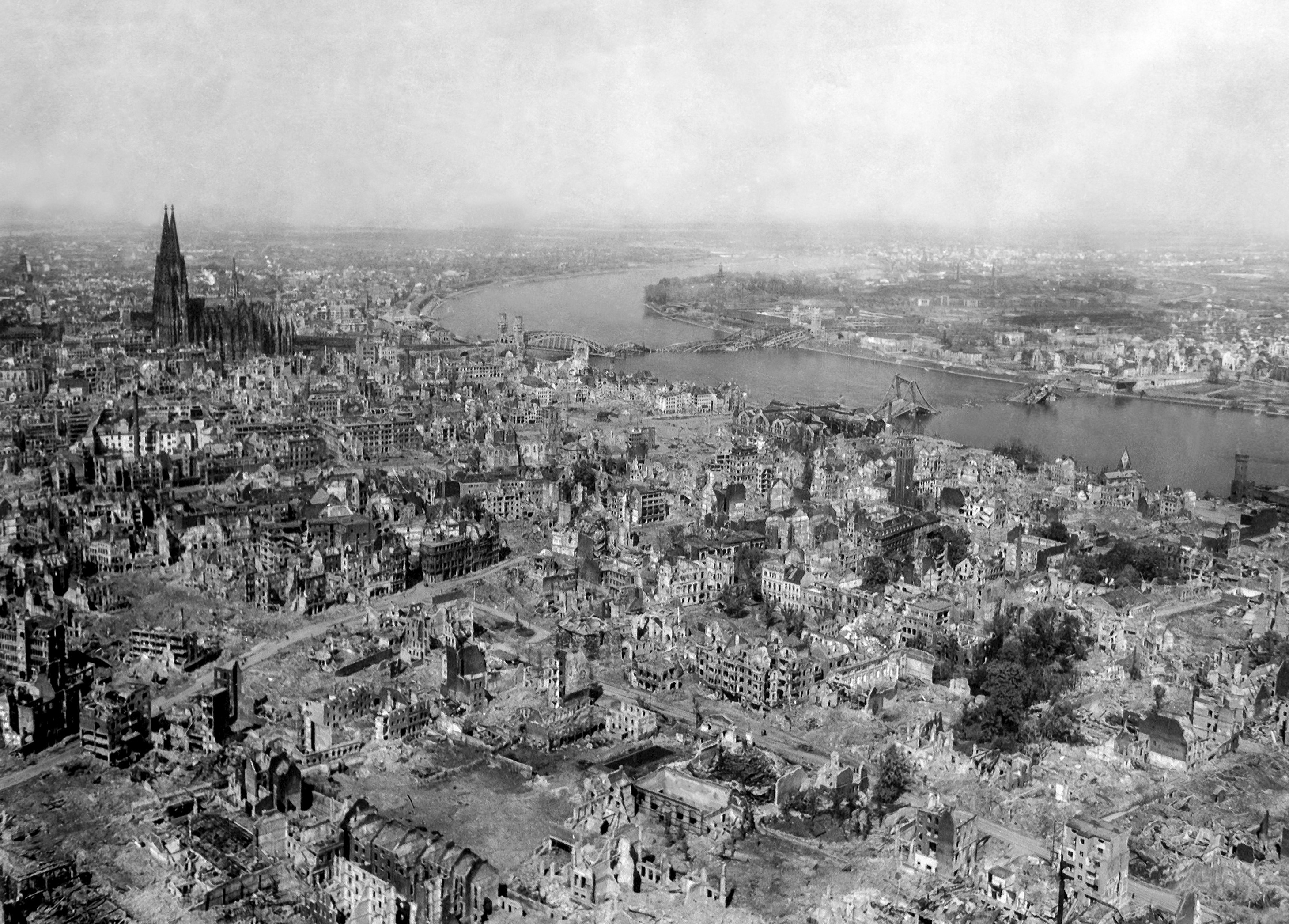
Cologne après les bombardements.

Le 5 mars 1945 la cité est prise par les Américains. La série de raids destructeurs sur Cologne laisseront en 1945 la ville dans un état de grande ruine. Après les 262 bombardements alliés entre 1940 et 1945, la ville a perdu  95 % de sa population. Elle ne redeviendra aussi nombreuse qu'avant guerre qu'en 1959.
En 1946 le quartier général du corps d'armée de la zone d'occupation belge y est installé. Il est devenu, en 1949, un « créneau » de l'OTAN.
 Allemagne 1949-présent
À l'image de l'Allemagne de l'Ouest, la ville connaît progressivement un « miracle économique » (Wirtschaftswunder) et voit sa population s'accroître.
La cathédrale est restée debout, mais sa voûte est détruite. La ville est reconstruite à partir des années 1950, et de nombreux bâtiments sont restaurés à l'identique. En 1968 la première ligne de métro est prête.
De 1978 à 1979 lors des procès de Cologne, trois hauts responsables de la déportation juive de France, Kurt Lischka, Ernst Heinrichsohn et Herbert Hagen sont jugés pour crimes contre l'humanité et condamnés.
En 1981 est achevée la tour Colonius, une tour de télécommunications de 266 m de haut.
L'année 1985 est proclamée « année des églises romanes », une occasion particulière pour les douze basiliques romanes de Cologne construites entre le Xe et le XIIIe siècle.
En 1988 ouvre le Centre de documentation sur le nazisme, situé dans la EL-DE-Haus. Le conseil municipal avait décidé depuis 1979 d'en faire un lieu de mémoire dédié aux victimes du national-socialisme.
En 1998 ouvre le Lanxess Arena.
En 1999, Cologne accueille le sommet du G8 de 1999.

### XXIesiècle

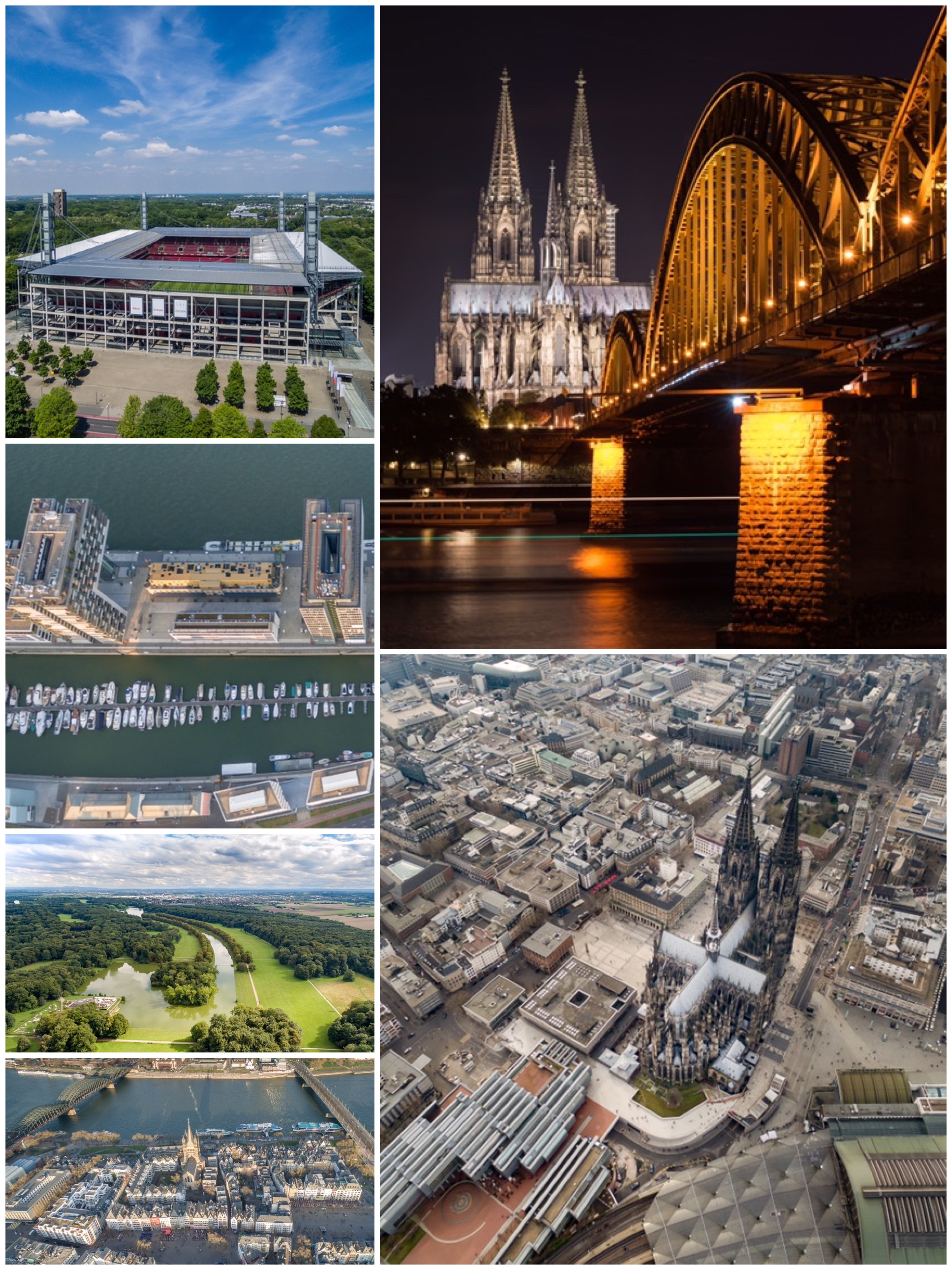
RheinEnergieStadion, Rheinauhafen, Ceinture Verte, Vieille-Ville Nord, Cathédrale de Cologne.

Cologne accueille aujourd'hui de nombreux sièges sociaux d'entreprises, ainsi que des évènements d'ampleur internationale dans la Koelnmesse, comme les salons Gamescom et Photokina.
Le pont Hohenzollern est le pont ferroviaire le plus fréquenté d'Allemagne. Enfin, l'urbanisme de Cologne est en pleine mutation et comporte deux nouveaux quartiers issus d'une opération de rénovation urbaine et destinés à accueillir des entreprises dans les nouvelles technologies : MediaPark et Rheinauhafen. Bâtiments à l'architecture notable, la Kölnturm est achevée en 2001, la Weltstadthaus (en) en 2005, et le Kölntriangle en 2006.
Plusieurs manifestations internationales y sont organisées. En 2005 la ville est l'hôte des XXe Journées mondiales de la jeunesse 2005. En 2006, Cologne accueille plusieurs matchs de la Coupe du monde de football et en 2010 les Gay Games.
La ville est l'objet d'une attention des médias du monde entier après une vague d'agressions sexuelles collectives, de vols, de braquages et au moins deux cas de viol — tous dirigés contre des femmes — qui touchent principalement la ville rhénane durant les célébrations du Nouvel An le 31 décembre 2015.

## Politique et administration

### Élections communales de 2020

#### Bourgmestre
| Candidats                | Candidats                | Partis                                   | Premier tour | Premier tour | Second tour | Second tour |
| Candidats                | Candidats                | Partis                                   | Voix         | %            | Voix        | %           |
| ------------------------ | ------------------------ | ---------------------------------------- | ------------ | ------------ | ----------- | ----------- |
|                          | Henriette Reker          | Indépendant                              | 187 389      | 45,05        | 174 263     | 59,27       |
|                          | Andreas Kossiski         | Parti social-démocrate d'Allemagne (SPD) | 111 353      | 26,77        | 119 753     | 40,73       |
|                          | Jörg Detjen              | Die Linke                                | 29 810       | 7,17         |             |             |
|                          | Olivier Fuchs            | Volt                                     | 18 520       | 4,45         |             |             |
|                          | Christer Cremer          | Alternative pour l'Allemagne (AfD)       | 17 441       | 4,19         |             |             |
|                          | Nicolin Gabrisch         | Amis du climat                           | 14 370       | 3,45         |             |             |
|                          | Roberto Campione         | Indépendant                              | 14 122       | 3,40         |             |             |
|                          | Autres candidats         | Autres candidats                         | 22 298       | 5,52         |             |             |
|                          |                          |                                          |              |              |             |             |
| Votes valides            | Votes valides            | Votes valides                            | 415 933      | 98,66        | 294 016     | 99,08       |
| Votes blancs et nuls     | Votes blancs et nuls     | Votes blancs et nuls                     | 5 633        | 1,34         | 2 727       | 0,92        |
| Total                    | Total                    | Total                                    | 421 566      | 100          | 296 743     | 100         |
| Abstention               | Abstention               | Abstention                               | 398 961      | 48,62        | 521 988     | 63,76       |
| Inscrits / participation | Inscrits / participation | Inscrits / participation                 | 820 527      | 51,38        | 818 731     | 36,24       |

#### Conseil municipal
|                           |                                              |         |       |      |        |               |
| Parti                     | Parti                                        | Voix    | %     | +/-  | Sièges | +/-           |
|                           | Alliance 90 / Les Verts (Grünen)             | 118 997 | 28,52 | 9,00 | 26     | 8             |
|                           | Parti social-démocrate d'Allemagne (SPD)     | 90 040  | 21,58 | 7,81 | 19     | 7             |
|                           | Union chrétienne-démocrate d'Allemagne (CDU) | 89 659  | 21,49 | 5,74 | 19     | 6             |
|                           | Die Linke                                    | 27 044  | 6,48  | 0,48 | 6      | en stagnation |
|                           | Parti libéral-démocrate (FDP)                | 21 965  | 5,26  | 0,17 | 5      | en stagnation |
|                           | Volt                                         | 20 783  | 4,98  | Nv.  | 4      | 4             |
|                           | Alternative pour l'Allemagne (AfD)           | 18 272  | 4,38  | 0,78 | 4      | 1             |
|                           | Die PARTEI                                   | 10 261  | 2,46  | 2,32 | 2      | 2             |
|                           | Amis du climat                               | 8 383   | 2,01  | 0,03 | 2      | en stagnation |
|                           | BON Cologne                                  | 8 298   | 1,99  | Nv.  | 2      | 2             |
|                           | Électeurs libres Cologne (FWK)               | 2 501   | 0,60  | 0,25 | 1      | en stagnation |
|                           | Parti écologiste-démocrate (ÖDP)             | 374     | 0,09  | Nv.  | 0      | en stagnation |
|                           | Autres                                       | 650     | 0,16  | -    | 0      | en stagnation |
|                           |                                              |         |       |      |        |               |
| Suffrages exprimés        | Suffrages exprimés                           | 417 227 | 98,91 |      |        |               |
| Votes blancs et invalides | Votes blancs et invalides                    | 4 596   | 1,09  |      |        |               |
| Total                     | Total                                        | 421 823 | 100   | -    | 90     | en stagnation |
| Abstentions               | Abstentions                                  | 398 703 | 48,59 |      |        |               |
| Inscrits / participation  | Inscrits / participation                     | 820 526 | 51,41 |      |        |               |

## Culture

### Langue
À côté de l'allemand, le kölsch est un dialecte parlé à Cologne et dans ses environs par environ 250 000 locuteurs. Cette langue fait partie de dialectes rhénans tirant leurs origines du francique ripuaire.

### Carnaval de Cologne
Le carnaval de Cologne est presque aussi ancien que la ville. Qualifié de 5e saison, il est l'un des plus connus au monde. Dans l'Antiquité, les Grecs et les Romains célébraient en l'honneur de Dionysos et Saturne de joyeuses fêtes de printemps, où abondaient le vin, les femmes et les chants. Les Germains, quant à eux, fêtaient le solstice d'hiver. Plus tard, les Chrétiens reprirent ces coutumes païennes. Le début du carême précédant Pâques était célébré par le carnaval - carne vale signifiant « au revoir à la viande ! ».
Le Rosenmontag (en) est le point culminant du carnaval allemand. Il a lieu le Lundi gras[Quoi ?], avant le Mercredi des Cendres. Il est célébré dans plusieurs pays germanophones (Allemagne, Autriche, Suisse) et en Belgique, et plus particulièrement dans les villes de Rhénanie Cologne, Bonn, Düsseldorf, Aix-la-Chapelle et Mayence.

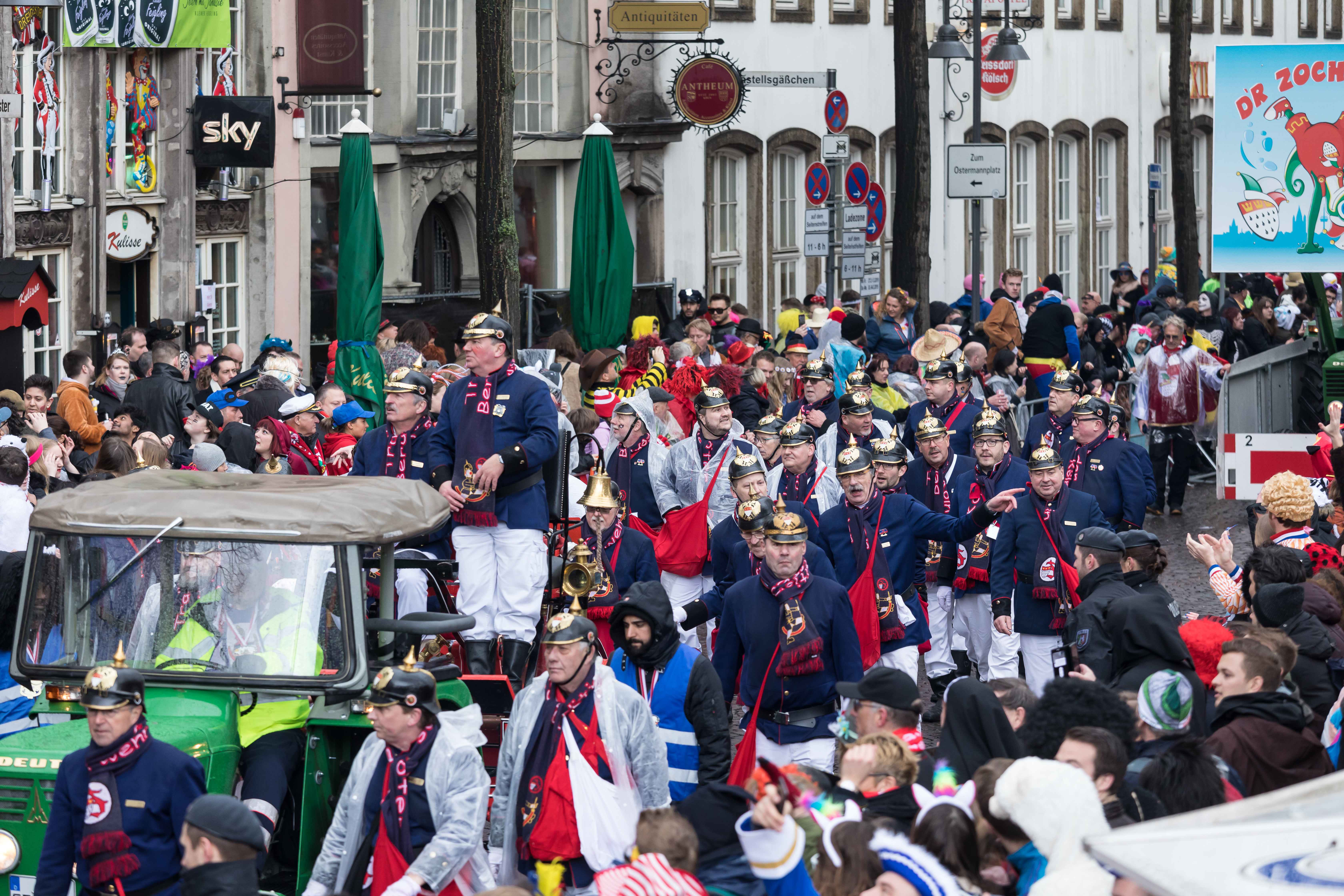
Rosenmontag (en) à Cologne.
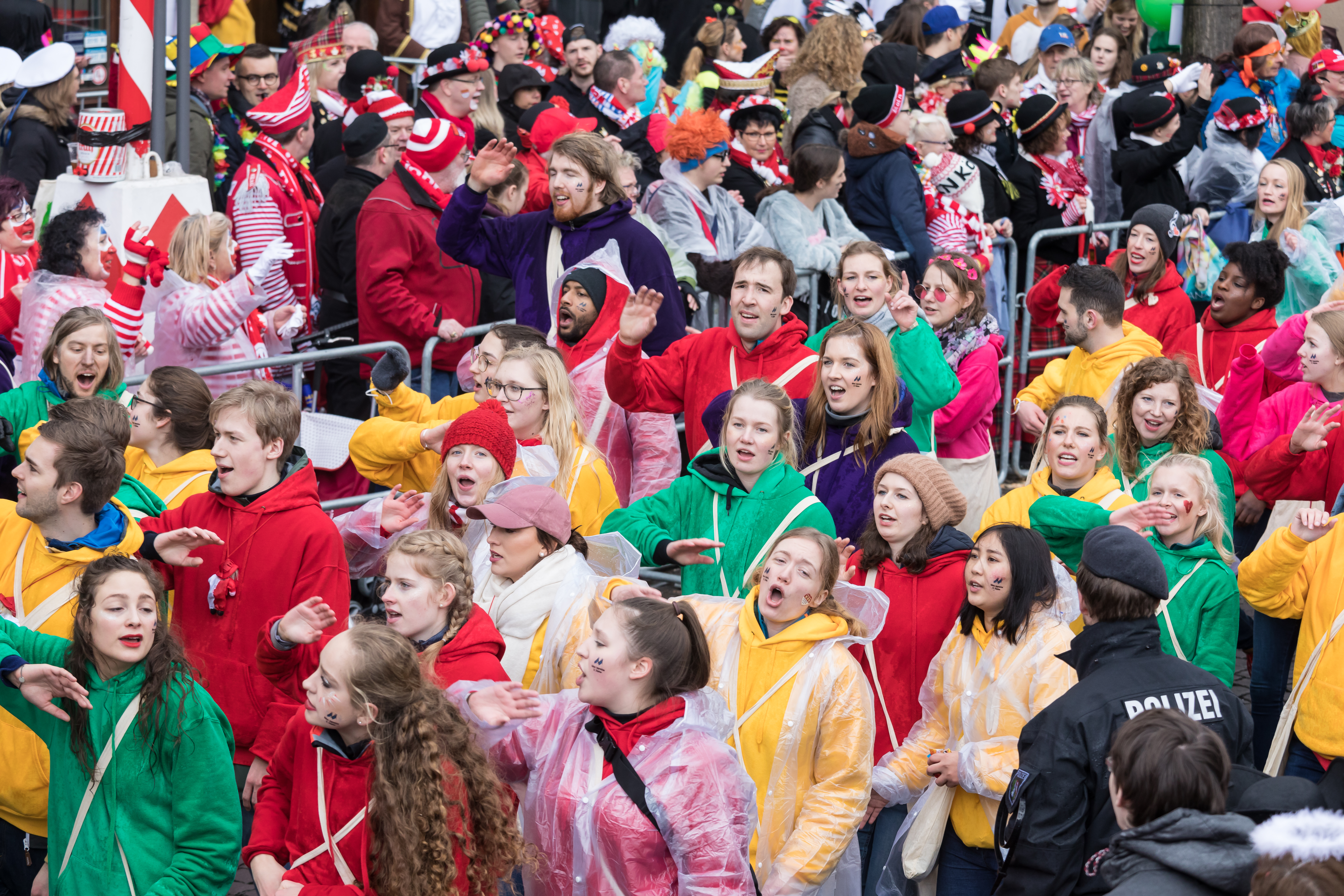
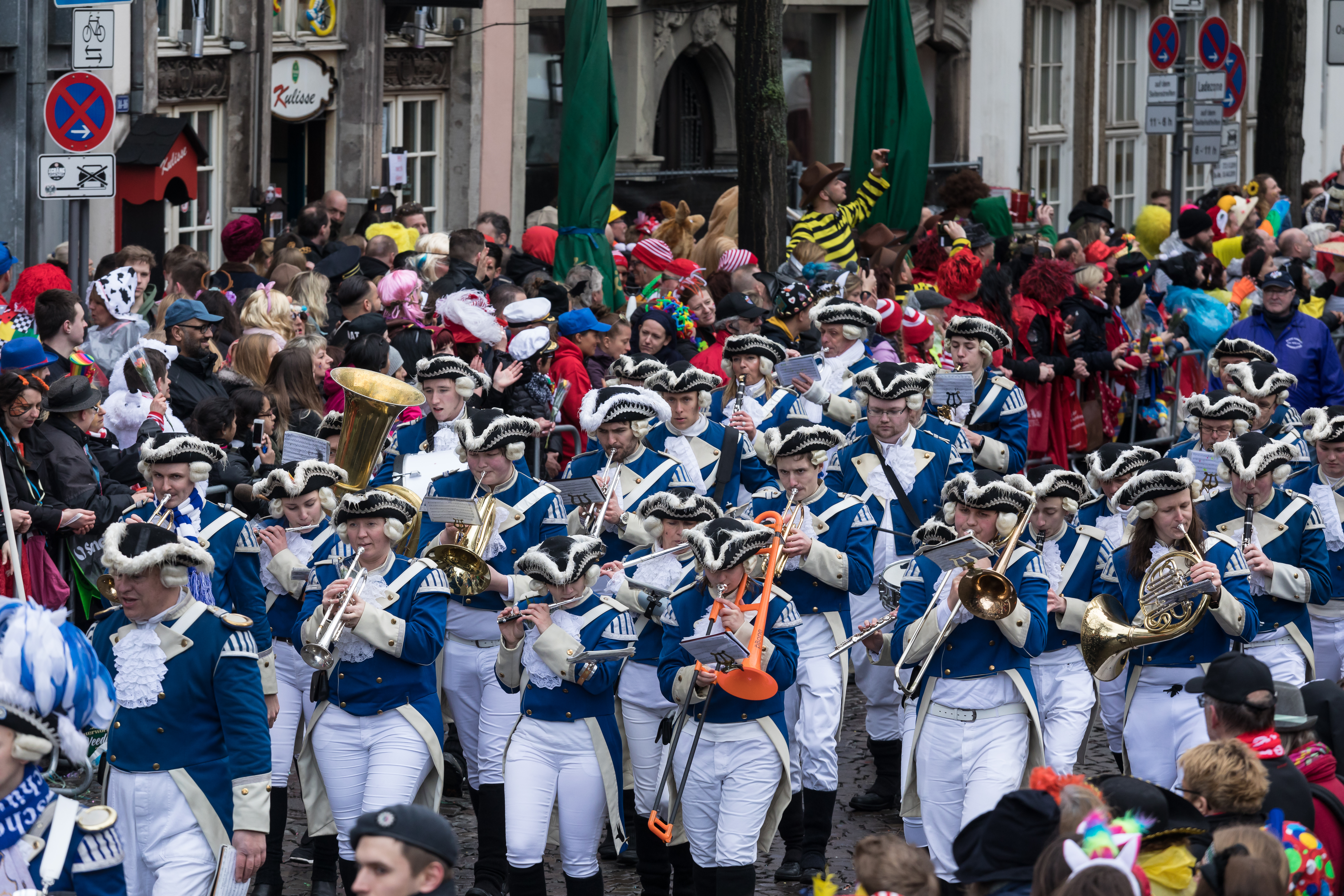
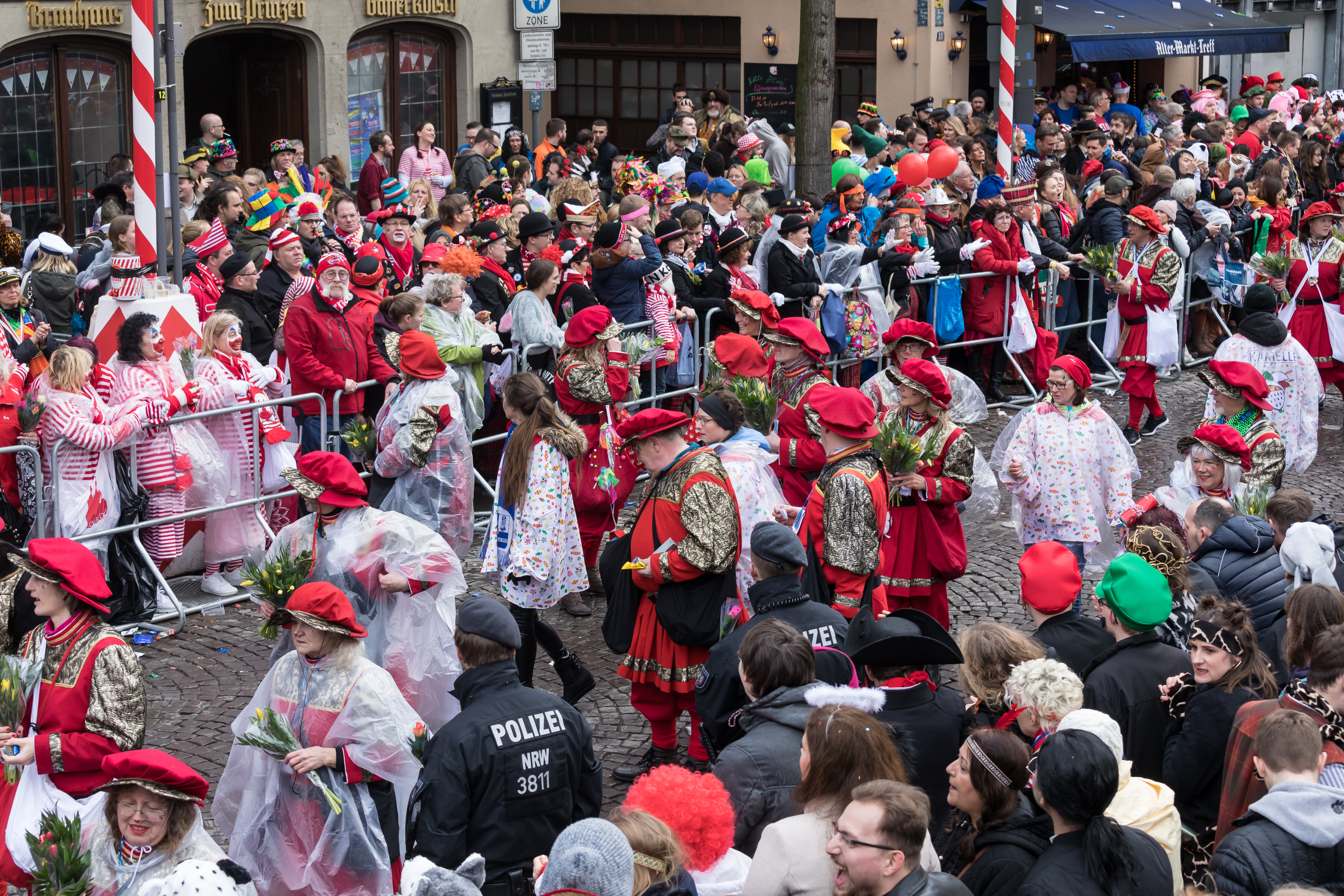
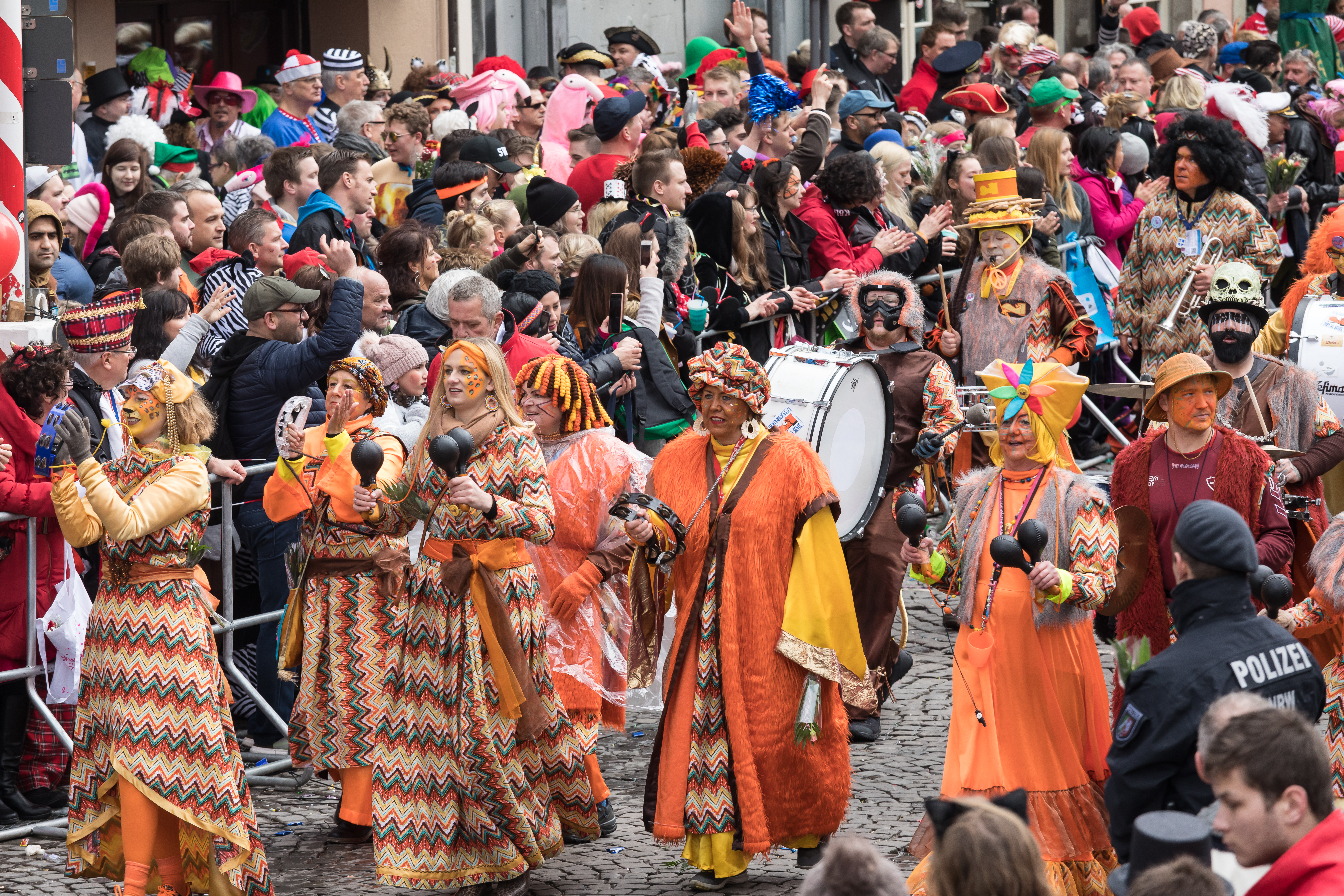
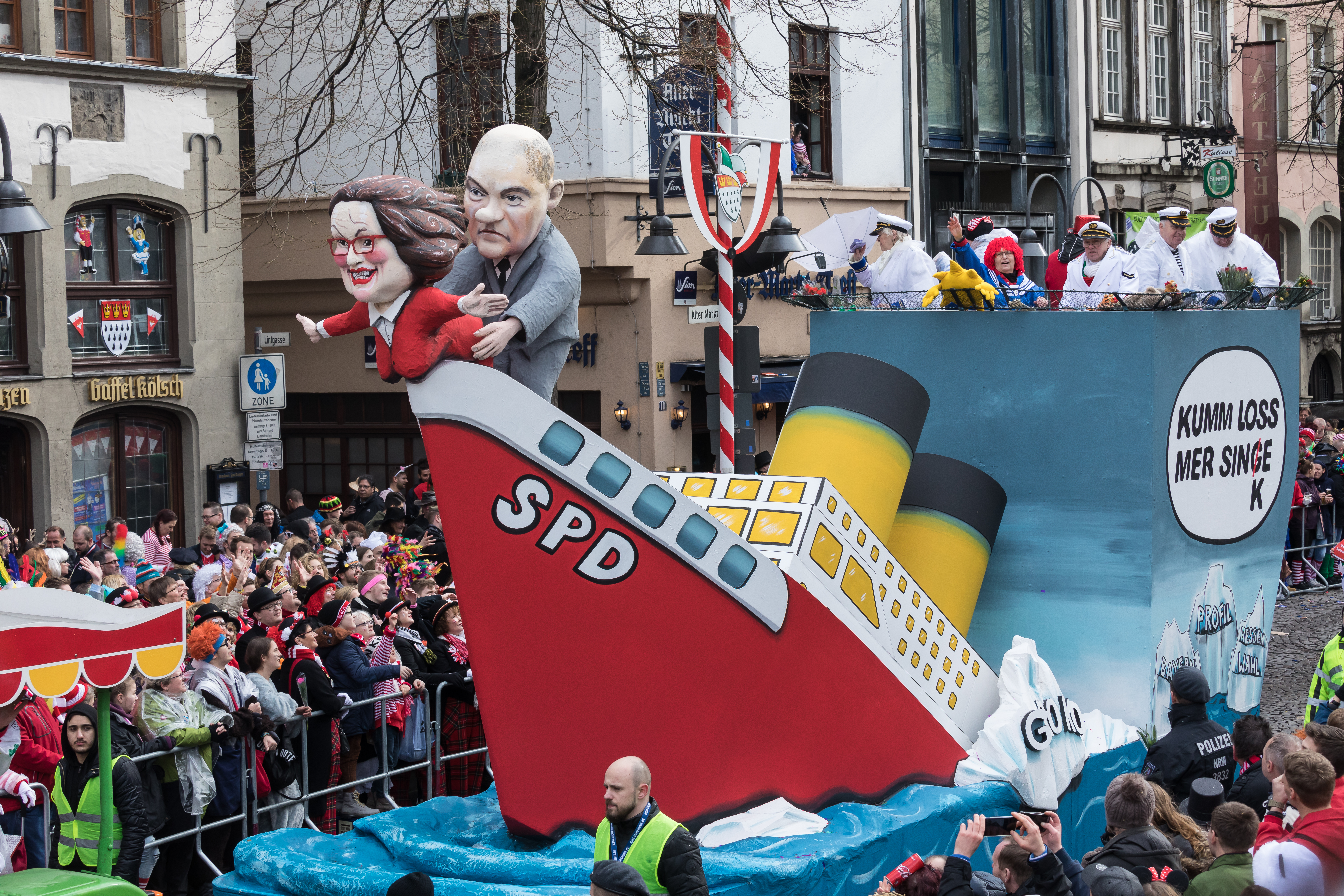

Au Moyen Âge, les réjouissances carnavalesques, toujours accompagnées de déguisements insolites, revêtaient souvent des formes exacerbées, au grand dam du Conseil et de l'Église de la ville. Interdictions et arrêtés étaient d'un piètre secours ; la fête se déroulait dans un tumulte et une ivresse sans bornes. Outre le carnaval traditionnel qu'organise le Comité des fêtes depuis 1823, il en existe un autre qui s'est développé dans les années 1980 et qui, entre-temps, est devenu traditionnel.
Le carnaval est aussi un moteur de l'activité économique de la ville : la fédération BDK estime que les dépenses des participants aux carnavals allemands pour 2010-2011 s'élèvent à 1,4 milliard d'euros à l'échelon national, dont 43% rien que pour les deux seuls carnavals de Cologne et Dusseldorf. En 2008, le carnaval de Cologne crée 5 000 emplois et génère un chiffre d'affaires de 460 millions d'euros. 957 000 clients ont fréquenté les bistrots et restaurants pour un chiffre d'affaires de 48 millions d'euros.

### Musique classique

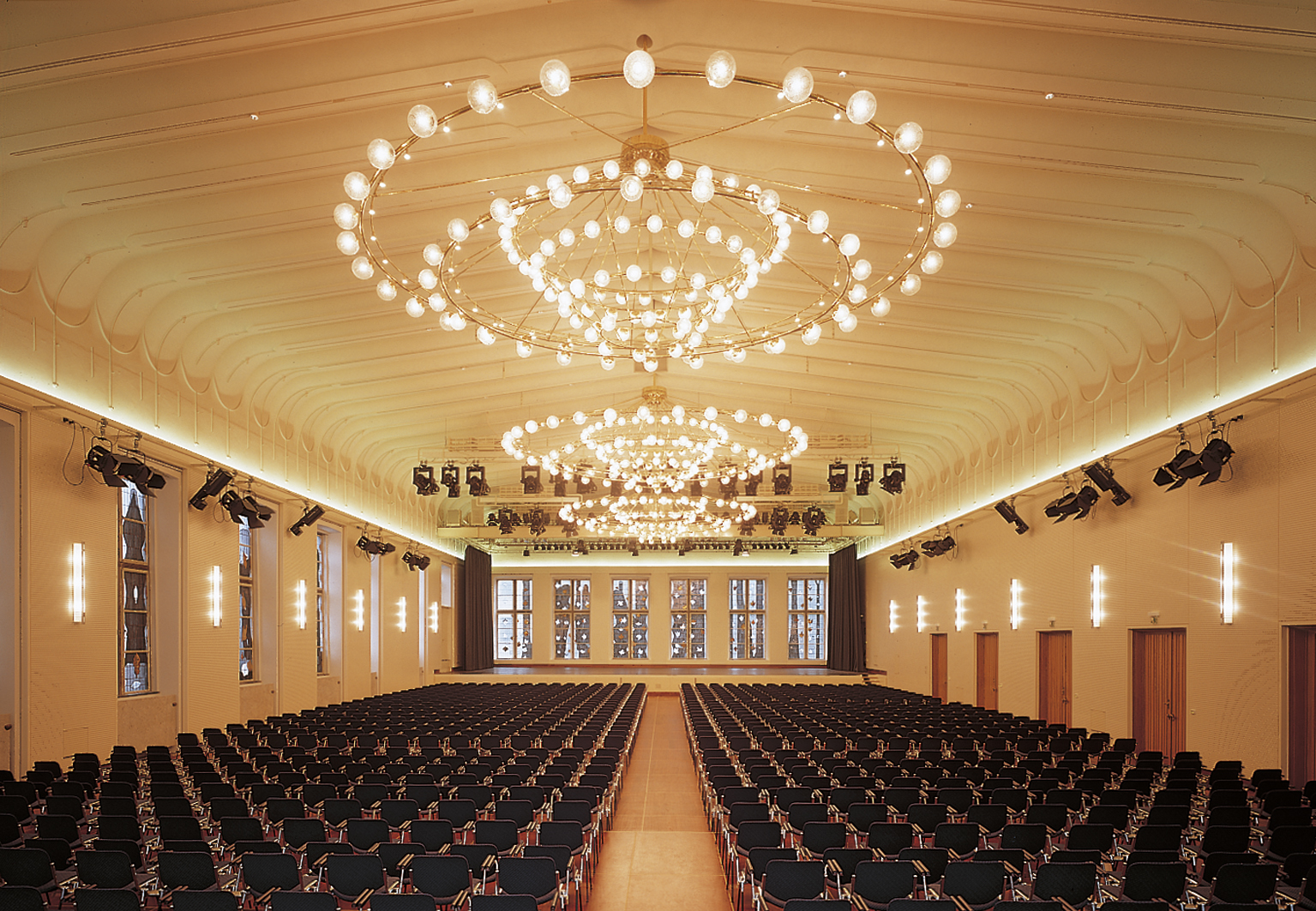
Gürzenich – Grande Salle.

Le 3 mars 2009, le bâtiment des archives municipales (construit en 1971) s'est effondré, entraînant la mort de deux personnes et la disparition de documents, comme des manuscrits du Xe siècle, des exemplaires originaux de partitions de Jacques Offenbach et Richard Wagner, ainsi que des originaux de l'écrivain Heinrich Böll.
Cologne possède plusieurs orchestres de renom :
- Opéra de Cologne (1904) ;
- Orchestre symphonique de la WDR de Cologne : un orchestre spécialiste du répertoire contemporain ;
- Orchestre du Gürzenich de Cologne : autrefois dirigé par Günter Wand. Le chef actuel est François-Xavier Roth ;
- Concerto Köln : un orchestre spécialiste du répertoire classique du XVIIIe siècle, souvent dirigé par René Jacobs ;
- Cantus Cölln : un ensemble de musique baroque dirigé par Konrad Junghänel :
- Musica Antiqua Köln : un orchestre dirigé par Reinhard Goebel et aujourd'hui dissout. Sa discographie consacrée au répertoire baroque est remarquable.

Le conservatoire de Cologne est la Hochschule für Musik und Tanz Köln, fondée en 1850.

### Théâtre

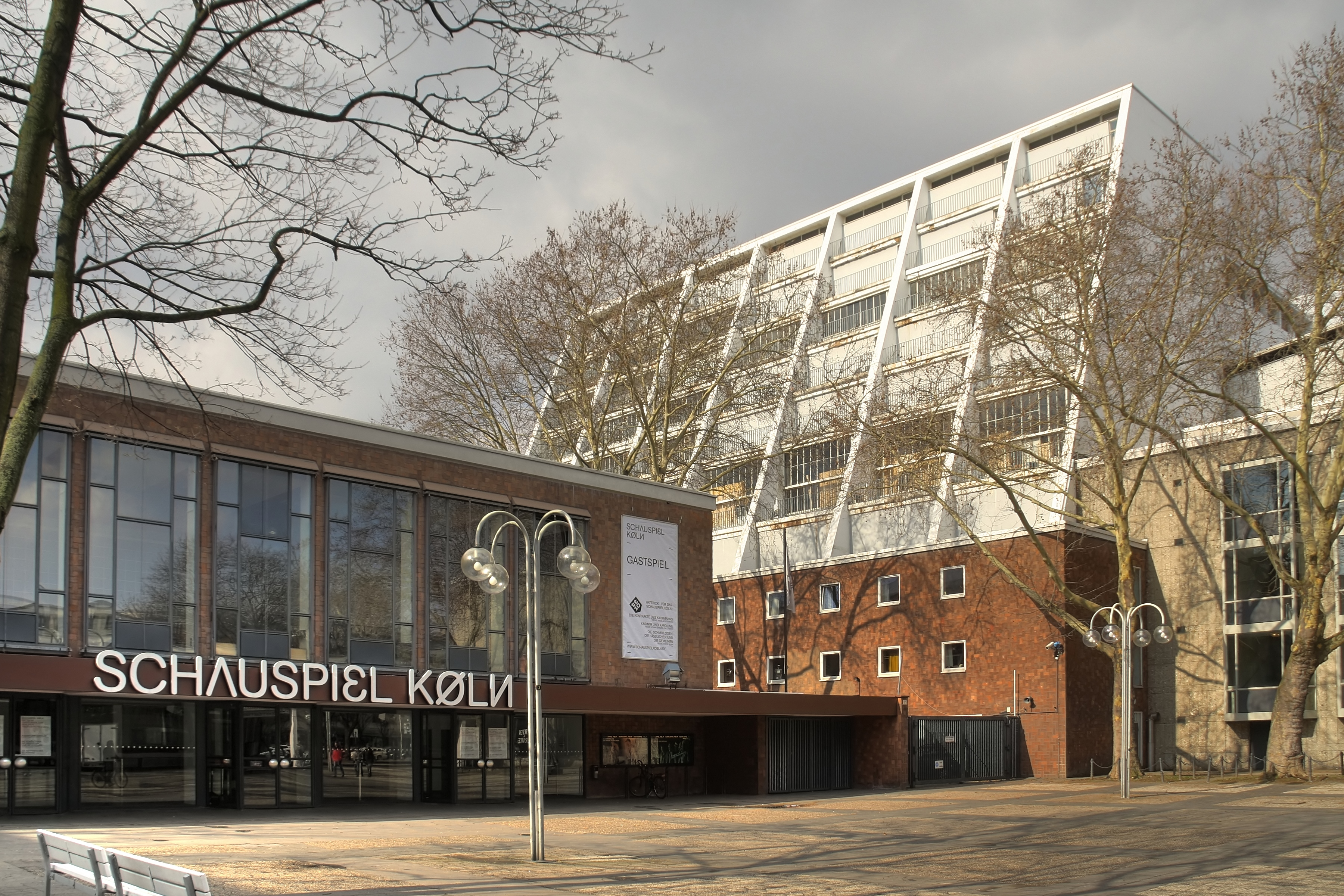
Le théâtre de Cologne.

- Schauspiel Köln

### Ventes et galeries d'art
- Kunsthaus Lampertz
- Galerie Karsten Greve
- Galerie Der Spiegel

### Institutions culturelles étrangères
Après la Seconde Guerre mondiale, Cologne est choisie pour accueillir un certain nombre d'instituts culturels étrangers. La British Council House de 1950 et la America House (1955-2007) ont depuis changé de fonction. L'Institut culturel italien, l'Institut français Köln, l'Institut culturel japonais (ja) ainsi que la Maison Belge, y sont toujours actifs.

### Patrimoine religieux

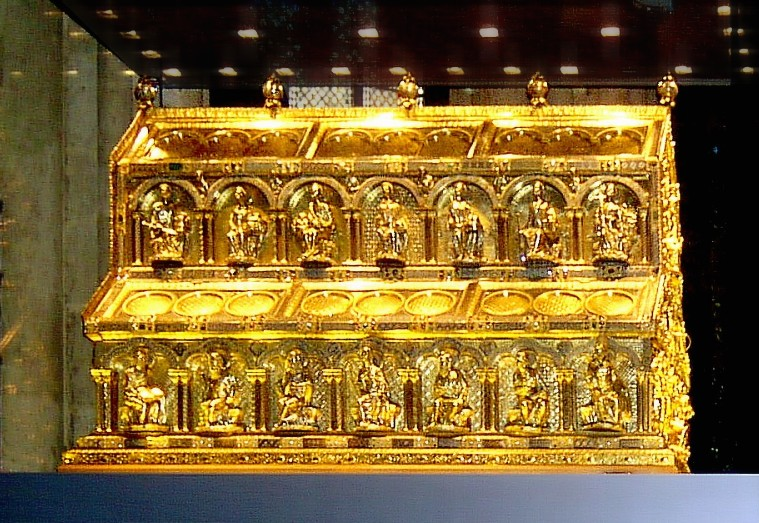
La châsse des Rois mages, visible à la Cathédrale.

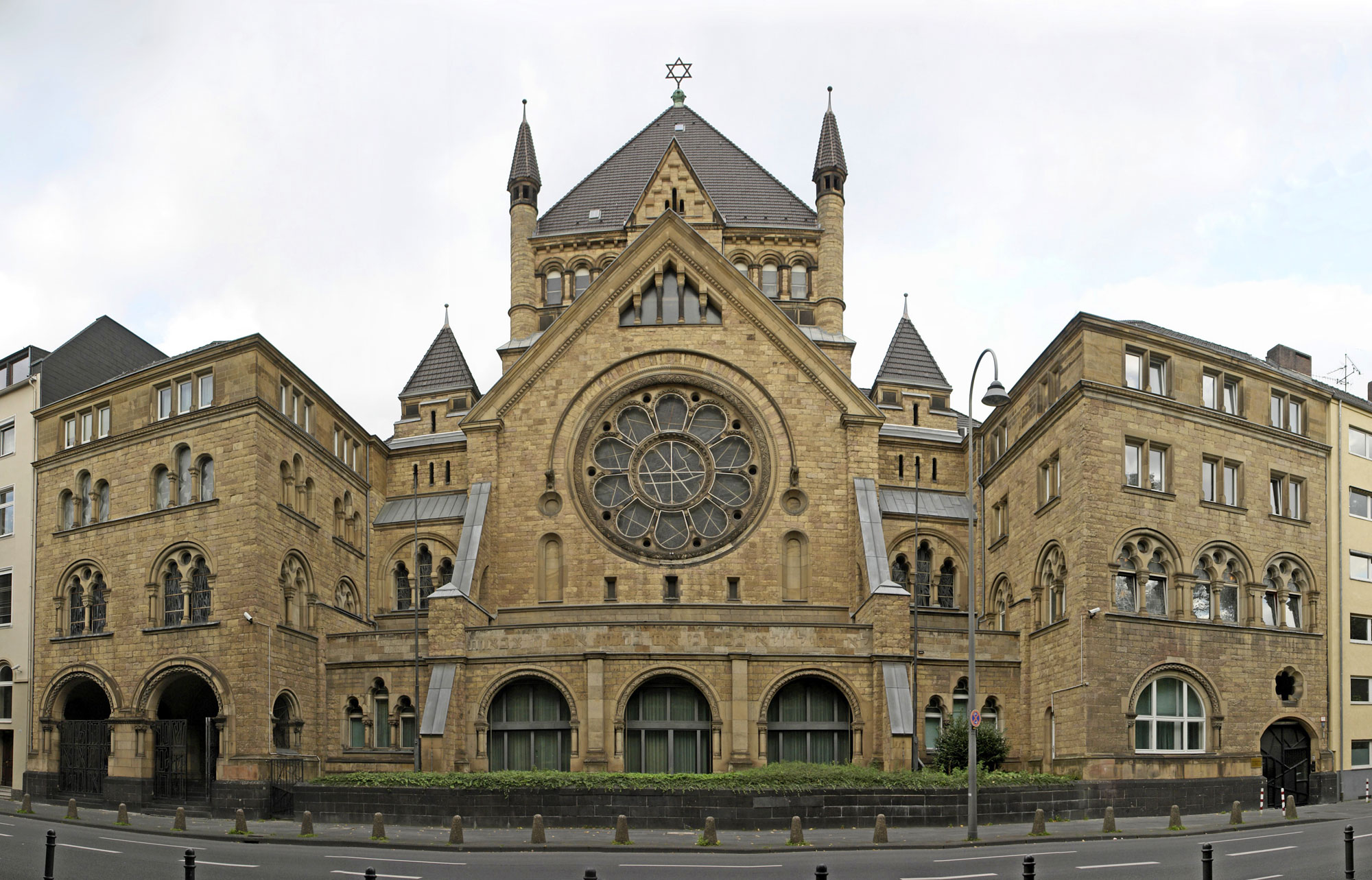
Synagogue de Cologne

Ville touristique, elle dispose d'un important patrimoine religieux, dont : 
- la cathédrale de Cologne, qui appartient au patrimoine mondial de l'UNESCO, la châsse des Rois mages qui y est exposée ;
- l'église Saint-Martin ;
- les douze basiliques romanes.

La synagogue de la Roonstrasse (Synagoge Köln) et son musée juif retrace l'histoire très ancienne des juifs de la ville.

La synagogue du 4e arrondissement (Ehrenfeld) a été incendiée pendant la nuit de Cristal en 1938.
En 2007, la construction d'une mosquée de 2 000 places dans le quartier d'Ehrenfeld suscite de nombreuses polémiques.

#### Douze grandes basiliques romanes de Cologne

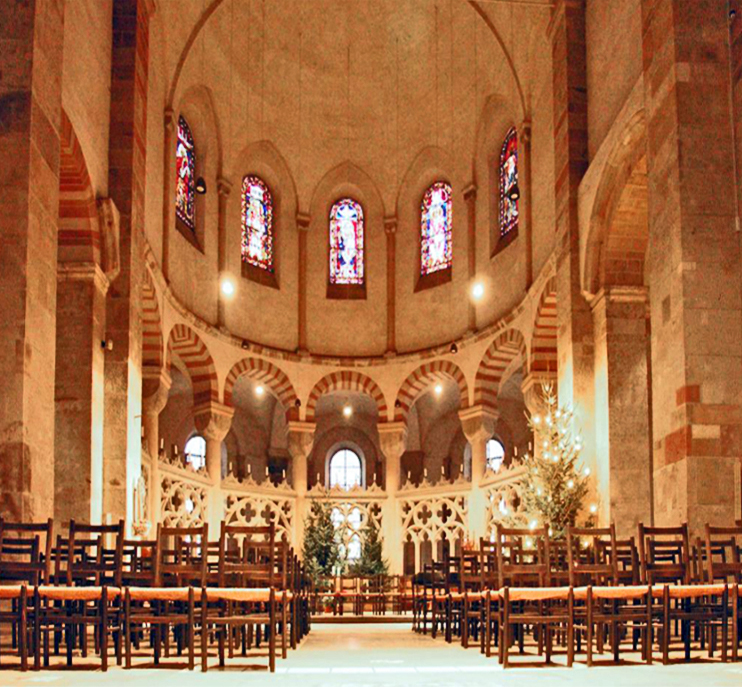
Intérieur de Sankt Maria im Kapitol

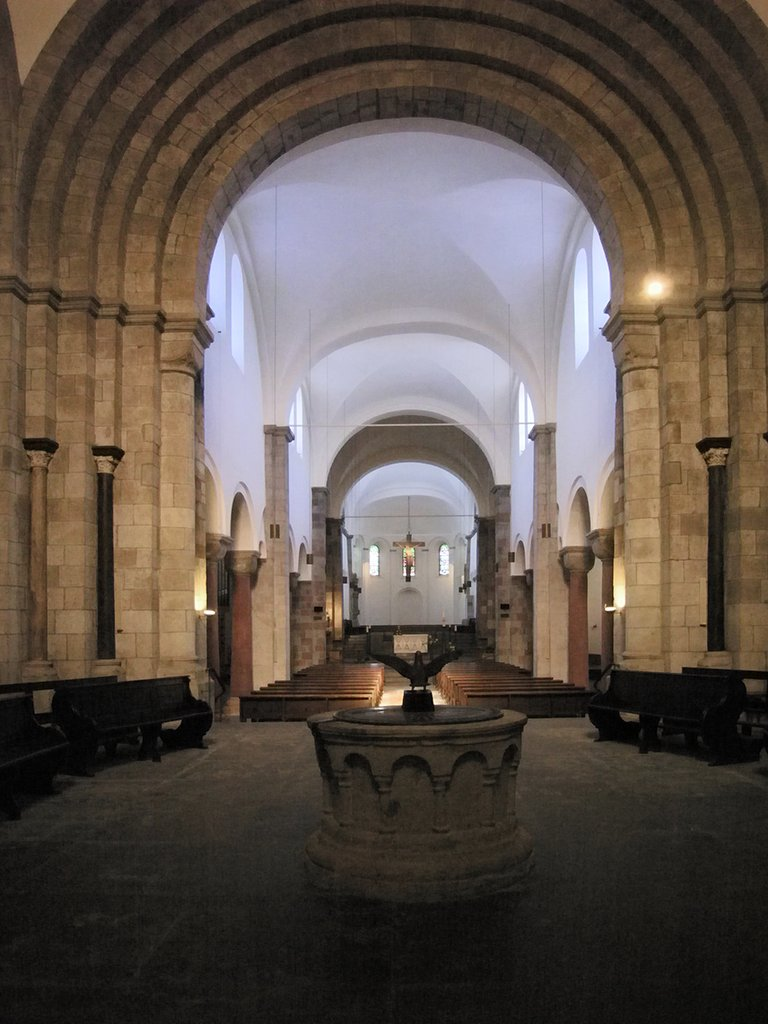
Intérieur de Sankt Georg

Cologne possède une remarquable série de douze grandes basiliques romanes de style rhénan, situées pour la plupart à l'extérieur de l'enceinte romaine (construite au Ier siècle ap. J.-C.), mais à l'intérieur de la plus grande enceinte médiévale (le Ring).
Dans le vocabulaire architectural, le terme basilique désigne une église sans transept. La basilique est la forme primitive et fondamentale du temple chrétien. À la différence de la basilique civile romaine, on y pénètre par le pignon (le petit côté).
Fortement endommagées par les bombardements aériens de la Seconde Guerre mondiale, elles furent progressivement reconstruites et restaurées.
- St. Andreas, située Komödienstr.
- St. Aposteln, située place Neumarkt.
- St. Caecilien, située Caelienstr. et devenue le musée Schnütgen-Museum d'art médiéval.
- St. Georg, située Georgplatz.
- St. Gereon, située Gereonsdriesch.
- St. Kunibert, située Kunibertsklosterg.
- St. Maria im Kapitol, située Marienplatz.
- St. Maria Lyskirchen, située An Lyskirchen.
- Gross St. Martin, située An Gross St. Martin.
- St. Pantaleon, située Am Pantaleonsberg, consacrée en 980 et agrandie en 1160.
- St. Severin, située Im ferkulum.
- St. Ursula, située Ursulakloster.

### Musées

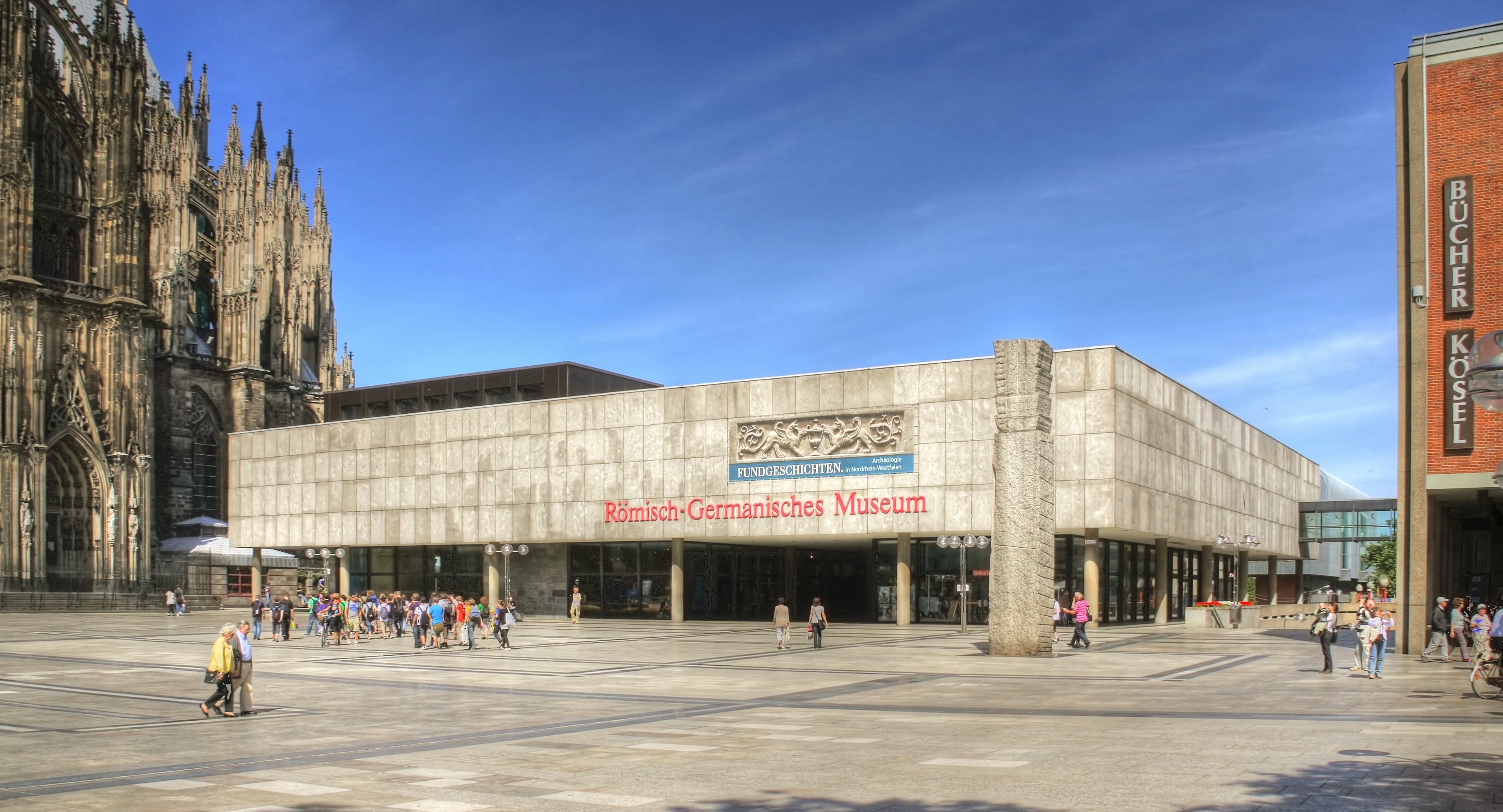
Musée romain-germanique, tout proche de la cathédrale.

- le musée Wallraf Richartz (Wallraf-Richartz-Museum), l'une des grandes galeries de peinture d’Allemagne,
- le musée du Parfum (Duftmuseum),
- le musée Ludwig (Museum Ludwig),
- le musée romain-germanique (Römisch-Germanisches Museum), important musée archéologique consacré à l'Antiquité,
- le Musée de Rautenstrauch-Joest (Rautenstrauch-Joest-Museum),
- le Musée des arts appliqués (Museum für Angewandte Kunst) ou MAKK,
- le Musée Schnütgen (Museum Schnütgen), consacré à l'art religieux chrétien médiéval,
- le musée de la ville de Cologne (Kölnisches Stadtmuseum), consacré à l'histoire de la ville,
- le musée du chocolat (Schokoladenmuseum),
- le musée des sports et des Jeux olympiques.

### Bâtiments et sites notables
- l'Hôtel de ville de Cologne, le plus ancien hôtel de ville d'Allemagne,
- Gürzenich, bâtiment historique, lieu de concerts et expositions,
- l'Overstolzenhaus (de), une des plus anciennes maisons patriciennes d'Allemagne,
- la plus ancienne maison de l'eau de Cologne Farina gegenüber,
- la maison de l'eau de Cologne 4711,
- la vieille ville (Altstadt) et ses ruelles entre l'hôtel de ville et le Rhin,
- la tour de télécommunications Colonius,
- la Tour Malakoff, ancienne fortification portuaire,
- le stade de football RheinEnergieStadion, un monument historique inauguré en 1923,
- le Mémorial aux victimes gays et lesbiennes du National-socialisme à Cologne.

### Bibliothèques

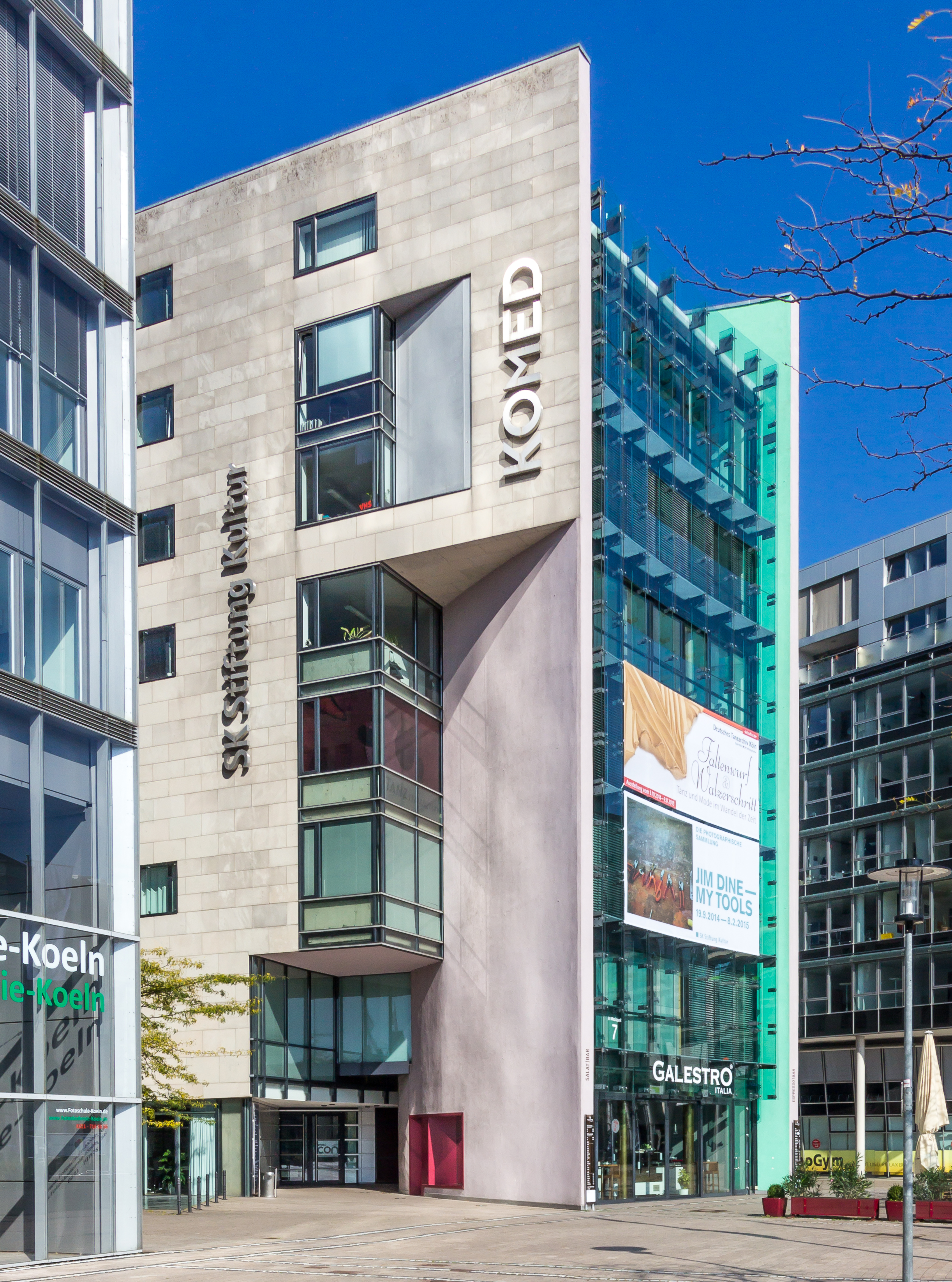
Archives de la Danse de Cologne

La ville compte de nombreuses bibliothèques consacrées à divers champs du savoir :
- la Bibliothèque-médiathèque l'Académie des arts appliqués aux médias (KHM) ;
- la Bibliothèque nationale de médecine allemande (ZB MED – Informationszentrum Lebenswissenschaften) ;
- la Bibliothèque diocésaine ;
- la Bibliothèque universitaire de la Technische Hochschule Köln ;
- la Bibliothèque universitaire de l'Université catholique de Cologne ;
- la Bibliothèque artistique et muséale de la ville de Cologne ;
- la Bibliothèque de la ville de Cologne ;
- la Bibliothèque universitaire et de la ville de Cologne, bibliothèque centrale de l'Université de Cologne ;
- la Bibliothèque commerciale de la chambre de commerce et d'industrie de Cologne ;
- la Bibliothèque centrale des sciences du sport de l'Université allemande du sport de Cologne.

Ainsi que plusieurs centres d'archives dont le Rheinisches Bildarchiv (de) conservant plus de 5 millions de photographies avec un accent mis sur l'art et l'architecture, les Archives historiques de la ville de Cologne (en), les Archives de la danse de Cologne (de) , etc.

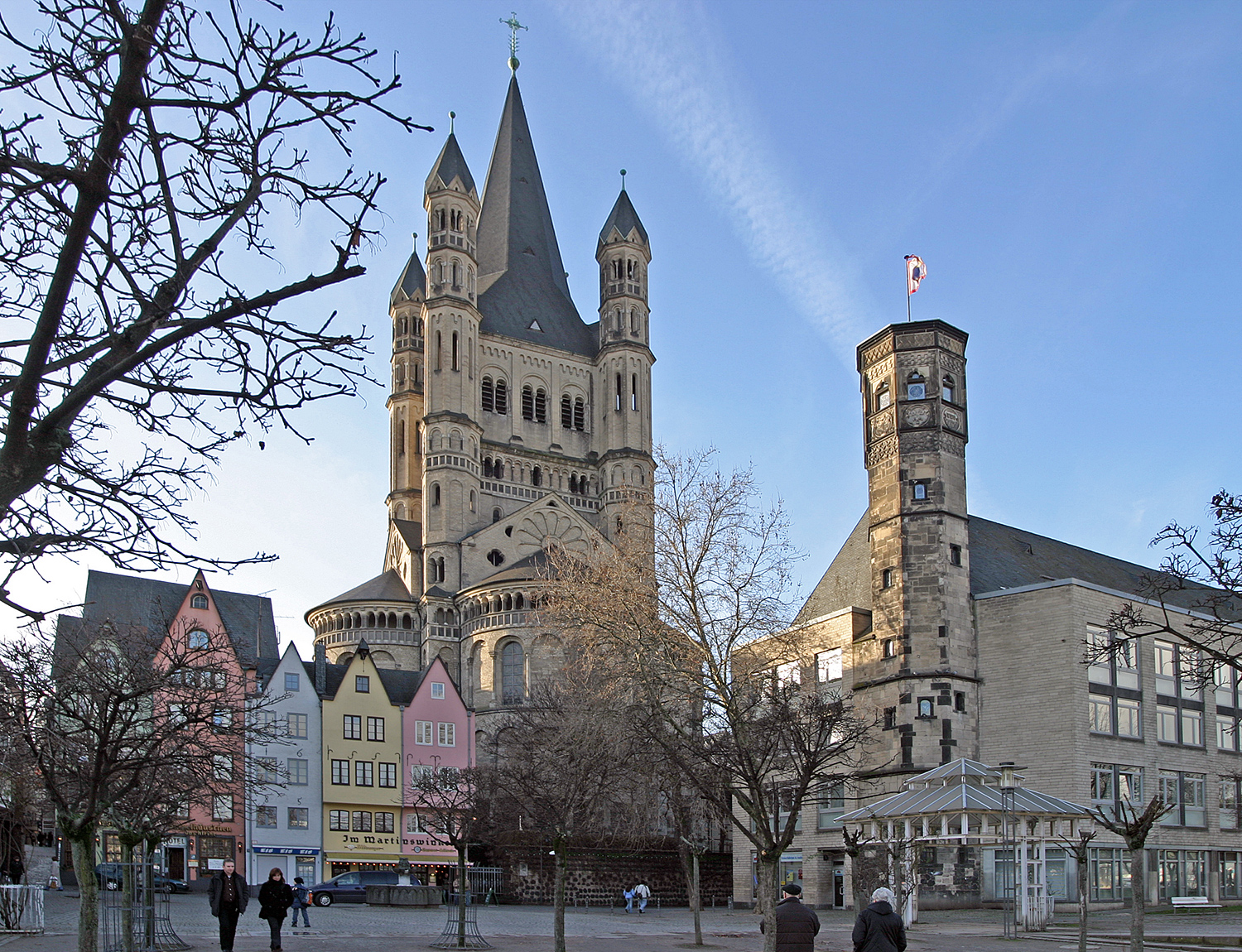
Église Grand St-Martin.
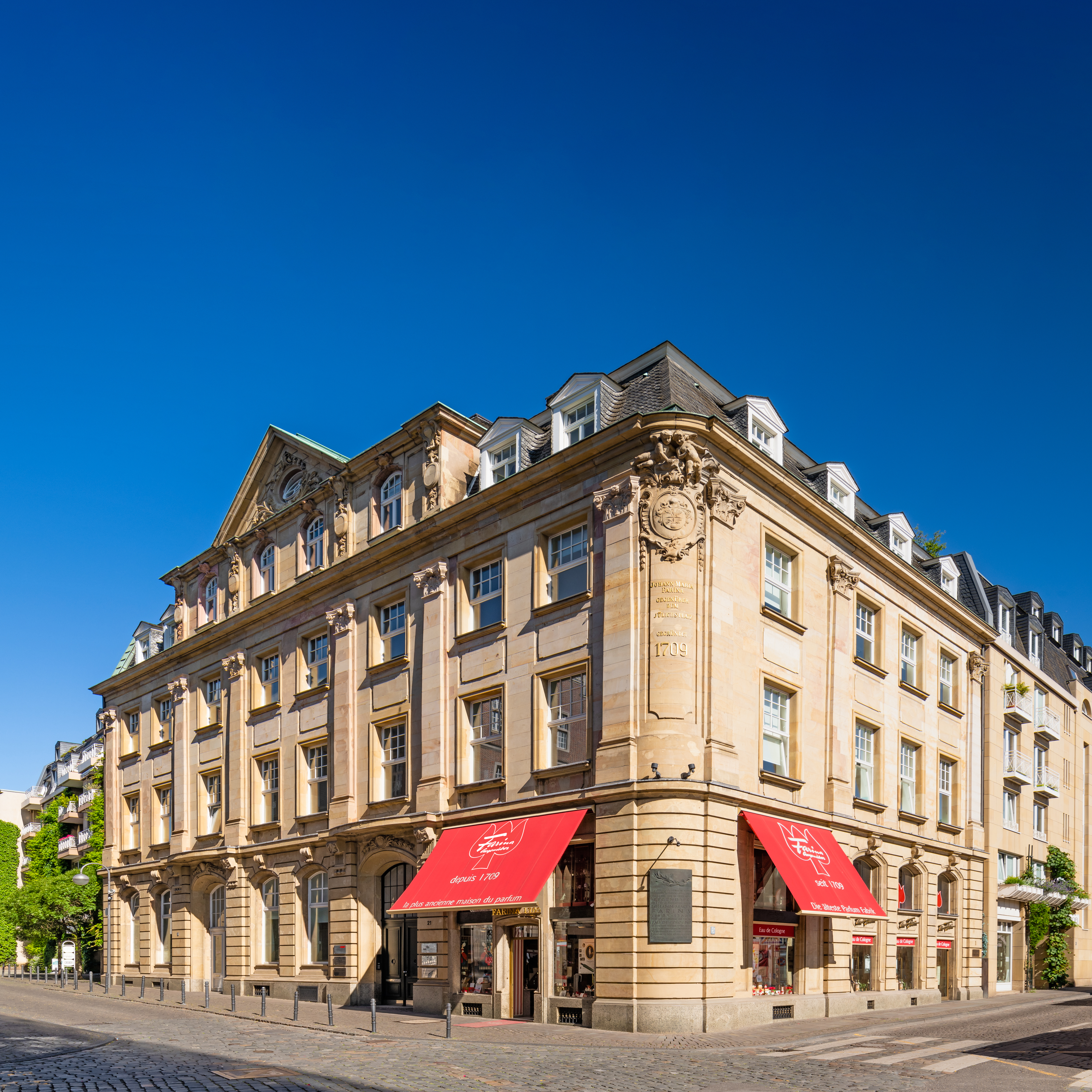
Maison Farina, Musée du Parfum.
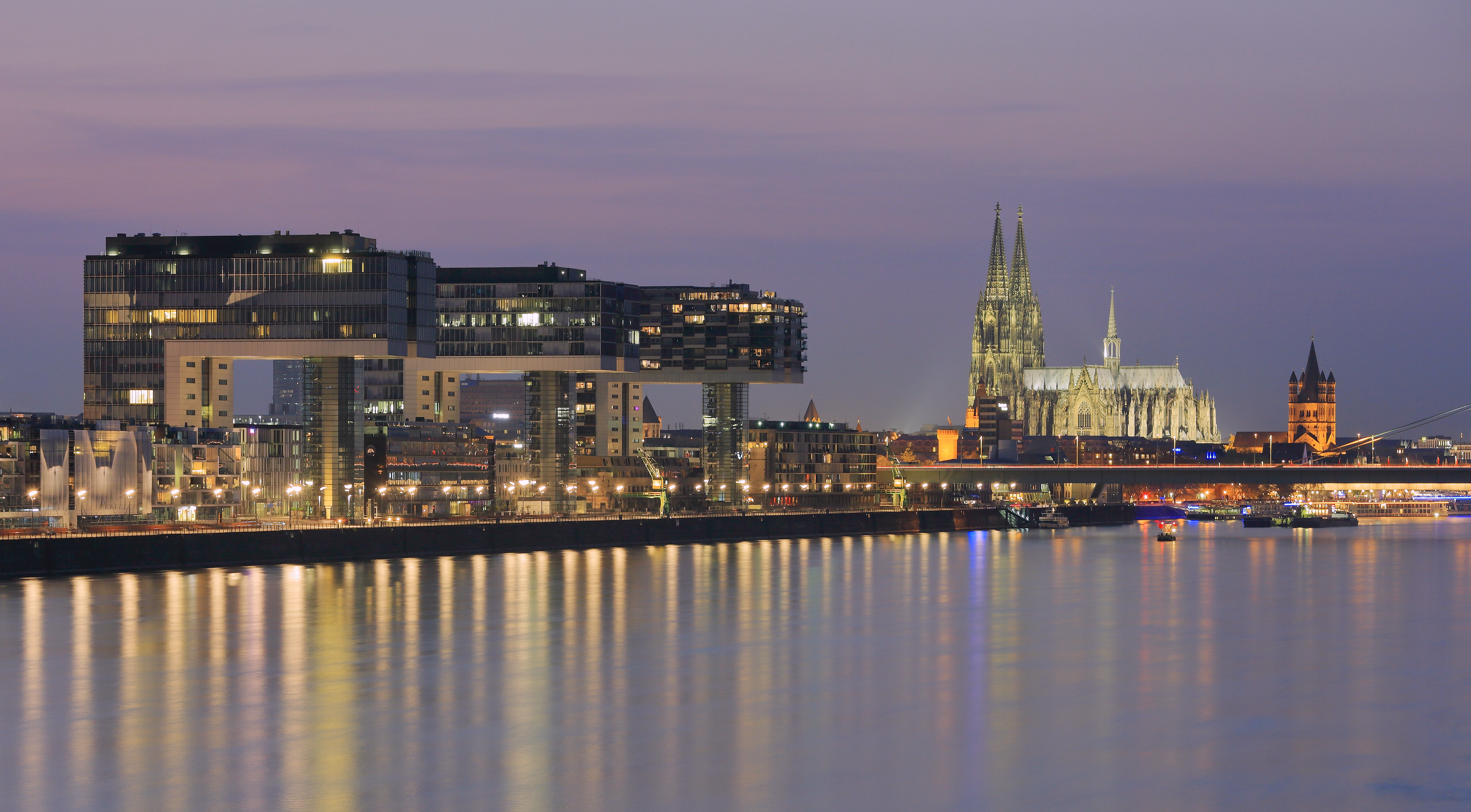
Les trois Kranhäuser, avec la Cathédrale de Cologne.
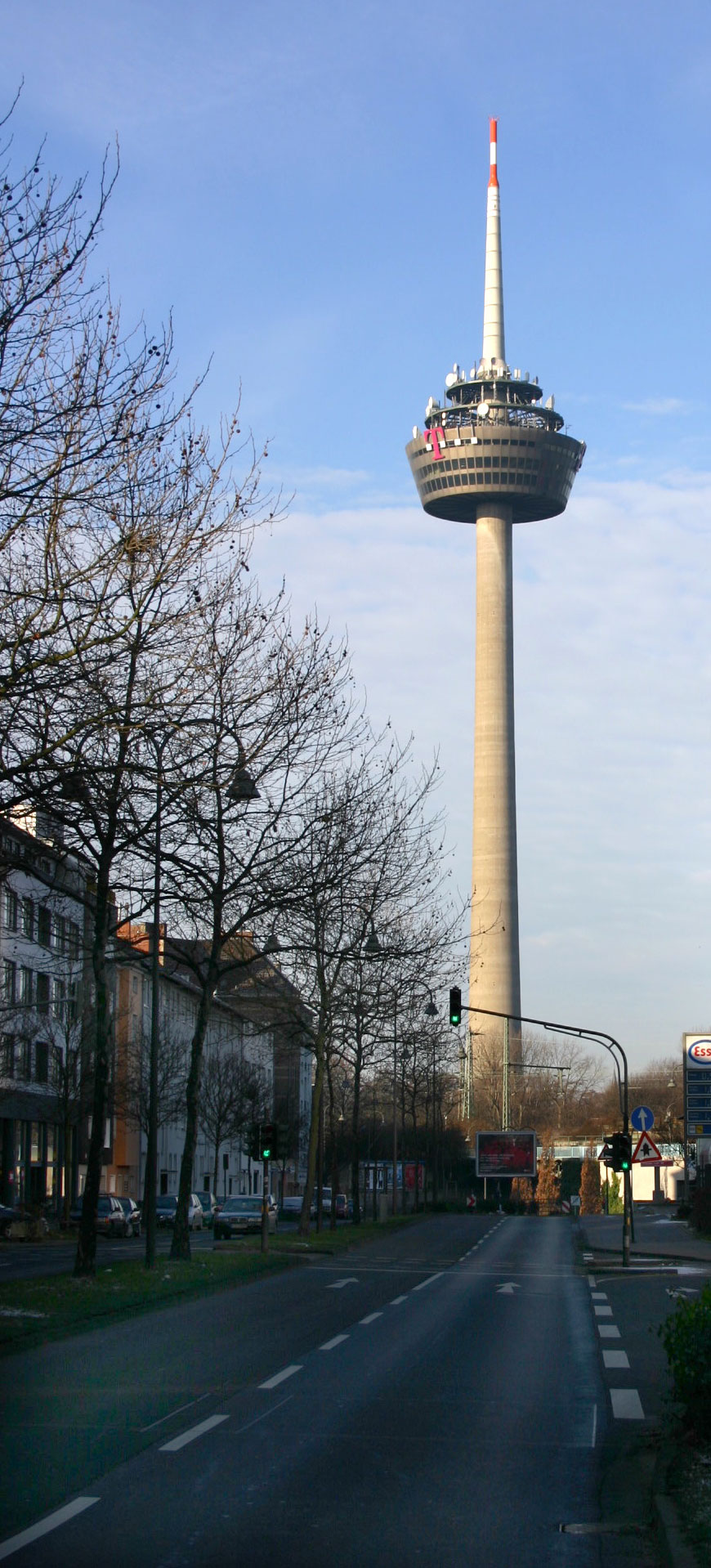
Colonius.
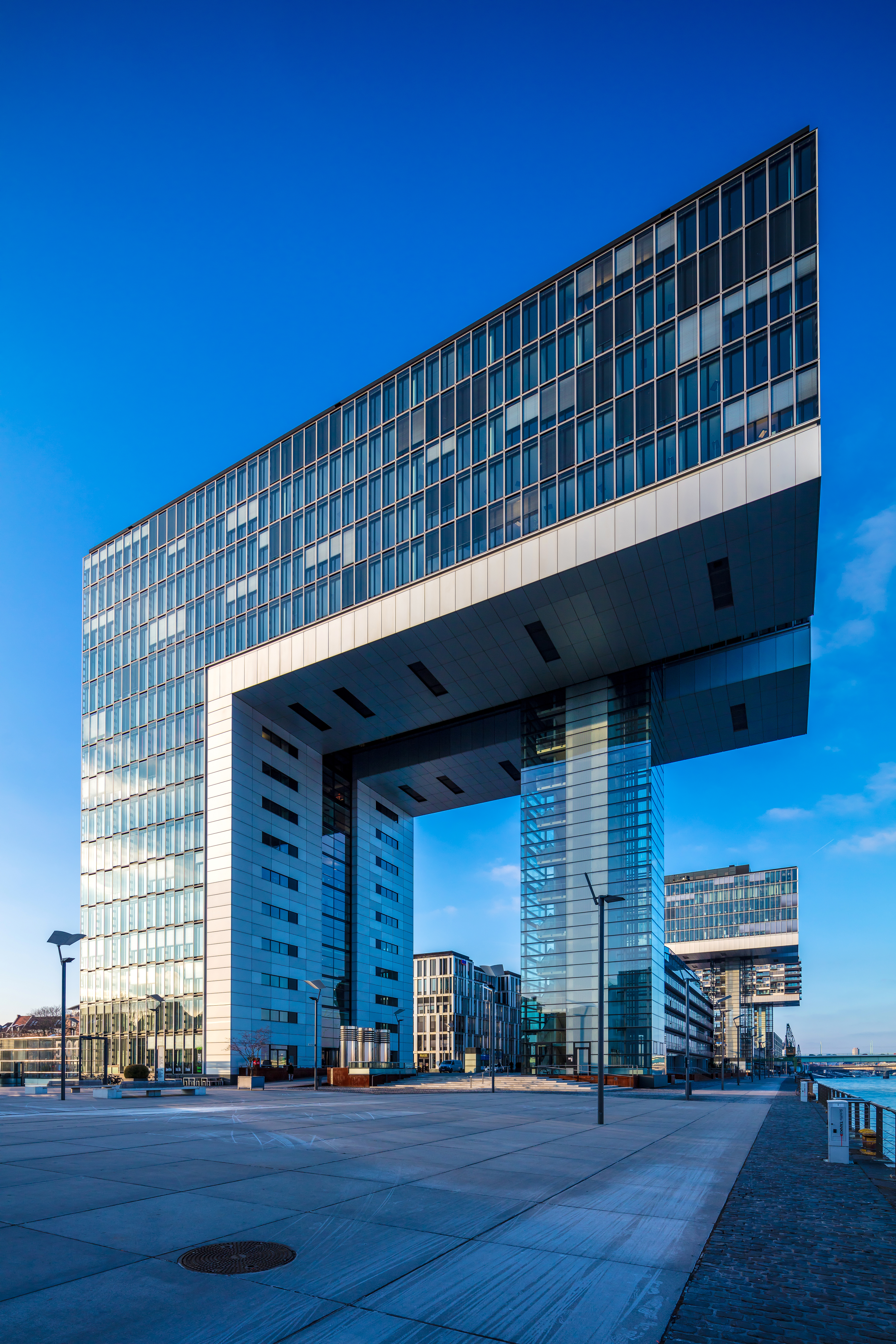
Ensemble architectural Kranhäuser à Cologne (2017).

### Spécialités

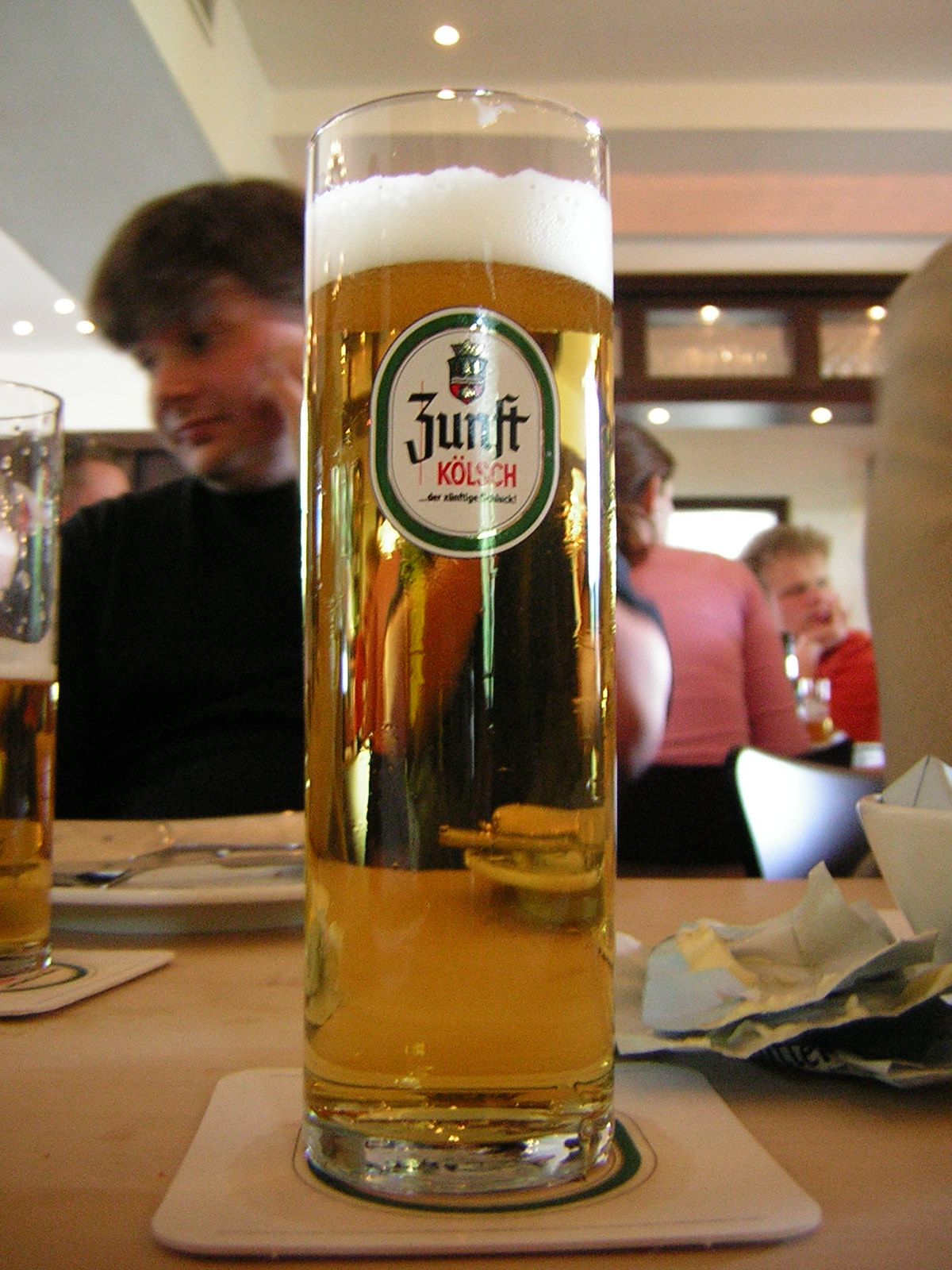
Une Kölsch, dans un verre type Kölschstange.

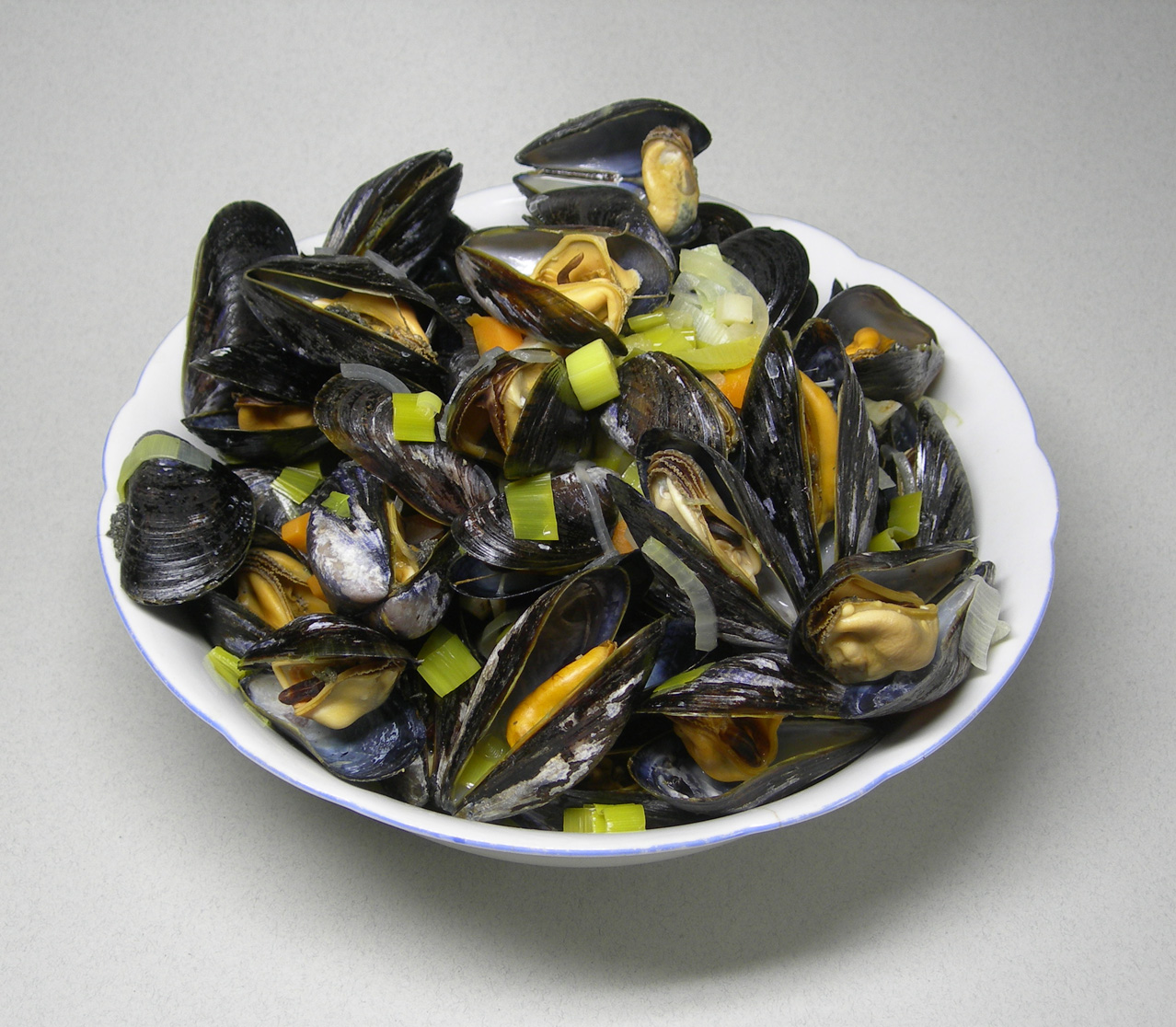
Moules à la rhénane.

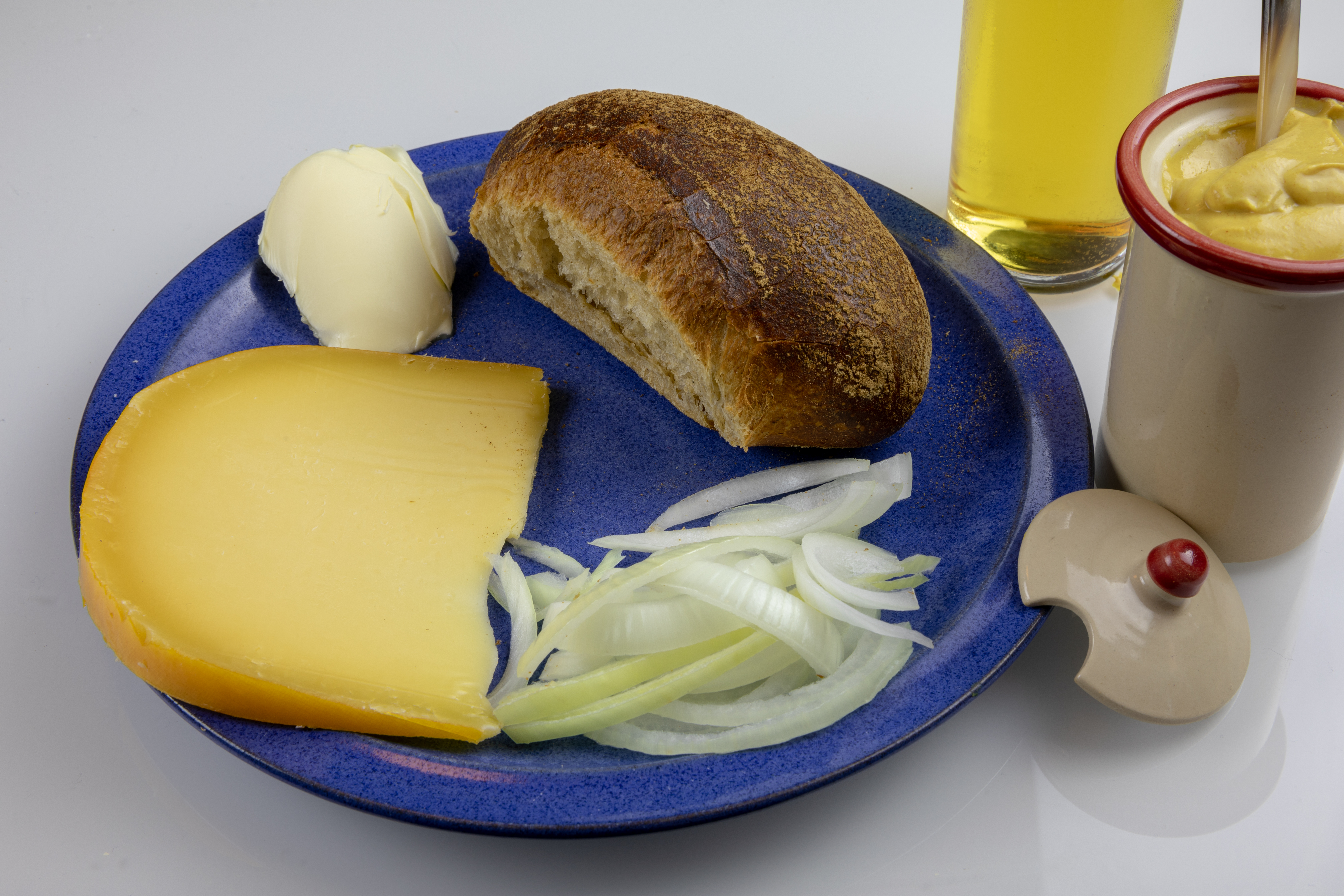
Halver Hahn : Röggelchen, oignon, moutarde, mimolette.

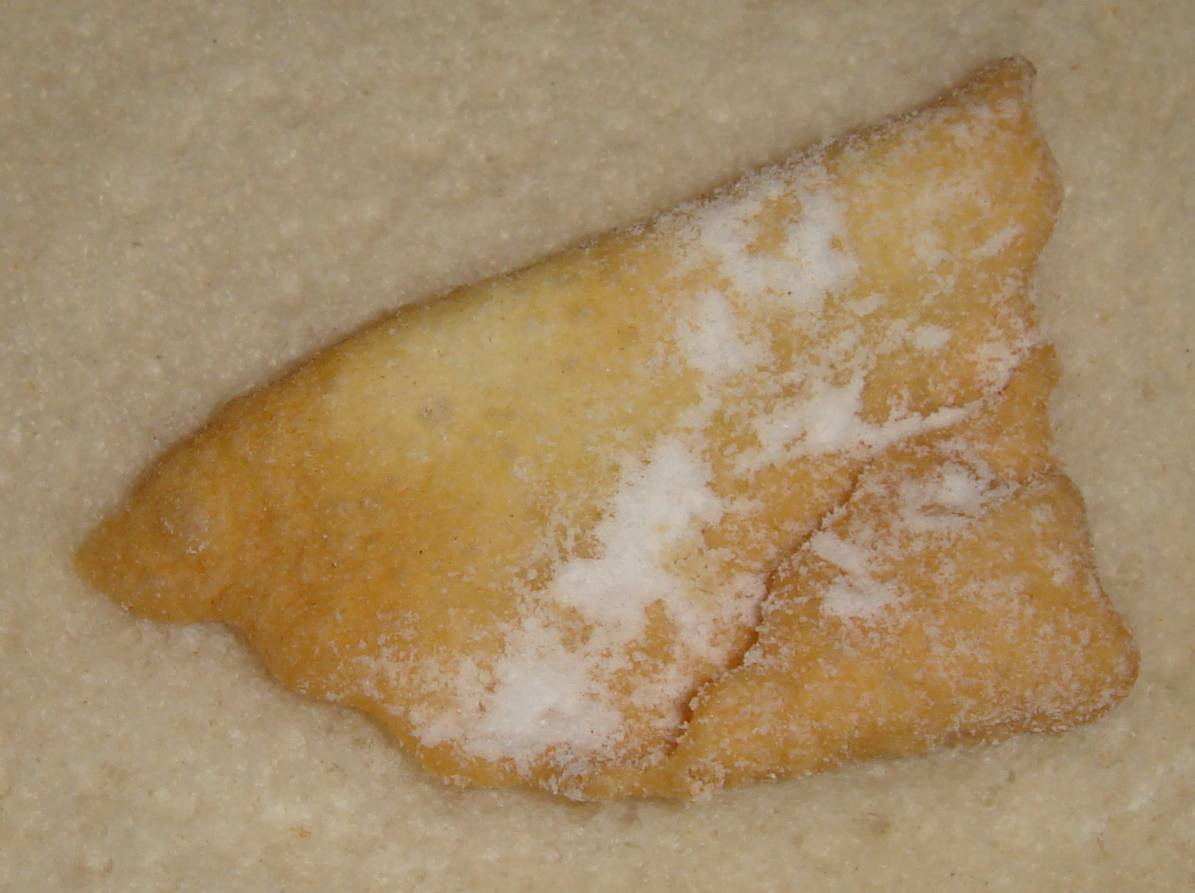
La Mutze, pâtisserie du carnaval et du réveillon, préparée à partir de farine, d'œufs, de sucre et d'arômes.

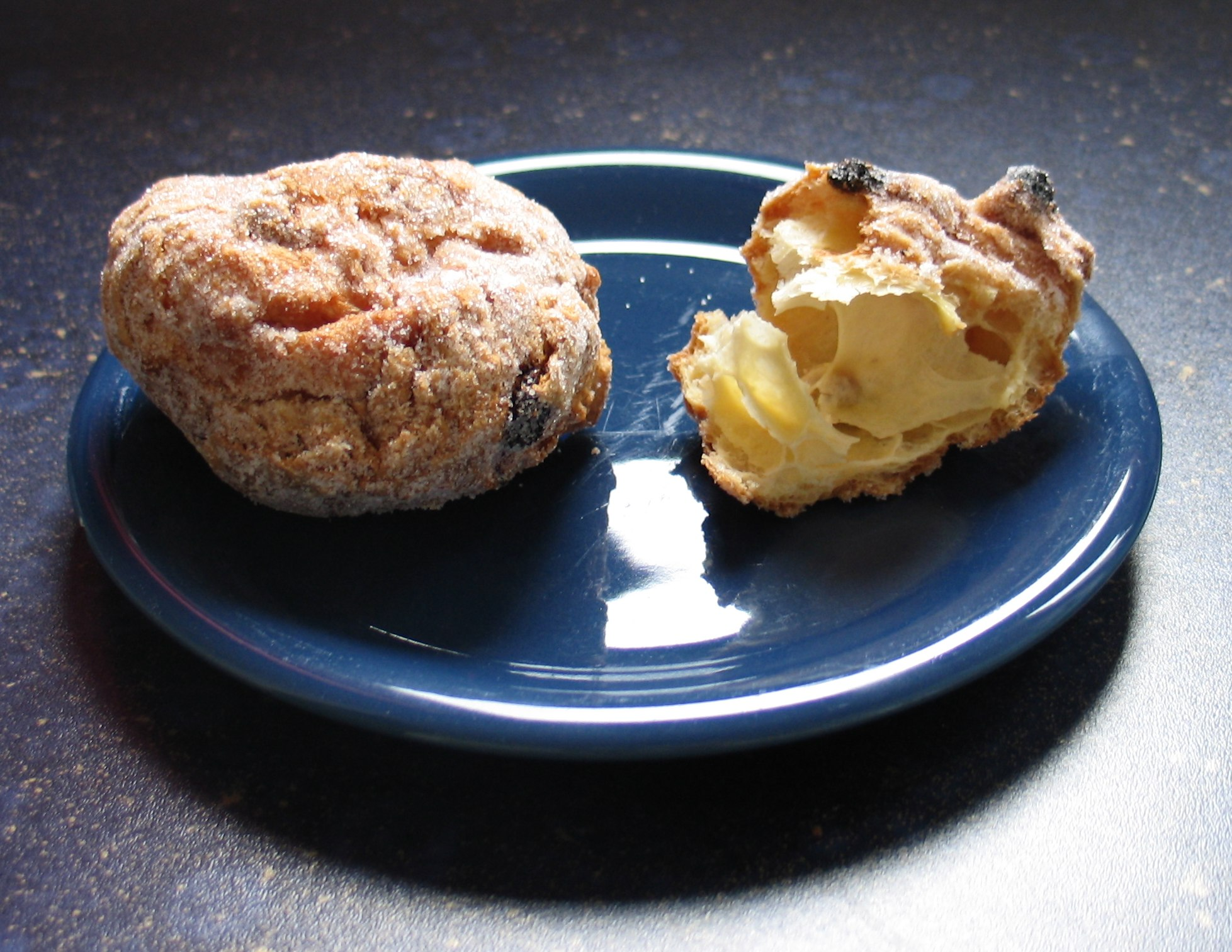
Beignet rhénan Krapfen.

#### Eau de Cologne
Une des spécialités de la ville est l'eau de Cologne (Kölnisch Wasser), créée au XVIIe siècle par Jean Marie Farina. La production et commercialisation de ce parfum s'est fortement développé au début du XVIIIe siècle et a dominé le marché de la parfumerie jusqu'à la fin du XIXe siècle.

#### Kölsch
Une boisson renommée de Cologne est la « Kölsch », une bière blonde assez légère servie dans des verres étroits de 20 cl, parfois 30 cl (Le mot Kölsch désigne aussi le dialecte de la ville). Boisson locale, elle bénéficie d'une indication géographique protégée. Il en existe environ 25 marques, quelques-unes sont connues comme la Reissdorf, la Gaffel et la Früh Kölsch. La Kölsch est produite par des brasseries de tailles diverses, grandes brasseries produisant plusieurs marques, et petites brasseries à la production destinée à une clientèle fidèle. En 2018, 1,8 million d'hectolitres ont été produits.

#### Gastronomie
La gastronomie rhénane y est représentée par divers plats et pâtisseries. La présence d'ingrédients comme le hareng, les moules et les épices est liée à la position commerciale de Cologne, ville portuaire qui accueillait le fret maritime lointain. On mentionnera :
- le Heringsstipp (de), un plat de harengs accompagnés de cornichons, pommes, herbes, crème et pommes de terre ;
- les moules à la rhénane (de), cuisinées aux herbes, au beurre et au Riesling ;
- le rheinischer Sauerbraten[43] ;
- le Himmel un Ääd[43] ;
- le Flönz (de), dit aussi Kölscher Kaviar, un boudin noir de Rhénanie[43] ;
- le Halve Hahn (de), un pain Röggelchen (en) avec fromage et assaisonnement[45],[43] ;
- le Krüstchen (de), une escalope surmontée d'un œuf au plat sur une tranche de pain de seigle ou de pain grillé, souvent accompagnée de pommes de terre, salade, frites ou pommes de terre rôties ;
- le Eisbein, un jarret de porc ;
- le Rievkooche, une variante de galette de pommes de terre connue aussi comme Kartoffelpuffer ;
- le Lahmacun, un plat de la cuisine levantine qui s'est popularisé à Cologne[43] ;
- la Mutze (de), une pâtisserie frite fine, avec sa variante pâte brisée aux amandes, Mutzenmandel ;
- le Muuzemändelcher, une petite pâtisserie frite en forme d'amande, consommée à la Saint Syvlvestre et au Carnaval[43] ;
- le Krapfen, beignet sucré, frit ;
- le sirop de betterave sucrière est étalé sur du pain, à la manière d'une confiture.

## Sport

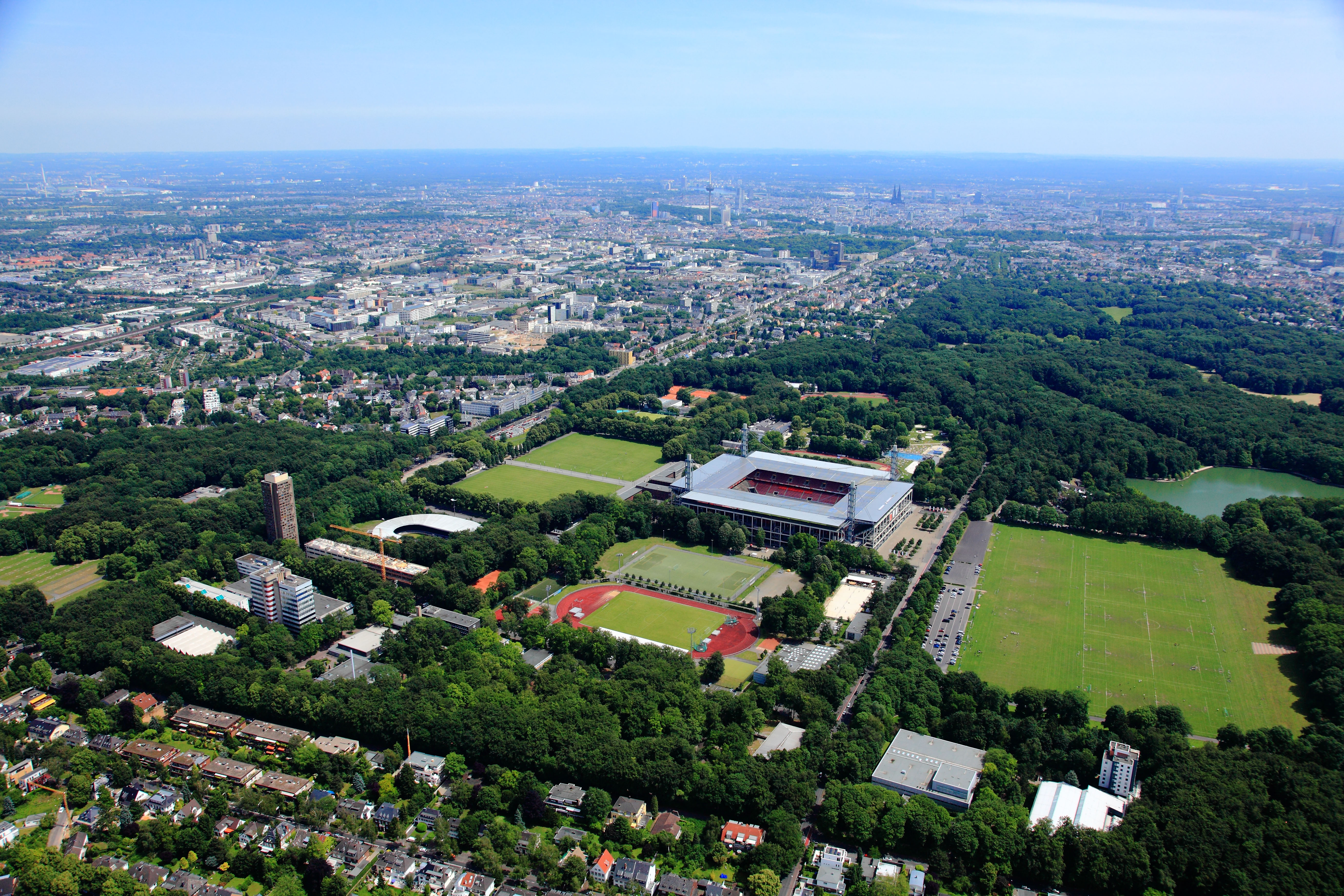
Vue aérienne de l'Université allemande du sport de Cologne.

La ville dispose du RheinEnergieStadion et de la Lanxess Arena, l'une des plus grandes salles polyvalentes d'Europe où se déroulent des matchs de hockey sur glace, de handball et de basket-ball. Par ailleurs, Cologne dispose d'une piste pour cyclisme sur piste, une piste de courses de chevaux, d'une installation pour régates, et d'un nombre d'infrastructures qui en font un lieu régulier d'événements sportifs internationaux en Allemagne.
L'Université allemande du sport de Cologne (DSHS, Spoho) est la seule institution de ce genre en Allemagne. Elle accueille 5 800 étudiants de 59 pays. Elle dispose de 19 instituts scientifiques d'enseignement et de recherche, dispense des formations de type Bachelor et Master, et décerne des diplômes de doctorat et de post-doctorat.
En cyclisme, la ville est renommée pour son Tour de Cologne (Rund um Köln), une des plus anciennes compétitions cyclistes allemandes, qui est disputée annuellement depuis 1910 sur une distance d'environ 200 km.
Le Marathon de Cologne est organisé depuis 1997, il a lieu généralement au mois d'octobre.

### Hockey sur glace

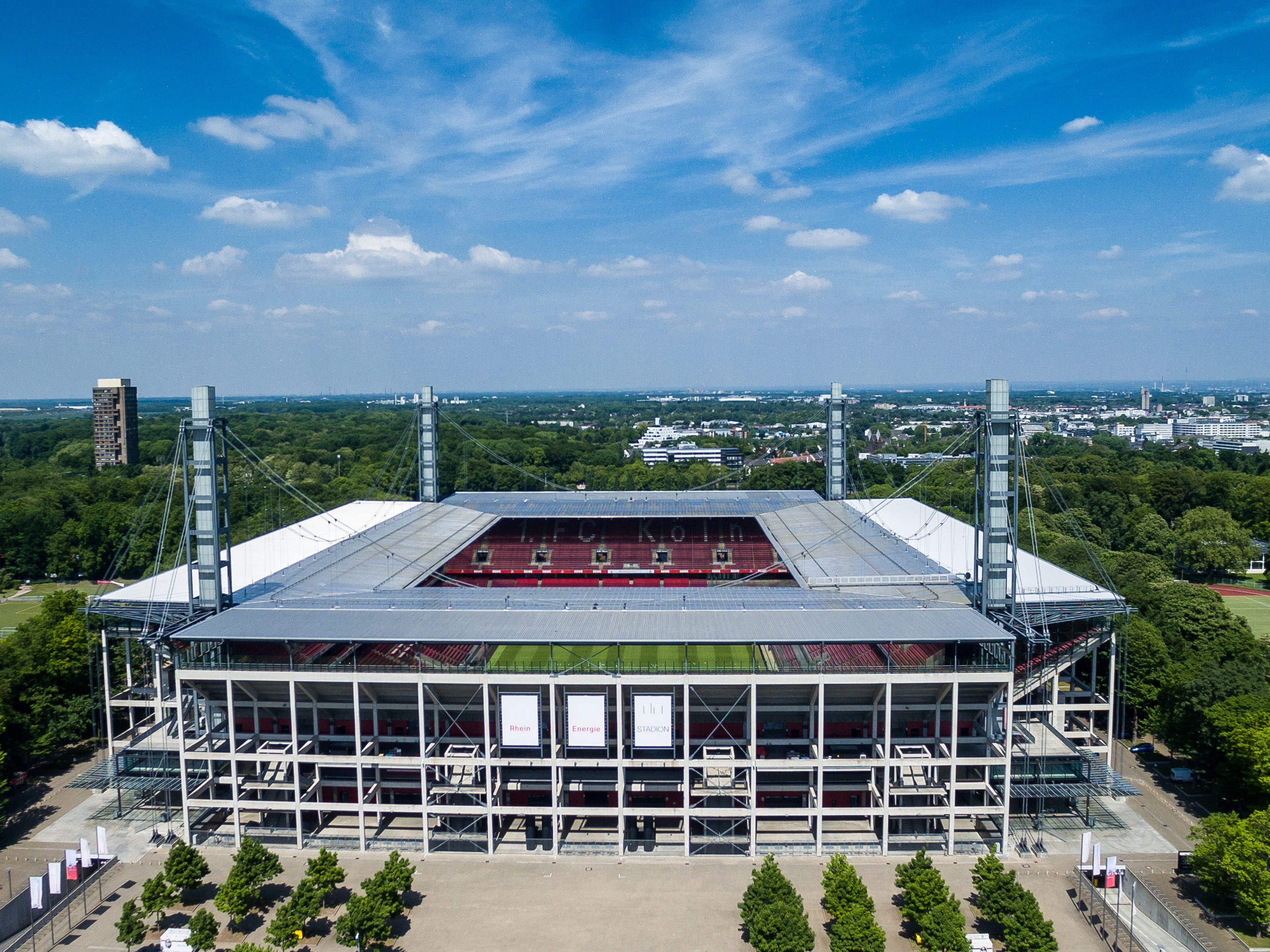
Le RheinEnergieStadion, d'une capacité de 50000 places.

Du 5 au 21 mai 2017, la ville accueille avec Paris le Championnat du monde de hockey sur glace.
L'histoire des Kölner Haie remonte à  1972. Il est l'un des clubs fondateurs de la Ligue allemande de hockey sur glace (DEL) en 1994. Le club a été huit fois champion d'Allemagne (Deutscher Meister).

### Football
Le 1. FC Cologne est avec plus de 105 000 membres le plus grand club sportif de Cologne et le sixième d'Allemagne. Membre fondateur de la Bundesliga, il a été trois fois champion d'Allemagne, quatre fois vainqueur de la Coupe DFB, a atteint la finale de la Coupe UEFA 1986 et a été huit fois en demi-finale de Coupe d'Europe.
Le SC Fortuna Cologne est un club de football et aussi de handball. En football, il est le plus titré de la métropole rhénane après le 1. FC Köln. Il a connu une saison en Bundesliga 1973-74, puis est resté en deuxième division durant plus de 25 ans. Après cinq ans de 3e division, il est relégué en 2019 en Regionalliga Ouest.
Le FC Viktoria Köln est plus récent, il est né en 2010 de la faillite du SCB Viktoria Köln. Son lieu d'entraînement est le Sportpark Höhenberg. L'équipe masculine accède en 2019 à la 3. Liga.

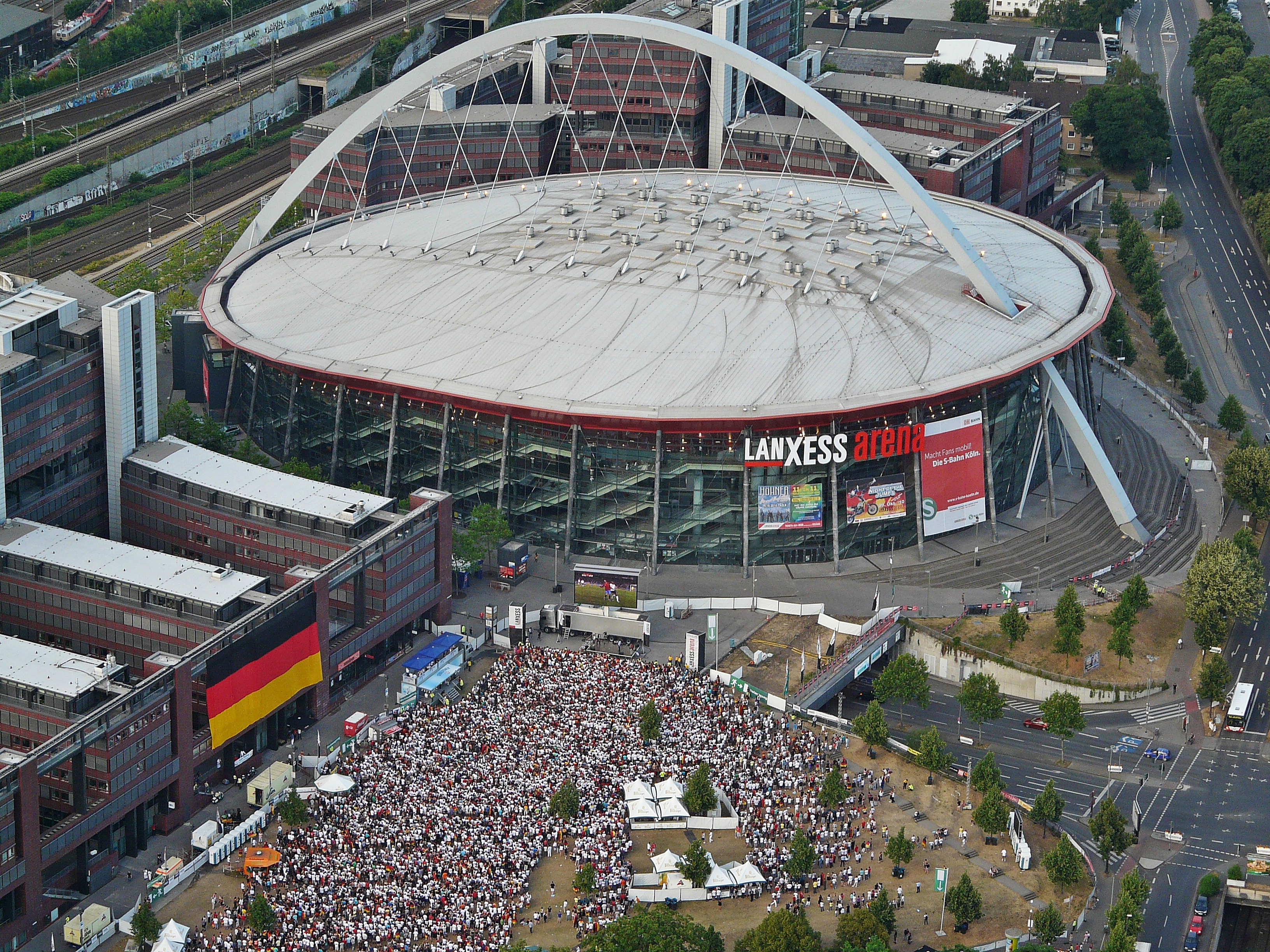
La Lanxess Arena, l'antre des Kölner Haie.

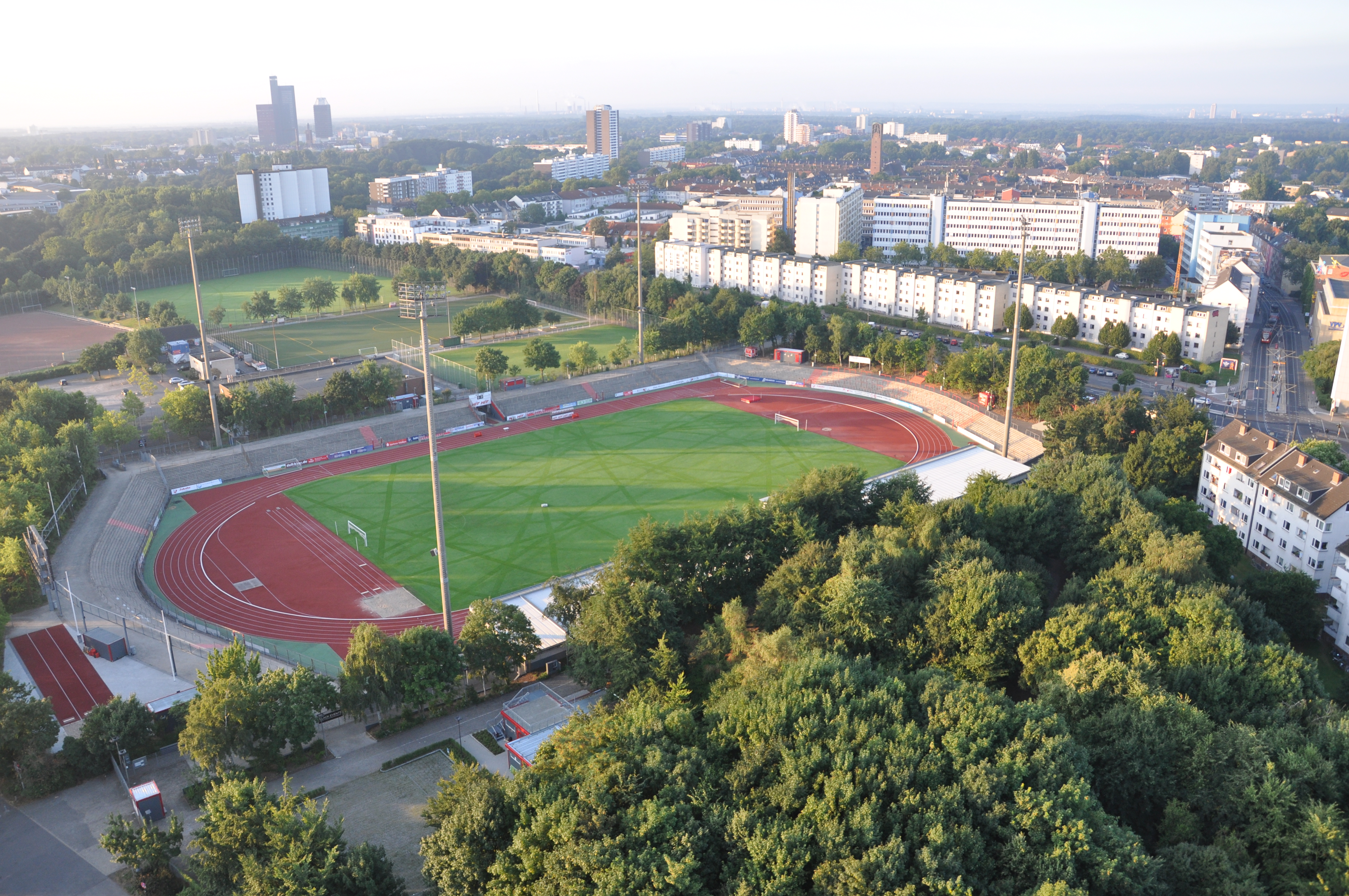
Südstadion.

| Club                  | Sport              | Fondé en | Ligue                                                     | Stade                                    | Entraîneur                                           |
| --------------------- | ------------------ | -------- | --------------------------------------------------------- | ---------------------------------------- | ---------------------------------------------------- |
| 1. FC Cologne         | Football           | 1948     | 1. Bundesliga (D1)                                        | RheinEnergieStadion                      | Markus Gisdol                                        |
| Fortuna Cologne       | Football           | 1948     | Regionalliga Ouest (D4)                                   | Südstadion                               | Alexander Ende                                       |
| Viktoria Cologne      | Football           | 1994     | 3. Liga (D3)                                              | Sportpark Höhenberg                      | Olaf Janßen                                          |
| Kölner Haie           | Hockey sur glace   | 1972     | DEL (D1)                                                  | Lanxess Arena                            | Uwe Krupp                                            |
| Falcons de Cologne    | Football américain | 1995     | Regionalliga NRW (D3)                                     | Sportpark Müngersdorf                    | Javan Lenhart                                        |
| Crocodiles de Cologne | Football américain | 1980     | GFL Nord (D1)                                             | Sportpark Höhenberg                      | Patrick Köpper                                       |
| RSV Köln              | Rugby à XV         | 1951     | 1. Bundesliga (éq. fém.) - 2. Bundesliga (éq. masc.) (D2) | Rugby-Park Köln                          | Morne Laubscher (éq. fém.) - Eric Daniel (éq. masc.) |
| SC Colonia 06         | Boxe               | 1906     | 50 membre sur 500 dans divers championnats                | Box Gym Müngersdorf, RheinEnergieStadion | 8 formateurs licenciés                               |

## Faune et flore

### Zoo, jardins et parcs

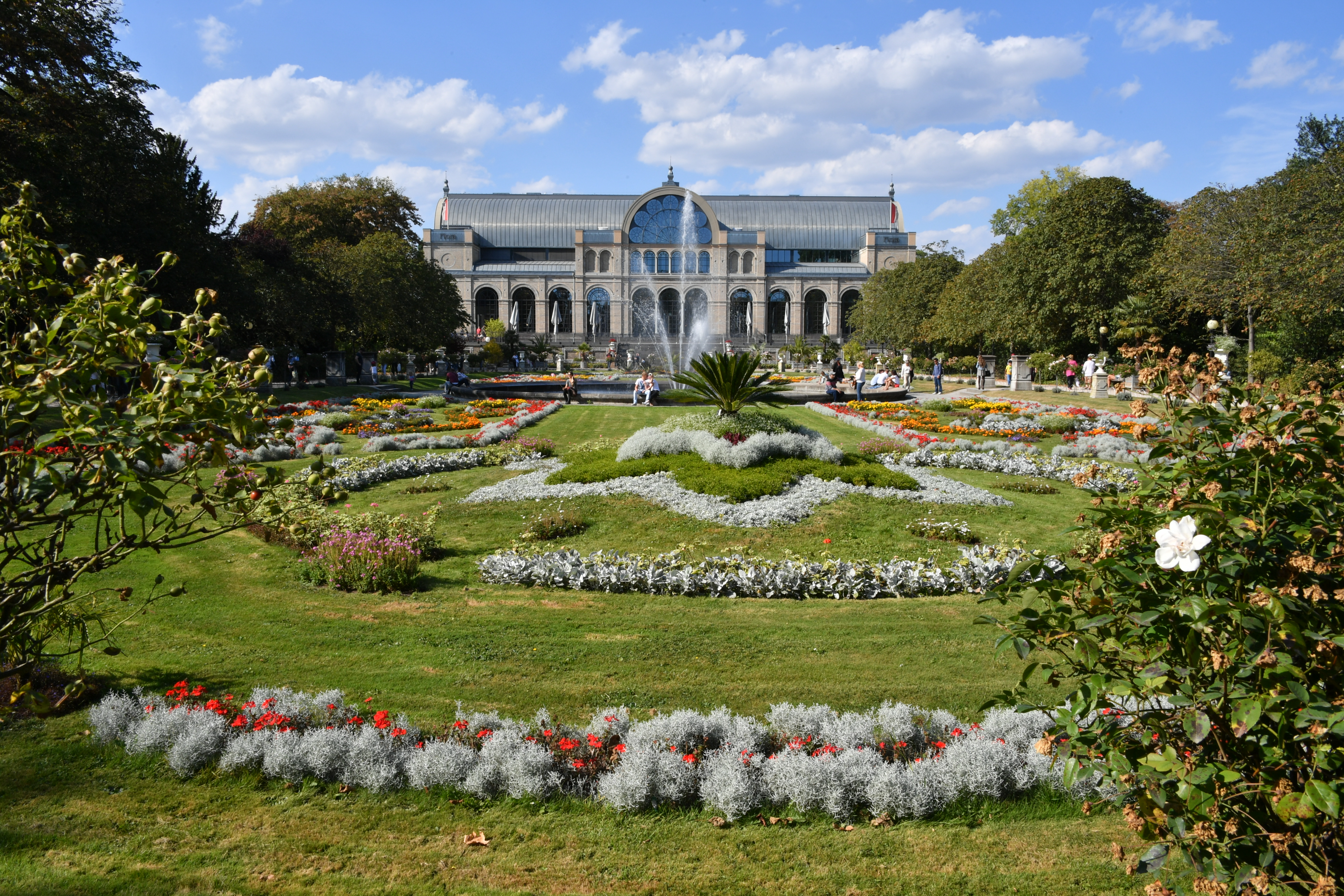
Le jardin botanique Flora.

Le zoo de Cologne, ouvert en 1860, a une superficie de 20 hectares et abrite 10 000 animaux de 750 espèces animales. De nombreuses naissances d'éléphants en 2006 et 2007 ont mené à l'installation du Parc des éléphants comprenant 20 éléphants asiatiques.
Une réserve animalière avec des daims et des chevreuils se trouve dans le Kölner Stadtwald (de), un grand parc à l'ouest de Cologne. Cette zone de loisirs locale populaire sur la rive gauche du Rhin comporte forêt, prairies, étangs et canaux, et offre au public des terrains de jeux et un vaste réseau de sentiers de promenade.
Le jardin botanique, situé dans le quartier de Riehl, est dénommé Flora. Sur 11 hectares, il présente plus de 10 000 espèces de plantes indigènes et exotiques à l'extérieur et dans les serres. À Rodenkirchen, au sud, se trouve également sur 25 hectares le jardin botanique forestier (de).
La roseraie de Cologne, détruite pendant la guerre et restaurée dans les années 1960, se trouve à Neustadt-Nord.

### Milieu naturel

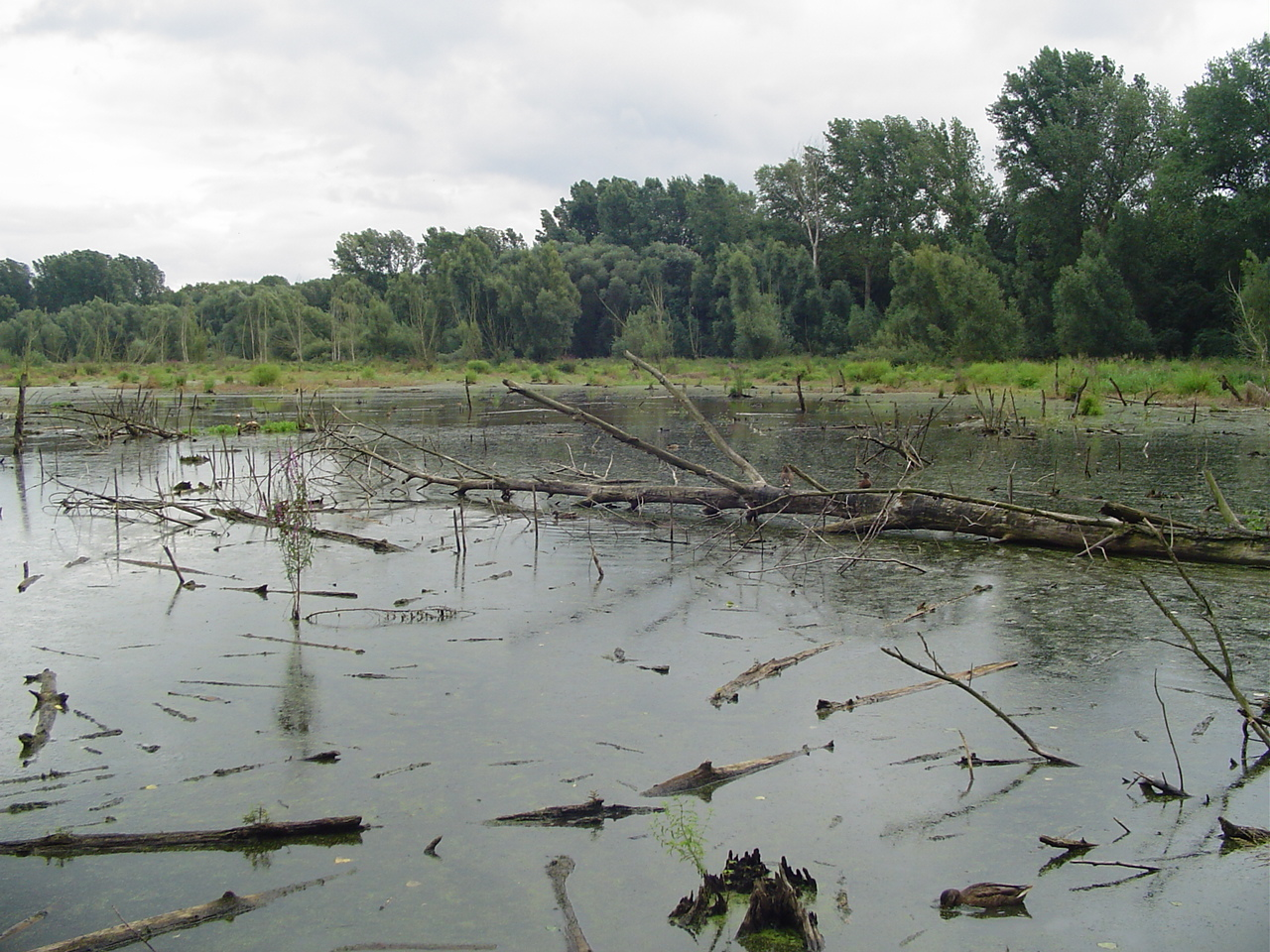
Worringer Bruch.

La ville comprend de vastes espaces verts classés comme parcs de la zone urbaine, et des forêts principalement à la périphérie. Il existe 22 réserves naturelles (Naturschutzgebiete). Le Worringer Bruch, situé dans l'extrême nord de Cologne sur la rive gauche du Rhin, est une très ancienne zone de marécages, vieille de 8 000 ans, et un ancien méandre du Rhin aujourd'hui ensablé, encore identifiable à sa forme en U. On y rencontre des espèces animales et végétales rares et un paysage caractéristique de prairies, forêts et zones humides. Sur la rive droite du Rhin, on trouve principalement des paysages de forêt ouverte et de landes comme le Wahner Heide, la réserve naturelle de Königsforst et la forêt de Dünnwald. Selon l'enquête de superficie de 2016, Cologne a 5 406 hectares de superficie forestière, ce qui correspond à 13,3% de la zone urbaine.

## Personnalités de Cologne

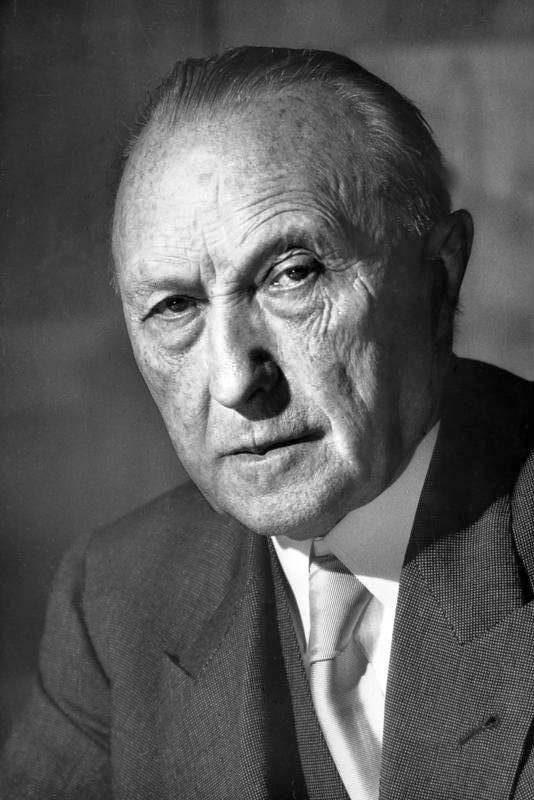
Konrad Adenauer, maire de Cologne et premier Chancelier fédéral de la R.F.A., acteur majeur de la reconstruction de l'Allemagne et de la construction européenne.

- Ursule de Cologne (Heilige Ursula)
- Saint Bruno (1030 ? -1101)
- Saint Albert le Grand (ou Albertus Magnus) (vers 1200-1280)
- Stefan Lochner (vers 1400-1451), peintre
- Eberhard Billick (1499-1557), carme allemand, théologien scolastique
- Maternus Cholinus (1525-1588), imprimeur et conseiller de ville à Cologne
- Johann Michael Hambach (actif de 1672 à 1686) peintre de natures mortes
- Jean Marie Farina (1685-1766), créateur de l’eau de Cologne
- Théodore de Neuhoff (1694-1756), roi de Corse
- Peter Anton Fonk (1781-1832), négociant impliqué dans une affaire de meurtre qui marqua profondément l'opinion publique allemande.
- Georg Ohm, (1789- 1854), professeur de physique, publie la loi sur la résistance électrique qui porte son nom
- Jacques Ignace Hittorff (1792-1867), architecte de la ville de Paris
- Jacques Offenbach (1819-1880), compositeur
- Max Bruch (1838-1920), compositeur
- Ludwig Becker (1855-1940), architecte, connu comme bâtisseur d'églises du XXe
- Alexander Koch (1860-1939), éditeur allemand
- Minna Bachem-Sieger (1870-1939), femme politique, écrivaine et féministe catholique
- Carl Bosch (1874-1940), chimiste, prix Nobel de chimie en 1930
- Konrad Adenauer (1876-1967), maire de Cologne puis Chancelier de l'Allemagne fédérale
- Franz Esser (1891-1964), peintre
- Walter Stoecker (1891-1939), homme politique
- Luise Straus-Ernst (1893-1944), historienne de l'art et journaliste.
- Irmgard Enderle (1895-1985) femme politique, journaliste, syndicaliste et féministe
- Margarethe Lachmund (1896-1985), pacifiste et résistante Quaker
- Margarete Heymann (1899-1990), céramiste
- Elfriede Paul (1900-1981), médecin, professeure et résistante communiste
- Werner Mantz (1901-1983), photographe
- Kurt Alder (1902-1958), professeur de chimie, prix Nobel de chimie en 1950
- Ludwig Suthaus (1906-1971), ténor wagnérien
- Marcel Hillaire (1908-1988), acteur
- Toni Merkens (1912-1944), coureur cycliste sur piste, champion olympique
- Toni Zenz (1915-2014), sculpteur
- Heinrich Böll (1917-1985), écrivain, prix Nobel de littérature en 1972
- Gertrud Koch (1924-2016, résistante contre le nazisme
- Hans Schäfer (1927-2017), footballeur international
- Nils Politt (1994-), cycliste professionnel chez Bora-Hansgrohe
- Nico (1938-1988), chanteuse du Velvet Underground et égérie d'Andy Warhol
- Rolf Wolfshohl (1938-2024), coureur cycliste vainqueur du Tour d'Espagne 1965
- Henry van Lyck (1941-), acteur
- Michel Leeb (1947-), humoriste
- Évelyne Dhéliat (1948-), présentatrice météo et ancienne speakerine.
- Karunesh (1956-), compositeur de musique
- Helmut Kickton (1956-), musicien
- Stefan Raab (1966-), producteur et animateur de télévision
- Katarina Barley (1968-), femme politique
- Daniela Wutte (1977-), actrice
- Patrice (1979-), chanteur
- Ayọ (1980-) chanteuse
- Rebekka Endler (1985-), autrice.
- Lukas Podolski (1985-), footballeur allemand, champion du monde en 2014
- Thomas Greiss (1986-), gardien de hockey sur glace évoluant en nhl
- Marc Almert (1991-), sommelier, lauréat du concours de meilleur sommelier du monde en 2019
- Leon Draisaitl (1995-), joueur de hockey évoluant en NHL

## Jumelages
Cologne est l'une des six villes européennes qui ont créé pour la première fois un « jumelage en cercle » (Ringpartnerschaft) en 1958. Cet acte, qui a lieu immédiatement après la création de la Communauté économique européenne, avait pour but de soutenir la cohésion européenne en concluant un partenariat avec chacun des autres États membres. Le jumelage initial de 1958 fut signé par Liège, Esch-sur-Alzette, Turin, et Rotterdam. En 1993, le partenariat entre les villes de Cologne, Turin, Liège, Esch-sur-Alzette, Rotterdam et Lille a été réaffirmé.
- Liverpool (Royaume-Uni) depuis 1952
- Lille (France) depuis 1958
- Liège (Belgique) depuis 1958
- Turin (Italie) depuis 1958
- Esch-sur-Alzette (Luxembourg) depuis 1958
- Kyoto (Japon) depuis 1963
- Tunis (Tunisie) depuis 1964
- Turku (Finlande) depuis 1967
- Berlin Neukölln (Allemagne) depuis 1967
- Cluj-Napoca (Roumanie) depuis 1976
- Tel-Aviv, quartier de Jaffa (Israël) depuis 1979
- Barcelone (Espagne) depuis 1984
- Pékin (Chine) depuis 1987
- Volgograd (Russie) depuis 1988
- Cork (Irlande) depuis 1988
- Corinto (Nicaragua) depuis 1988, El Realejo
- Indianapolis (États-Unis) depuis 1988
- Thessalonique (Grèce) depuis 1988
- Berlin Treptow-Köpenick (Allemagne) depuis 1990
- Katowice (Pologne) depuis 1991
- Bethléem (Palestine) depuis 1996
- Istanbul (Turquie) depuis 1997
- Rio de Janeiro (Brésil) depuis 2011

- Partenariats par incorporation :  Hazebrouck (France)